# Apioideae
Die Apioideae sind eine Unterfamilie in der Pflanzenfamilie der Doldenblütler (Apiaceae oder Umbelliferae). Mit über 400 Gattungen und 3500 Arten ist es die formenreichste der Unterfamilien innerhalb der Familie Apiaceae. Die Apioideae sind fast weltweit verbreitet, jedoch mit Schwerpunkt in den gemäßigten Gebieten der Nordhalbkugel. Einige Gattungen, beispielsweise Möhren (Daucus), Pastinaken (Pastinaca), und Sellerie (Apium) enthalten wichtige Kulturpflanzen.

## Merkmale

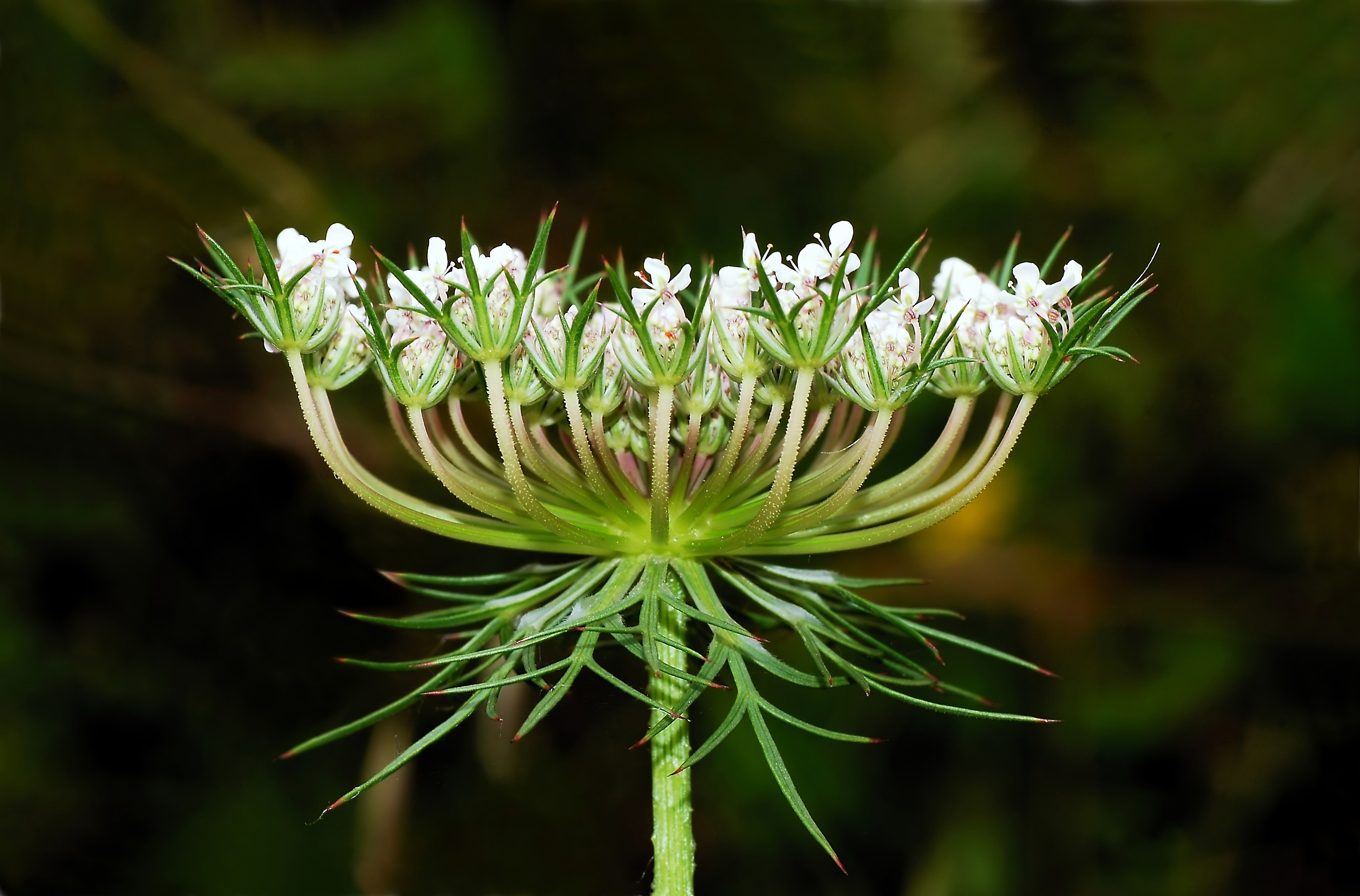
Doppeldoldiger Blütenstand von Daucus carota mit Dolden sowie Döldchen und Hüllen sowie Hüllchen

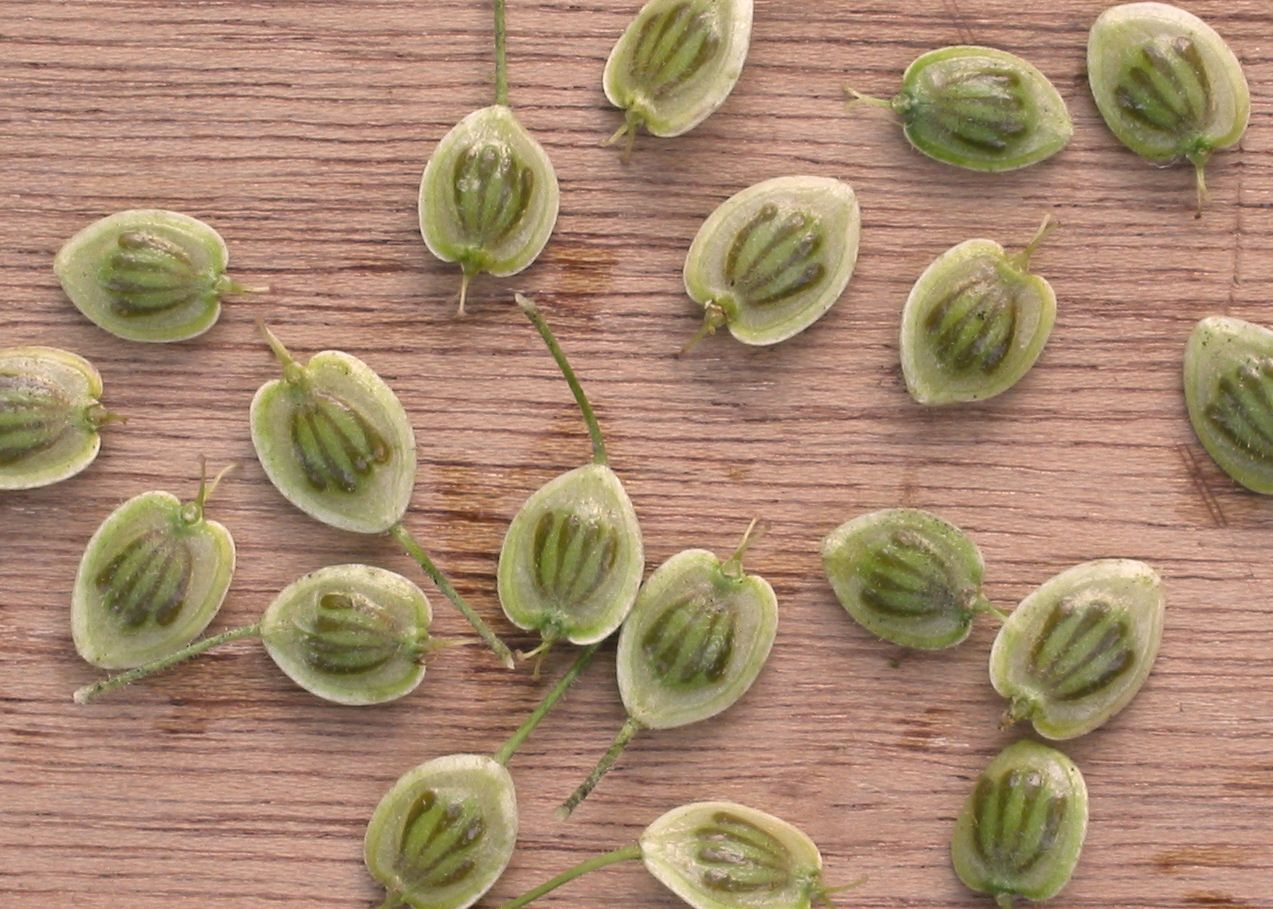
Doppelachänen des Riesen-Bärenklau (Heracleum mantegazzianum)

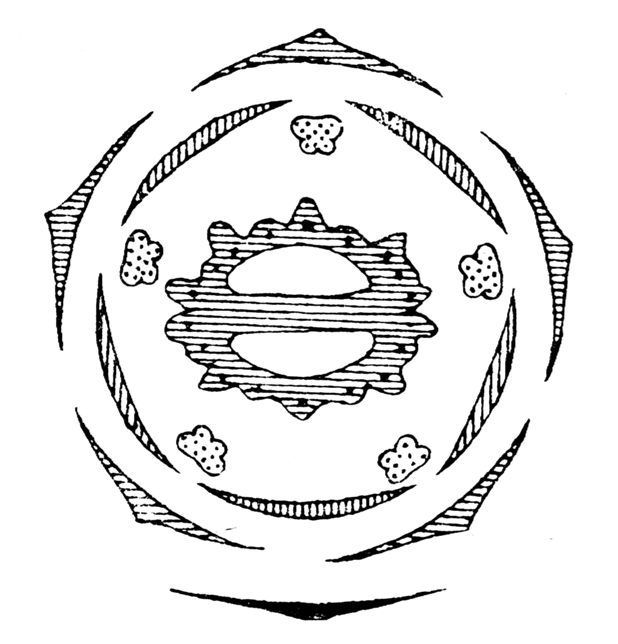
Blütendiagramm von Laserpitium

Folgende Merkmale teilen alle Taxa der Unterfamilie:
- Sie besitzen keine Nebenblätter.
- Die Samenanlagen sind tenuinucellat; das Endokarp besteht aus einer Zellschicht und ist nicht lignifiziert.
- Sie besitzen Ölgänge.

Die meisten Arten sind krautige Pflanzen mit mehrfach geteilten Laubblättern. Einige wenige Arten der Unterfamilie verholzen, beispielsweise in den Gattungen Bupleurum (wenige Arten), Myrrhidendron und Steganotaenia.
Nur die Taxa der Apioideae im früheren Umfang, aber nicht die Taxa der ehemaligen Unterfamilie der Saniculoideae besitzen folgende Eigenschaften:
- Die Frucht ist eine trockene, zweiteilige Spaltfrucht, auch Doppelachäne genannt. Die zwei Teilfrüchte (Mericarpien oder Carpiden) bleiben zunächst meist noch mit der Oberseite an einem Fruchthalter (Karpophor) hängen, der sich dazwischen befindet.
- Die Ölgänge sind ausgeprägt.

Die Vertreter der Apioideae besitzen in der Regel doppeldoldige Blütenstände mit Dolden sowie Döldchen und Hüllen sowie Hüllchen. Der Aufbau der Blüte kann in folgender Blütenformel zusammengefasst werden:
{\displaystyle \star K_{5-0}\;C_{5}\;A_{5}\;G_{\overline {(2)}}}
Die Chromosomengrundzahl beträgt x = 11.

## Nutzung und Giftigkeit
Zur Unterfamilie der Apioideae gehören viele Gewürz- und Nahrungspflanzen. Es sind auch einige sehr giftige Pflanzen darunter, beispielsweise der Wasserschierling und der Gefleckte Schierling.

## Systematik
Die Unterfamilie Apioideae wurde 1866 durch Berthold Carl Seemann (1865–1873) in Flora Vitiensis: a description of the plants of the Viti or Fiji islands, with an account of their history, uses, and properties. Volume 1, S. 112 aufgestellt. Typusgattung ist Apium L. Eine wichtige Bearbeitung dieser Unterfamilie erfolgte 1983 durch R. F. Thorne in P. Royen: Alpine Flora of New Guinea. Band 4, S. 2994.

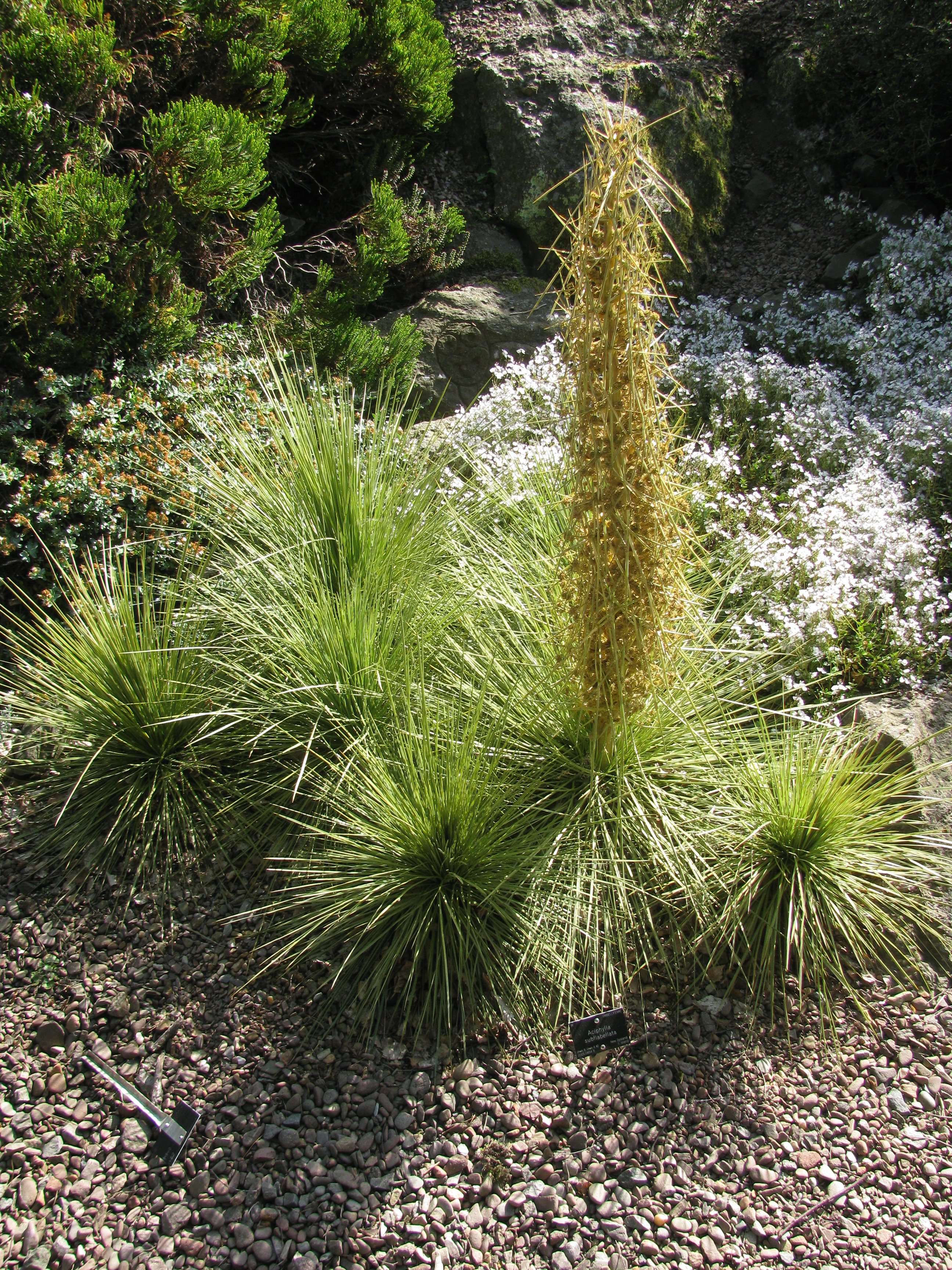
Tribus Aciphylleae: Habitus, Laubblätter und Blütenstand von Aciphylla subflabellata

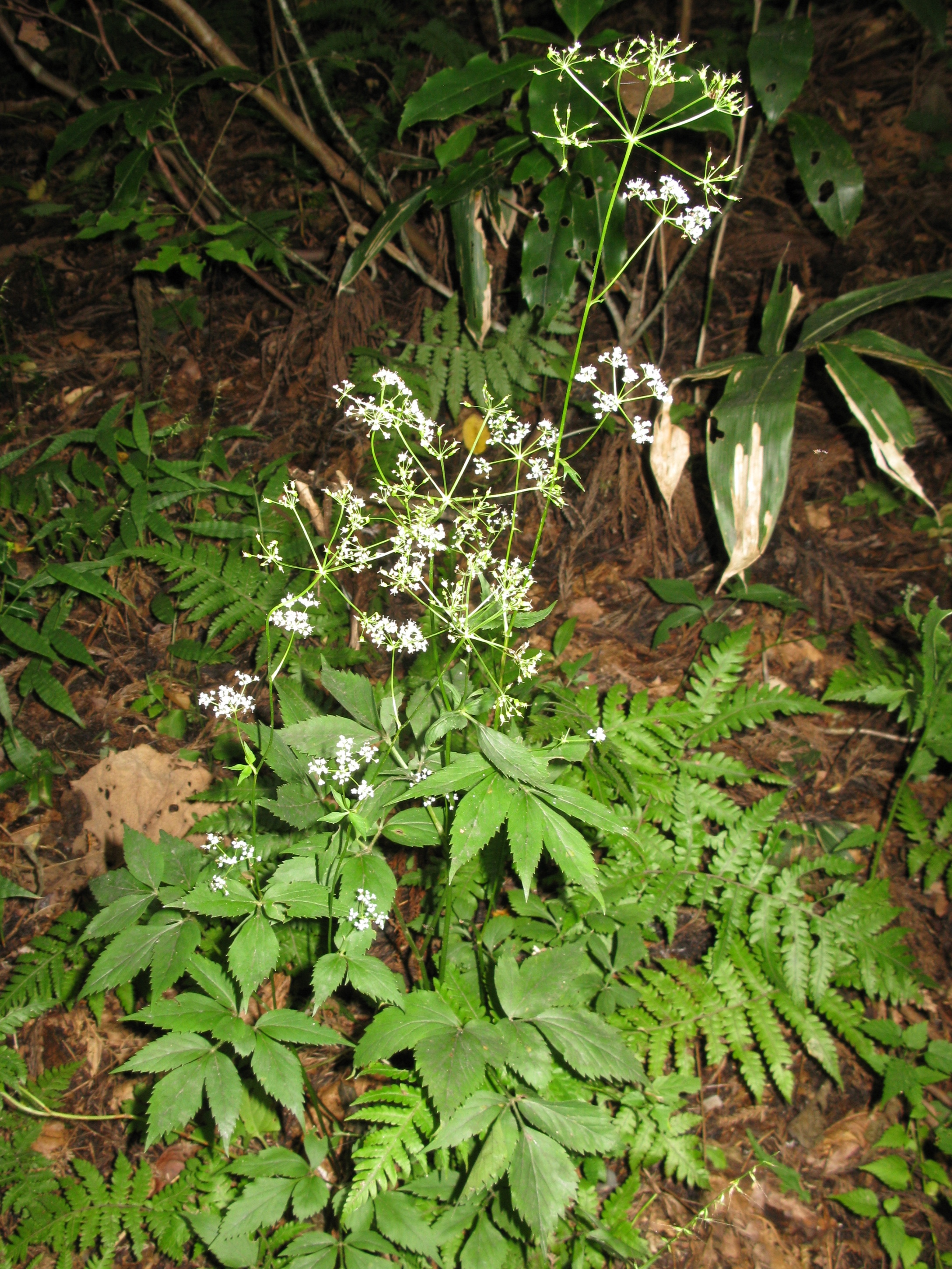
Acronema-Klade: Habitus, Laubblätter und doppeldoldiger Blütenstand von Spuriopimpinella calycina

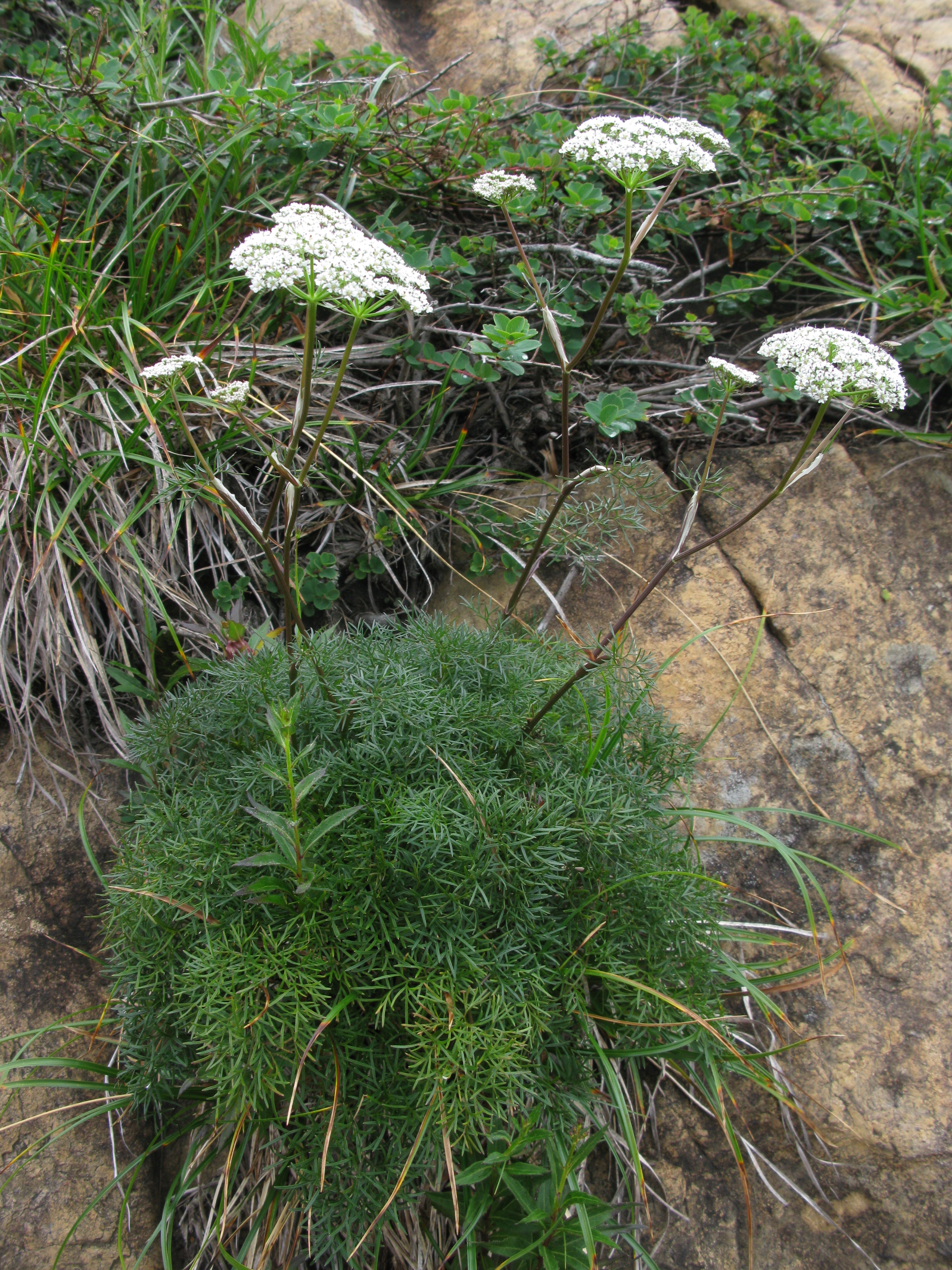
Acronema-Klade: Habitus, Laubblätter und doppeldoldige Blütenstände von Tilingia tachiroei

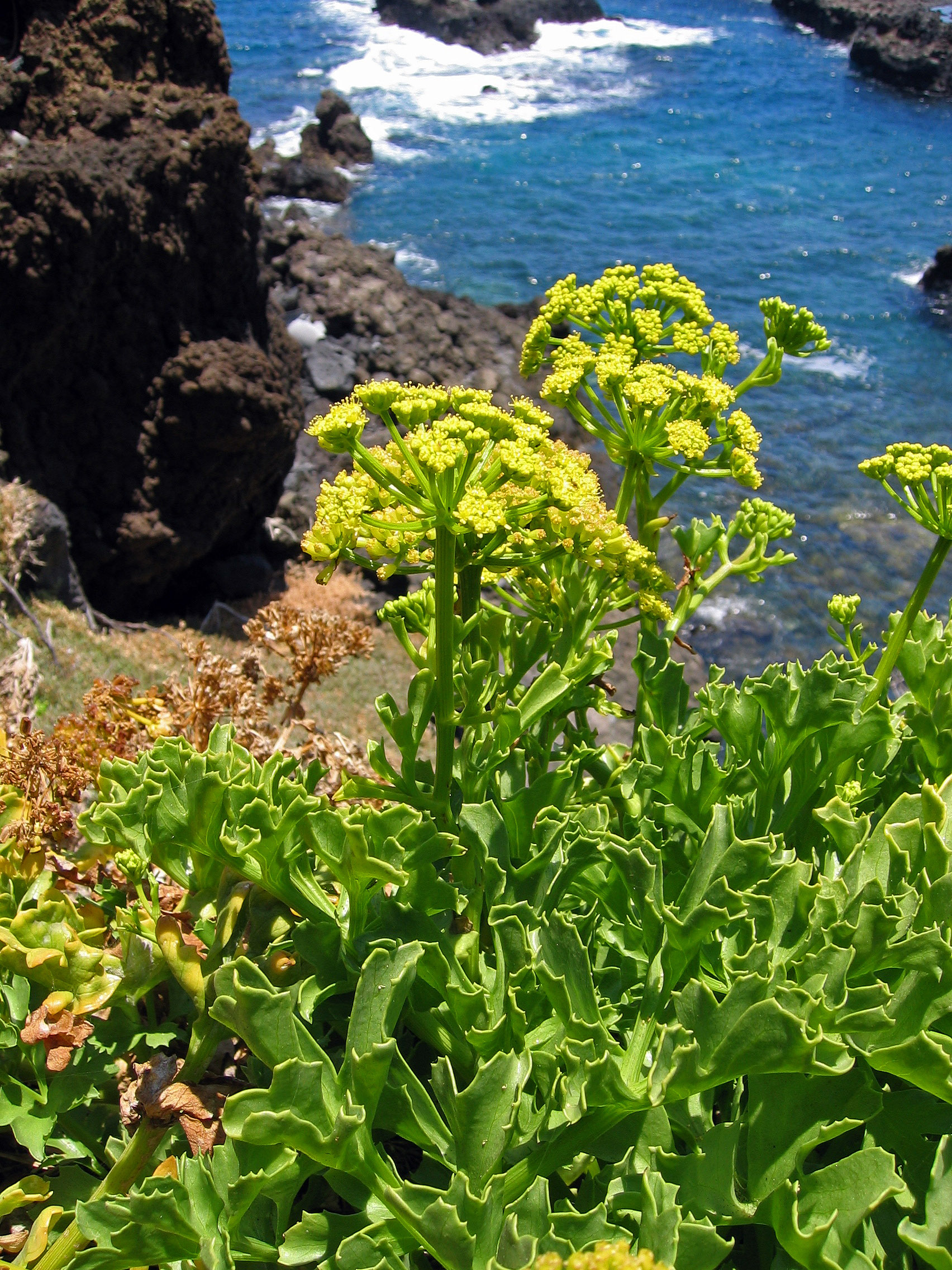
Tribus Annesorhizeae: Nymphendolde (Astydamia latifolia)

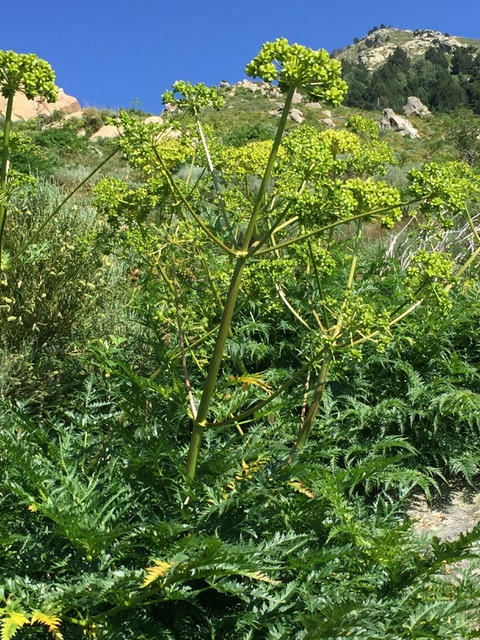
Tribus Annesorhizeae: Habitus und Blütenstände der Peloponnesischen Schirmdolde (Molopospermum peloponnesiacum)

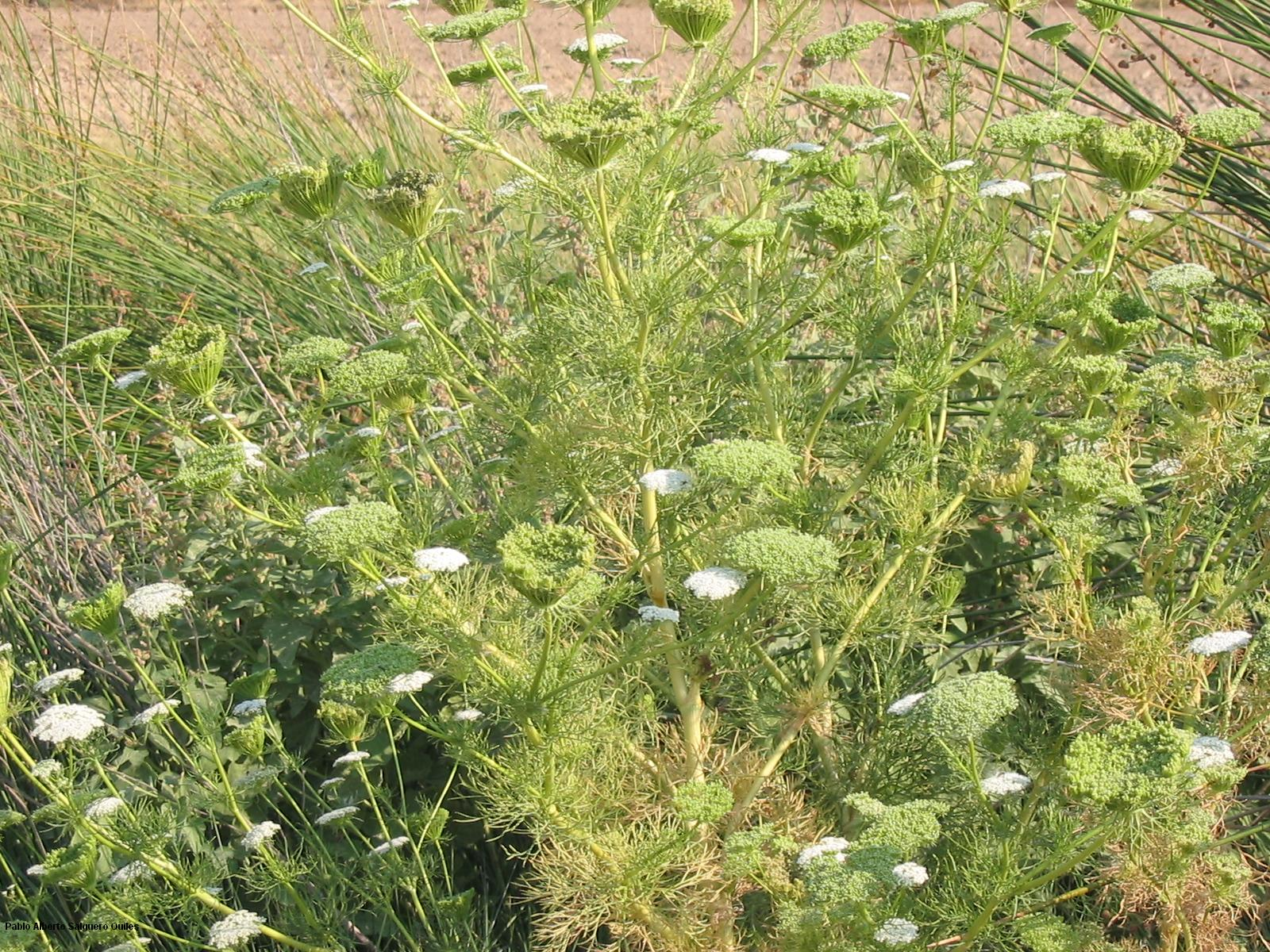
Tribus Apieae: Habitus und Blütenstände vom Bischofskraut (Ammi visnaga)

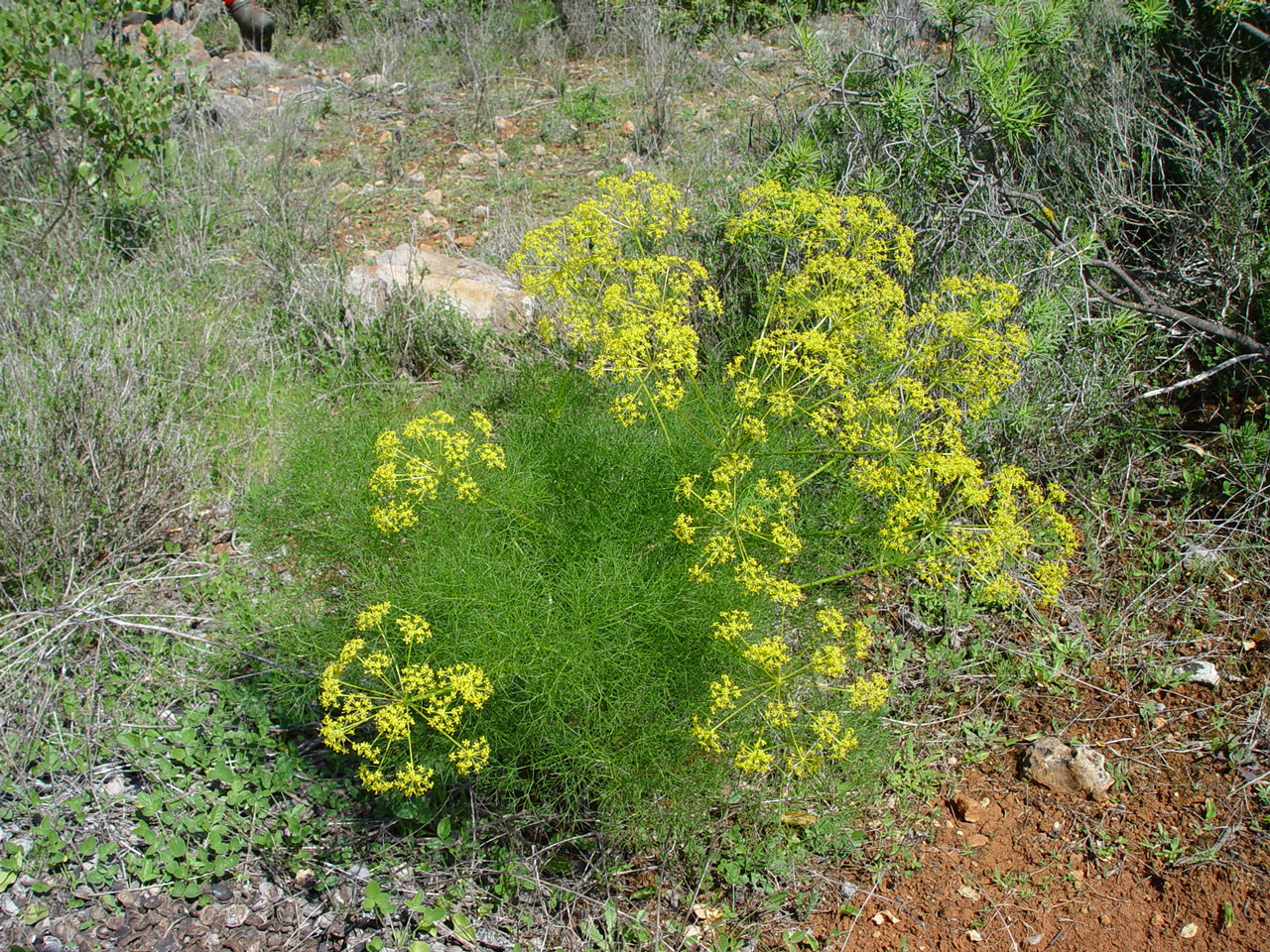
Tribus Apieae: Habitus, Laubblätter und doppeldoldige Blütenstände des Fenchel (Foeniculum vulgare)

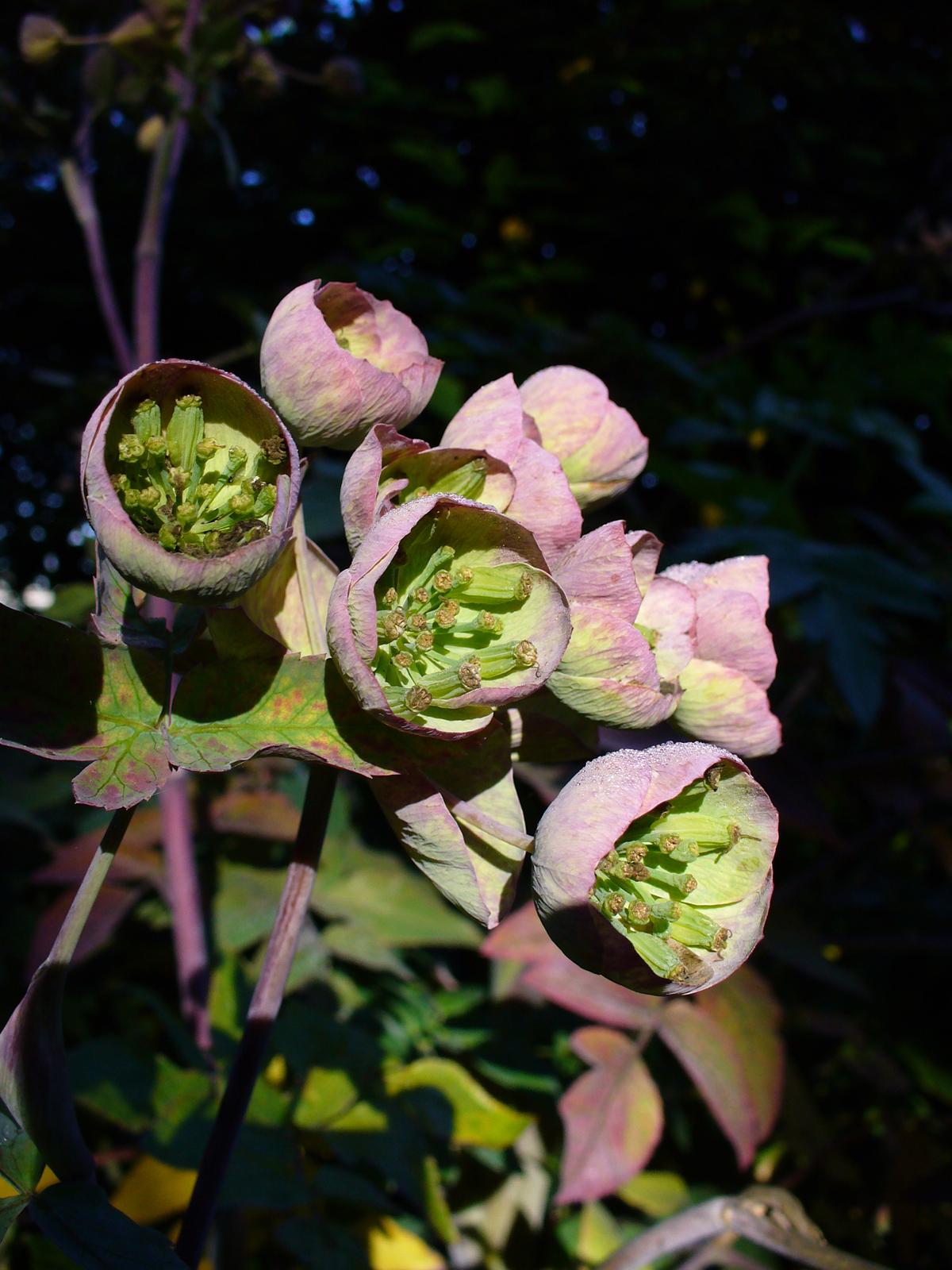
Tribus Arracacieae: Ausschnitt eines Blütenstandes von Mathiasella bupleuroides

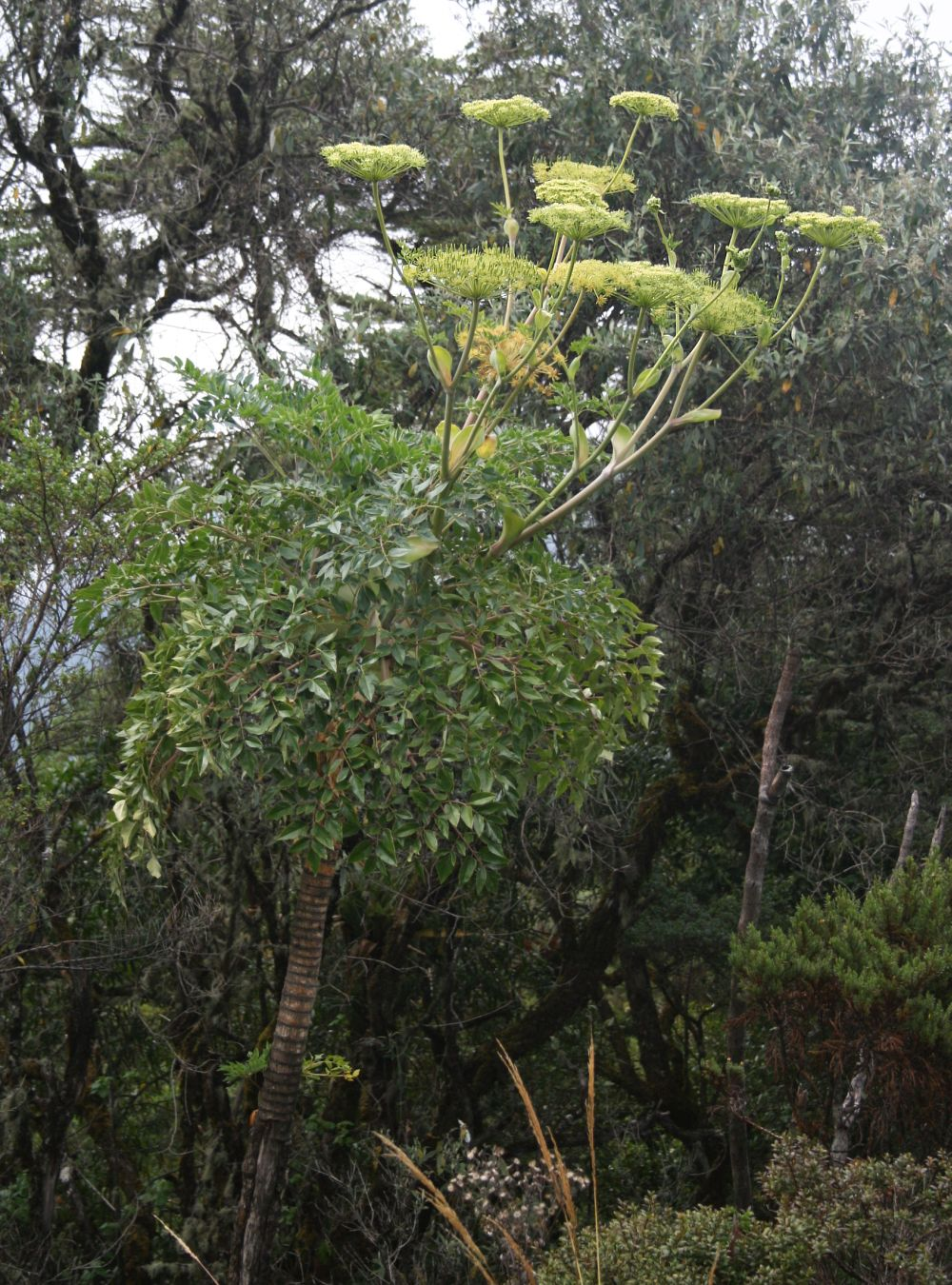
Tribus Arracacieae: Baumförmiger Habitus, Laubblätter und doppeldoldige Blütenstände von Myrrhidendron donnellsmithii

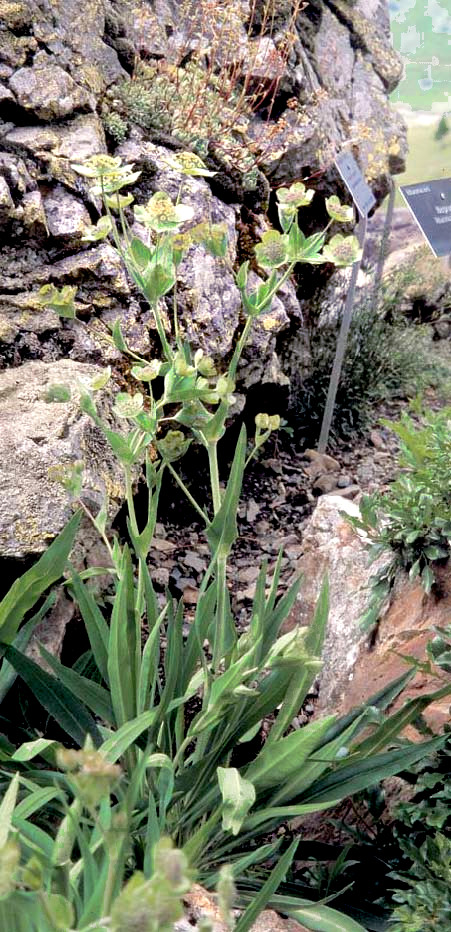
Tribus Bupleureae: Habitus, Laubblätter und Blütenstand von Bupleurum angulosum

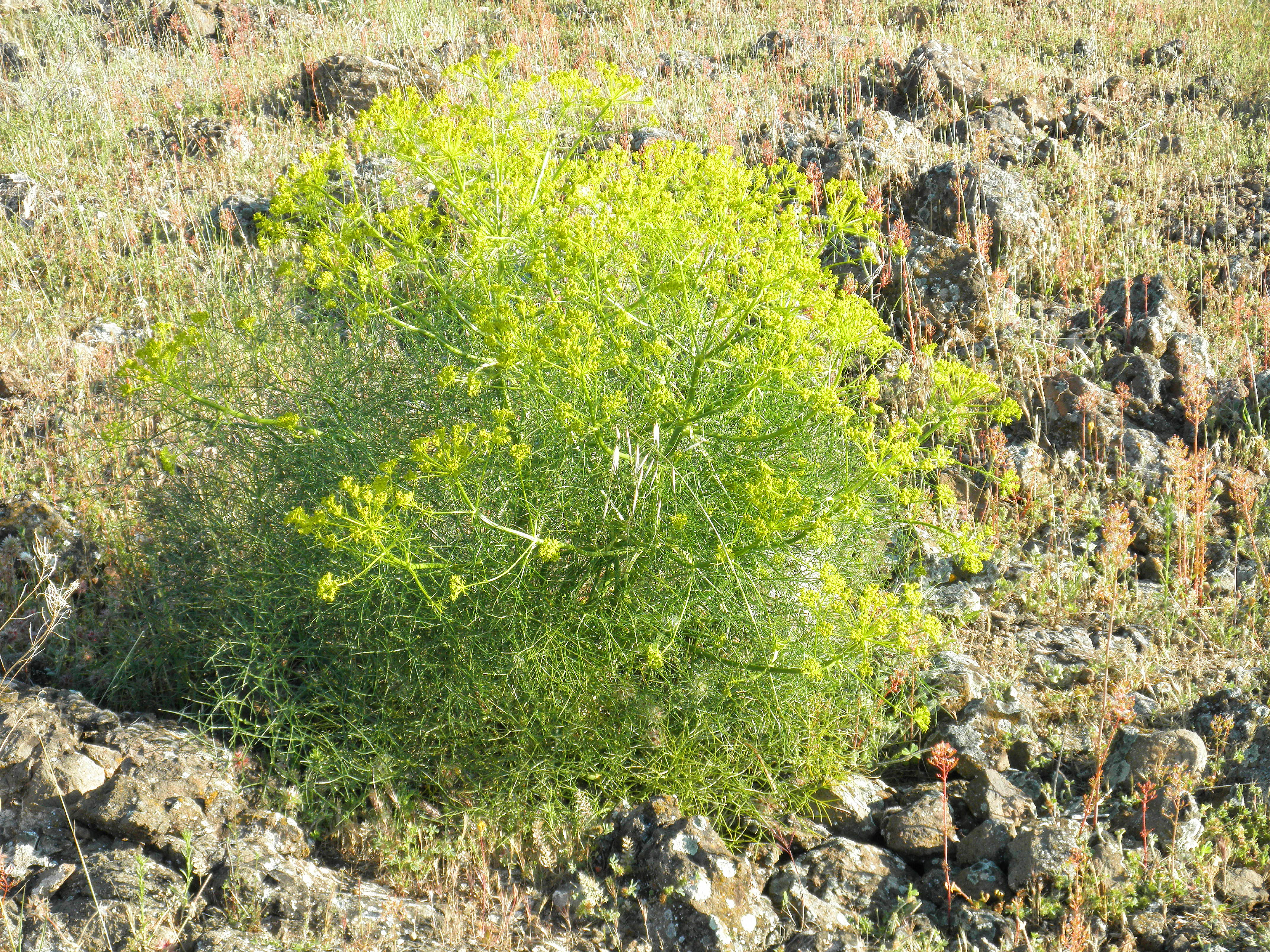
Cachrys-Klade: Habitus, Laubblätter und Blütenstand von Cachrys sicula

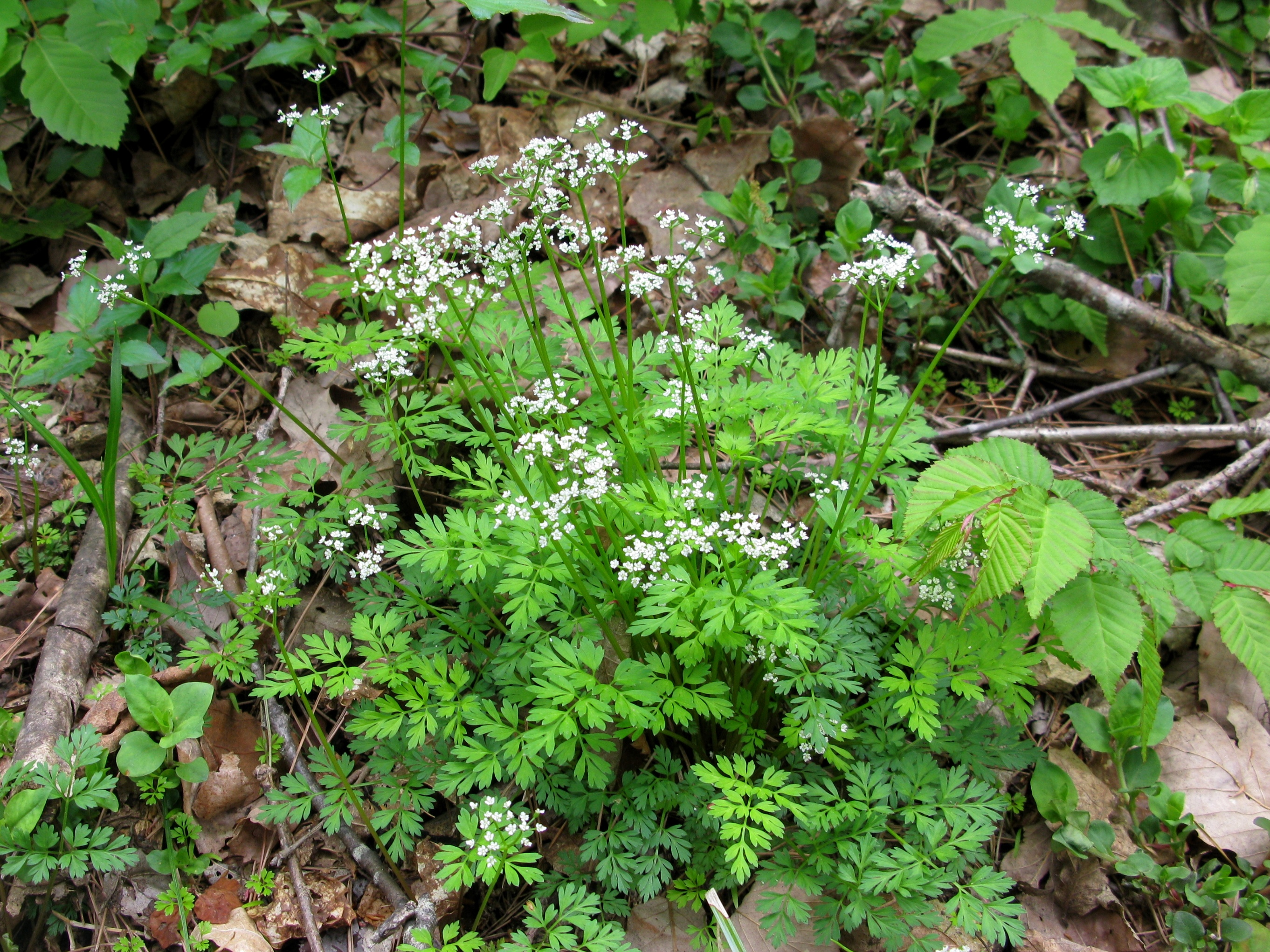
Tribus Careae: Habitus, Laubblätter und doppeldoldige Blütenstände von Chamaele decumbens

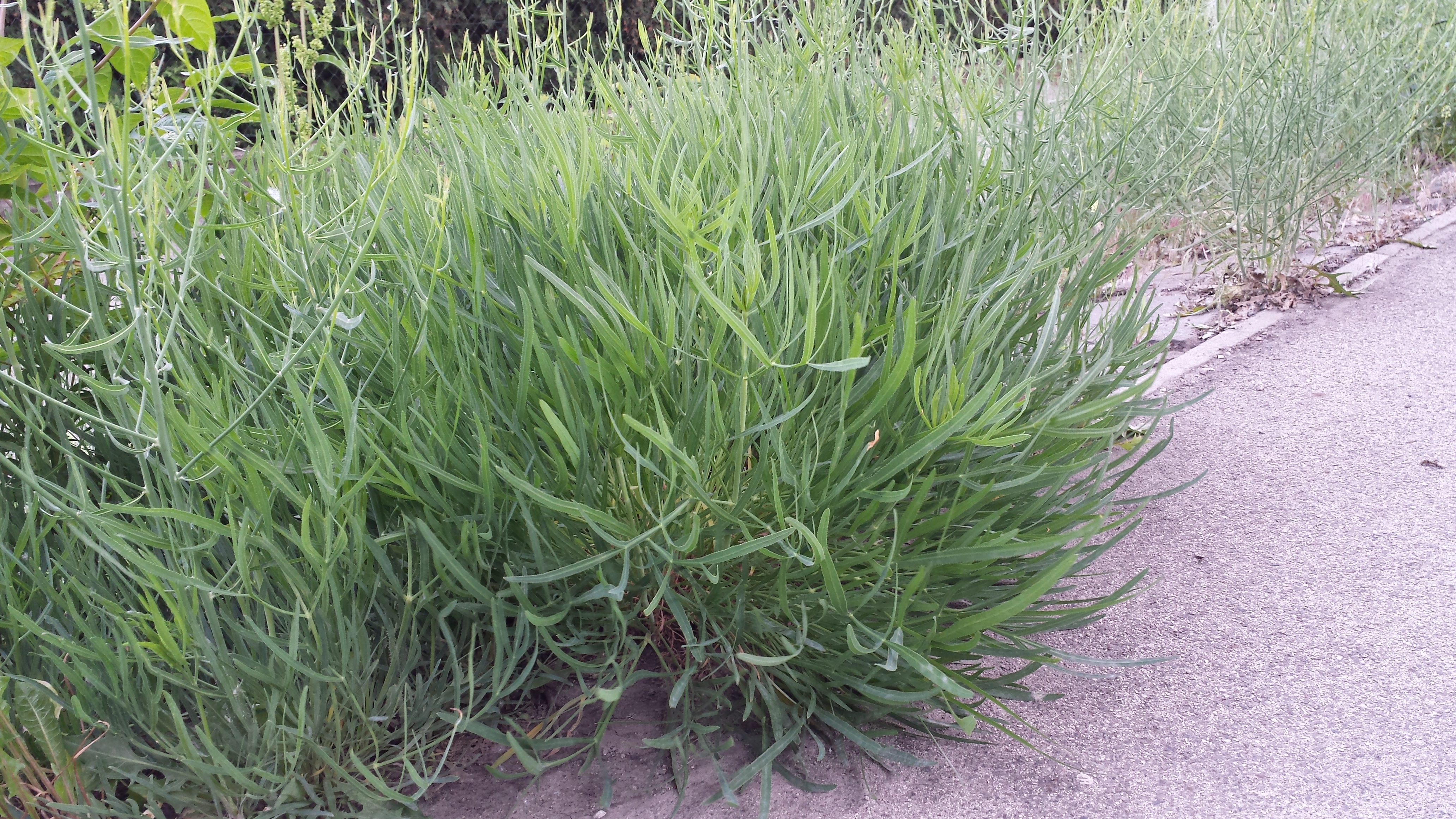
Tribus Careae: Habitus von Falcaria vulgaris

### Äußere Systematik
Kladogramm der Unterfamilien der Doldenblütler (Apiaceae) mit Apioideae:
|  | Mackinlayoideae                                                  |
|  |                                                                  |
|  | \| \| Azorelloideae \| \| \| \| \| \| Apioideae s. l \| \| \| \| |
|  |                                                                  |
|  | Azorelloideae                                                    |
|  |                                                                  |
|  | Apioideae s. l                                                   |
|  |                                                                  |

|  | Azorelloideae  |
|  |                |
|  | Apioideae s. l |
|  |                |

### Innere Systematik
In der Unterfamilie der Apioideae gibt es über 400 Gattungen mit etwa 3500 Arten (404 Gattungen mit 2827 bis 2935 Arten oder etwa 3000 Arten). Moderne Untersuchungen mit gentechnischen Methoden zeigen, dass die hergebrachte auf der Morphologie der Früchte basierende Klassifikation innerhalb der Unterfamilie in weiten Teilen unzutreffend sein muss und zu vielen nicht-monophyletischen (vgl. Kladistik) Gruppierungen geführt hat. Die Einteilung der Unterfamilie in Triben und Gattungen ist deshalb im Fluss und aktuell Gegenstand intensiver botanischer Forschung. Seit Anthony R. Magee et al. 2010 gehören auch die Gattungen der ehemaligen Saniculoideae als die zwei Triben Steganotaenieae und Saniculeae hierhin. Nach Steven R. Downie et al. 2001, F.-J. Sun et al. 2004, und A. R. Magee et al. 2009 wurde die Unterfamilie der Apioideae 2009 in 21 Triben gegliedert. Die innere Systematik der Apioideae wird weiterhin kontrovers diskutiert. Je nach Autor wird nur in Tribus (mit Untertribus) oder Tribus und Kladen gegliedert. Nach dem Stand der Wissenschaft von 2013 enthalten die Apioideae 28 monophyletische Triben und mehrere Hauptkladen, die noch keine Namen erhalten haben.
Hier die Triben, Untertriben und Kladen mit ihren Gattungen; einige Gattungen sind noch in keiner Tribus eingeordnet (weitgehend auf dem Stand von 2010):
- Tribus Aciphylleae M.F.Watson & S.R.Downie: Sie enthält etwa fünf Gattungen mit fast 70 Arten in Australien und Neuseeland.[2]
  - Aciphylla J.R.Forst. & & G.Forst. (Syn.: Coxella Cheeseman & Hemsl.): Die etwa 40 Arten sind hauptsächlich in Neuseeland verbreitet; etwa zwei Arten sind in Australien beheimatet.
  - Anisotome Hook. f.: Die Heimat der etwa 16 Arten ist hauptsächlich Neuseeland.
  - Gingidia J.W.Dawson (Syn.: Gingidium J.R.Forst. & G.Forst.): Von den etwa sieben Arten kommen fünf Arten in Neuseeland und zwei Arten in Australien vor.
  - Lignocarpa J.W.Dawson: Die etwa zwei Arten kommen in Neuseeland vor.
  - Scandia J.W.Dawson: Die etwa zwei Arten kommen in Neuseeland vor.

- Acronema-Klade: Sie enthält etwa 14 Gattungen in Eurasien:[2]
  - Acronema Falc. ex Edgew.: Die 25 bis 30 Arten gedeihen in größeren Höhenlagen der Sino-Himalaja-Region vom östlichen Nepal bis in die südwestliche Volksrepublik China. In China gibt es etwa 20 Arten, 14 davon nur dort.[10]

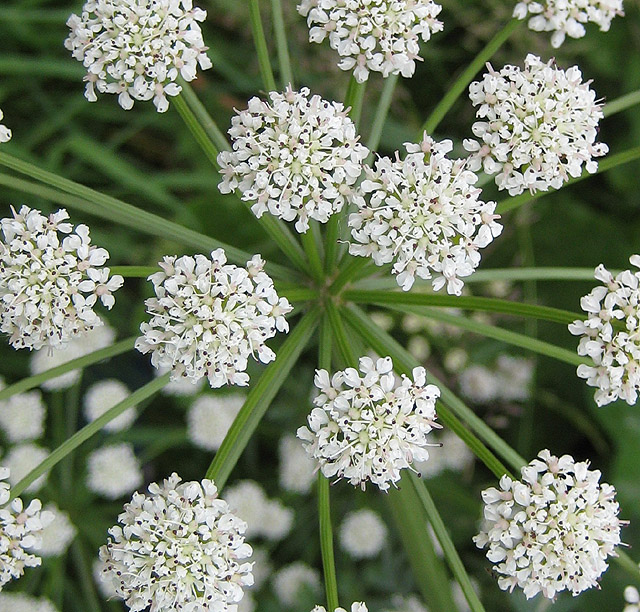
Tribus Selineae: Ausschnitt des Blütenstandes von Hundspetersilie (Aethusa cynapium)

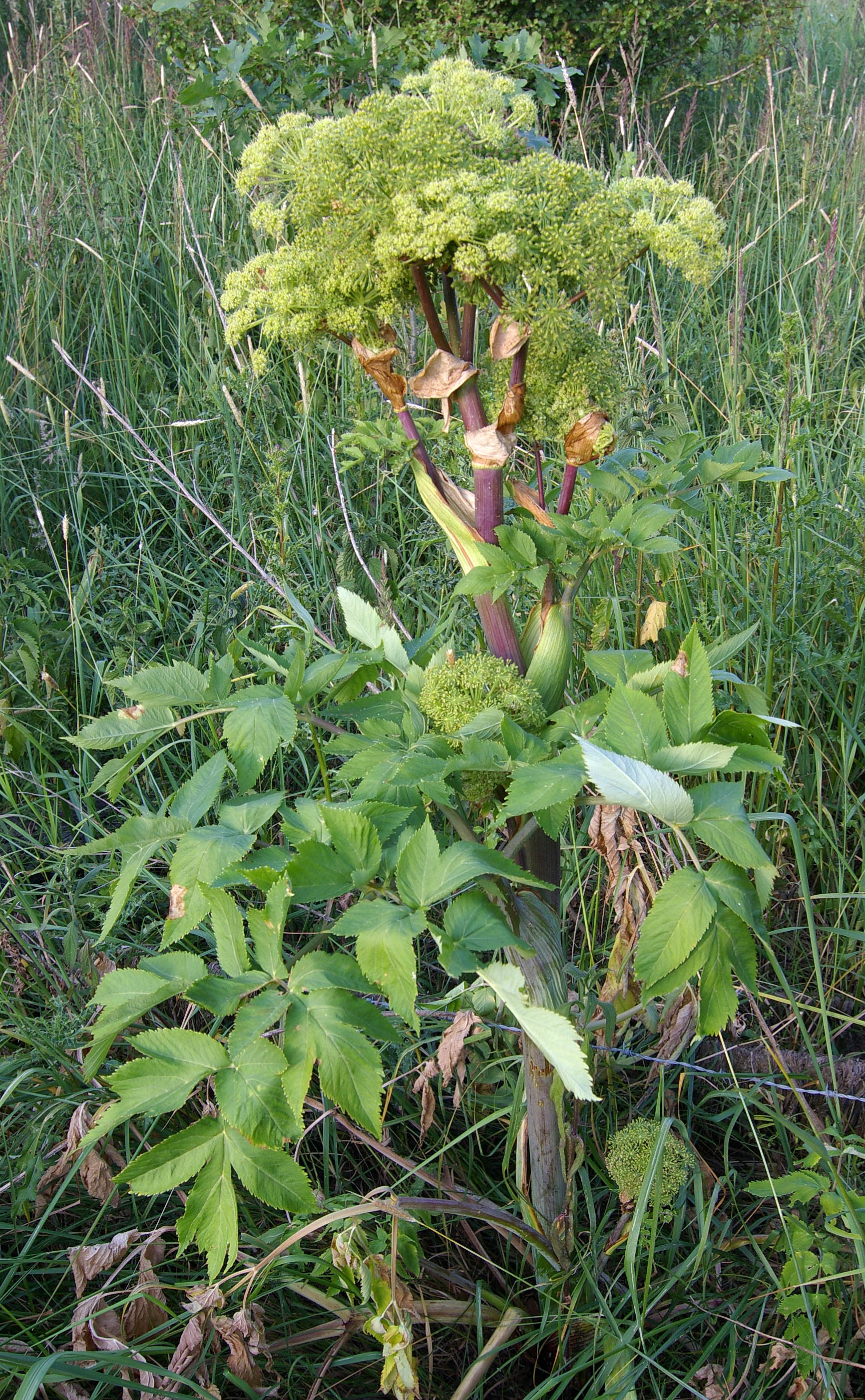
Tribus Selineae: Arznei-Engelwurz (Angelica archangelica)

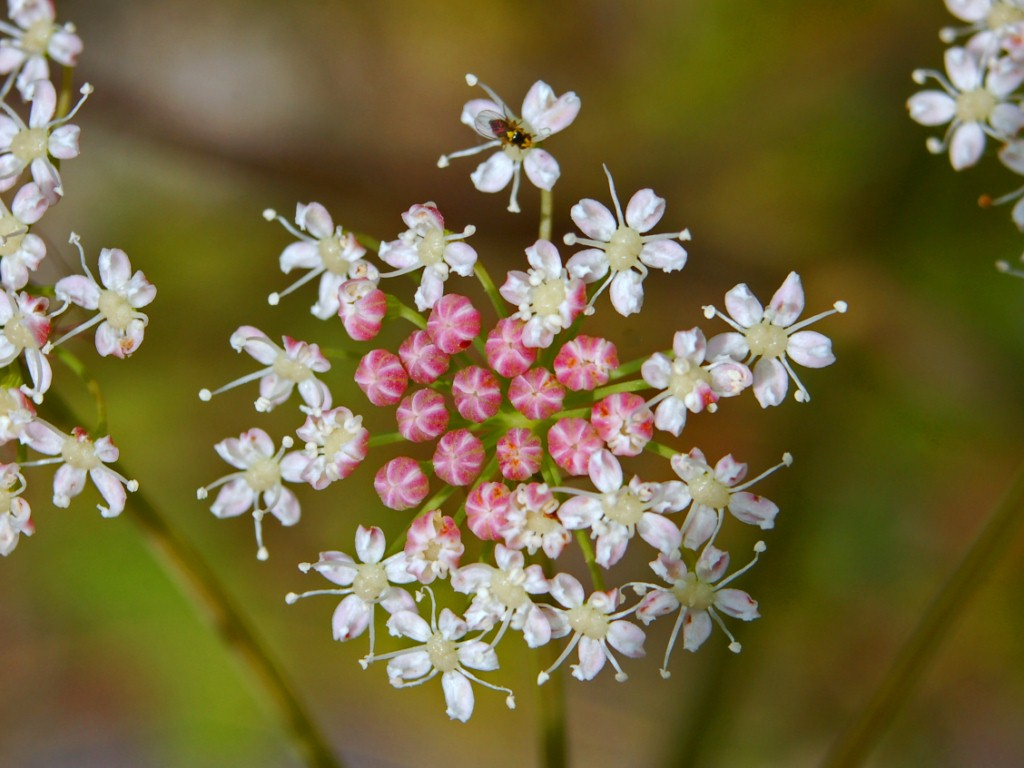
Tribus Selineae: Blütenstandsausschnitt eines Blütenstandes Hirschwurz-Haarstrang (Cervaria rivini)

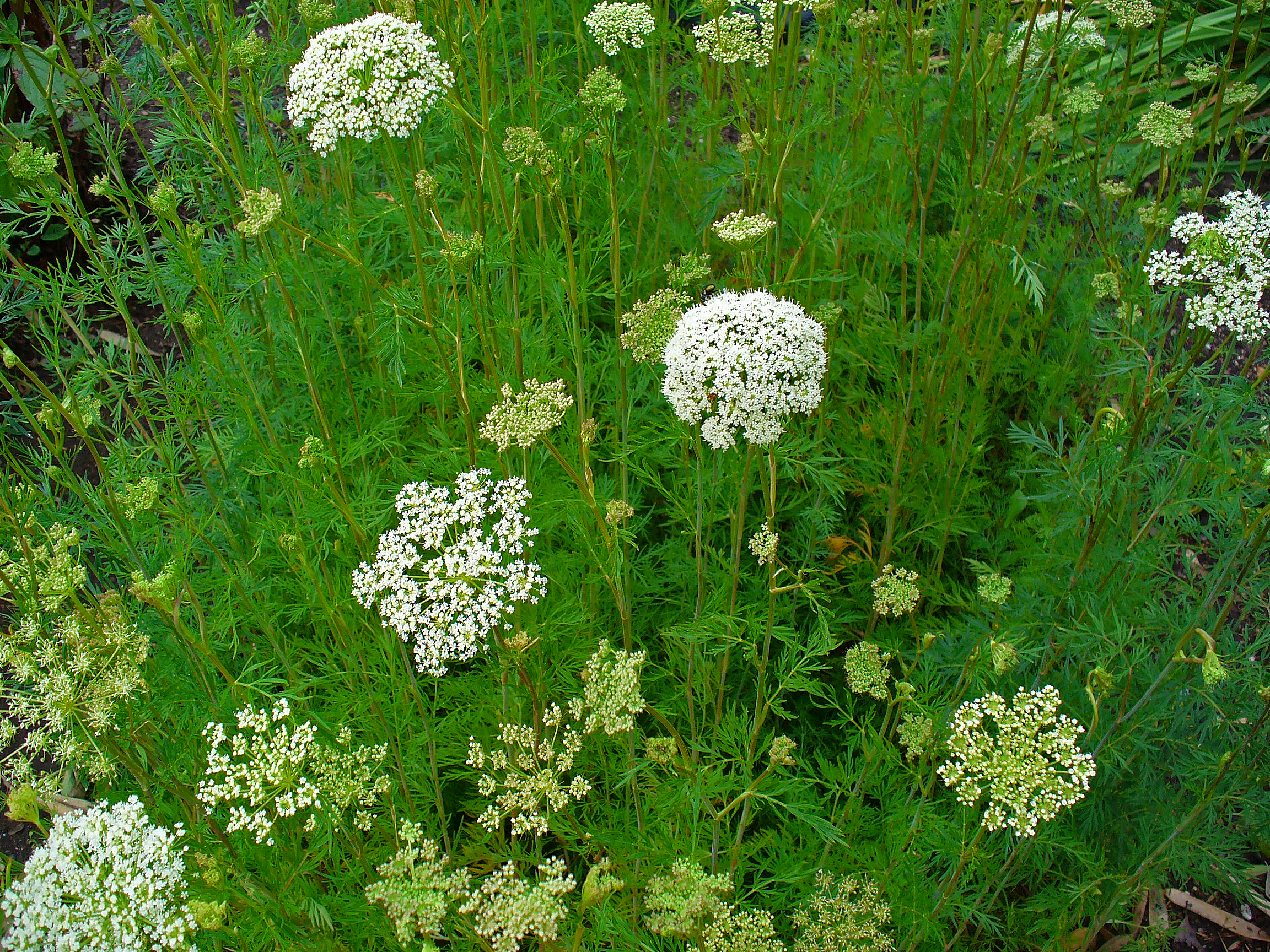
Tribus Selineae: Habitus, Laubblätter und Blütenstände von Kadenia dubia

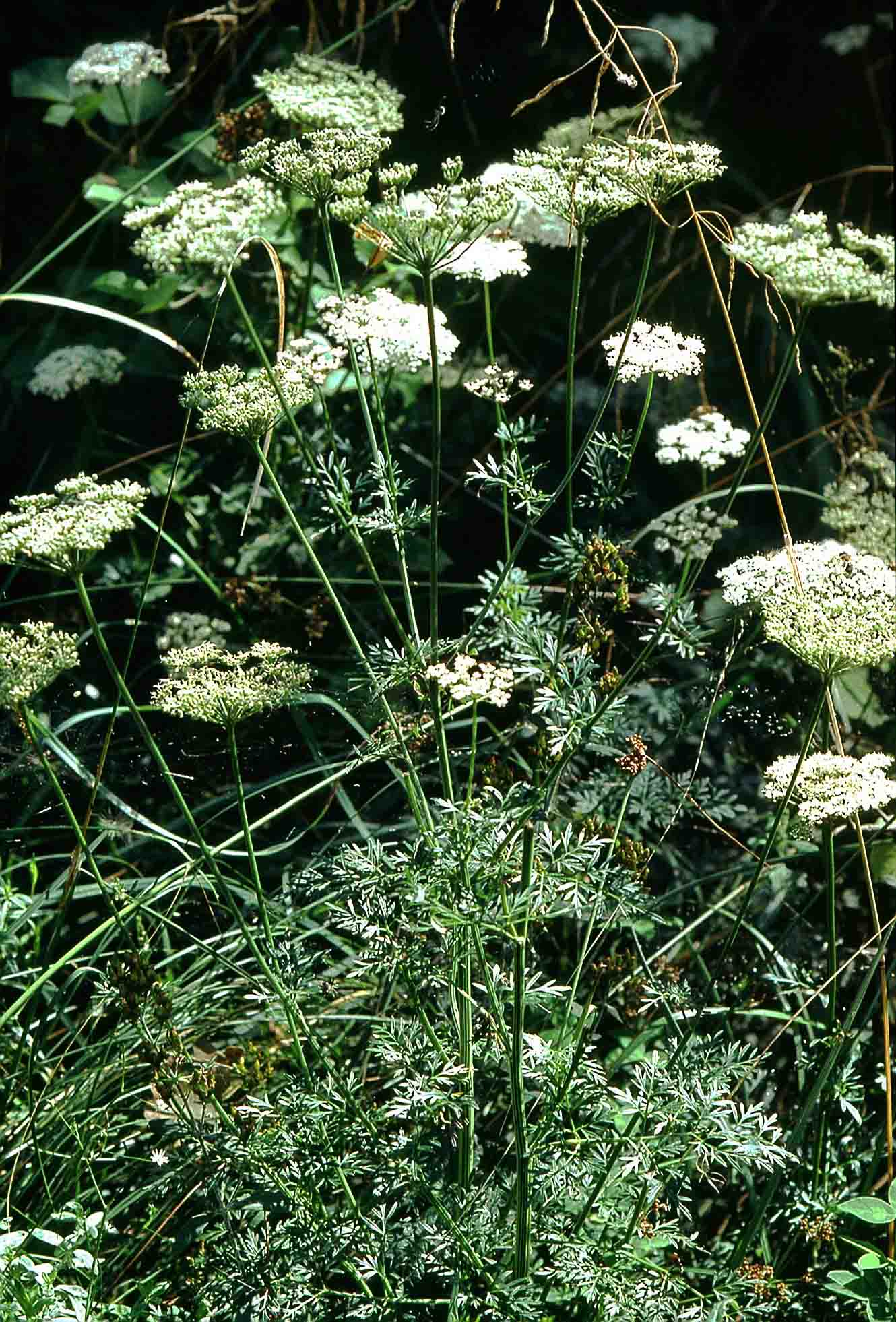
Tribus Selineae: Kümmelblättrige Silge (Selinum carvifolia)

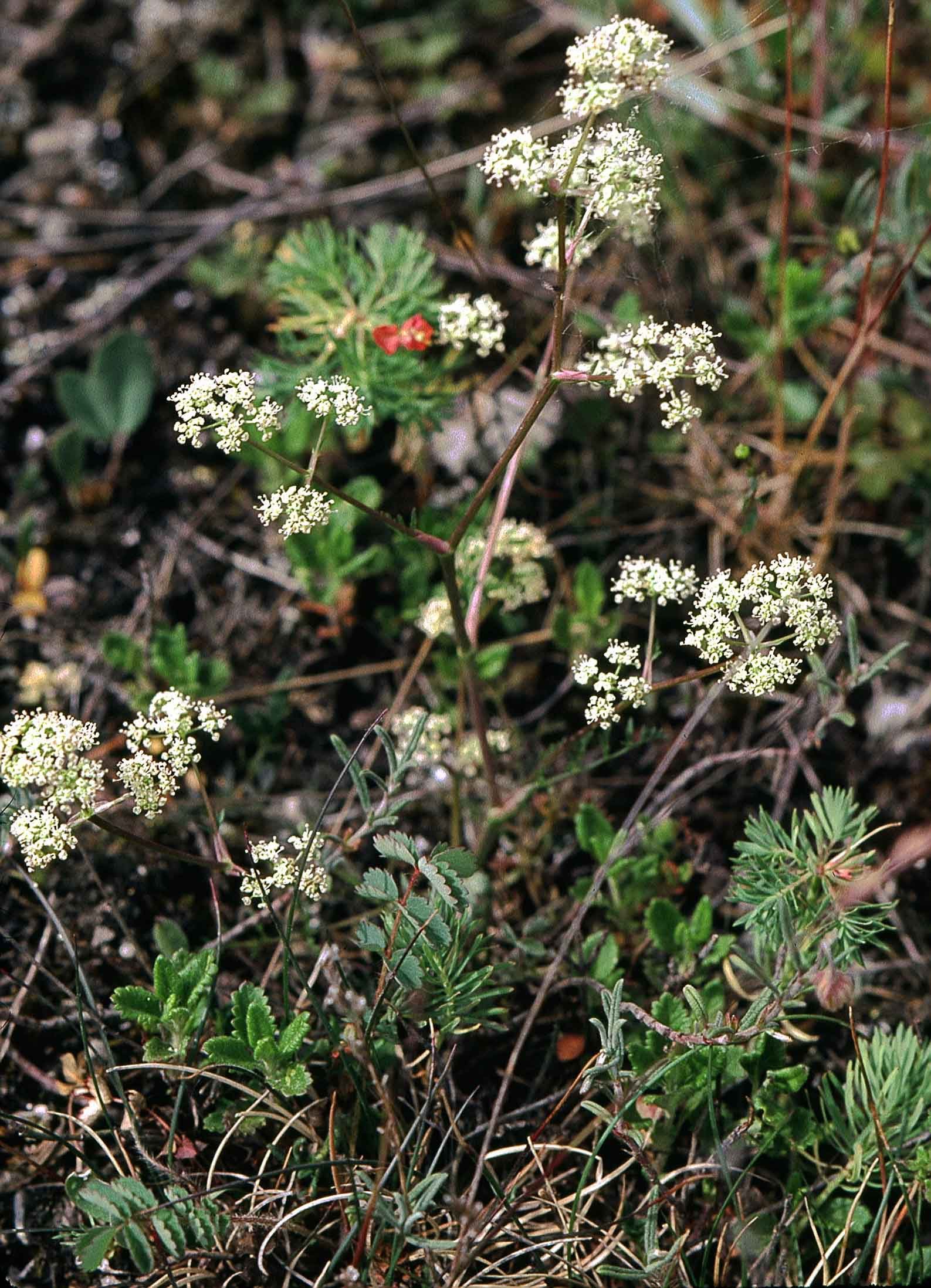
Tribus Selineae: Blaugrüner Faserschirm (Trinia glauca)

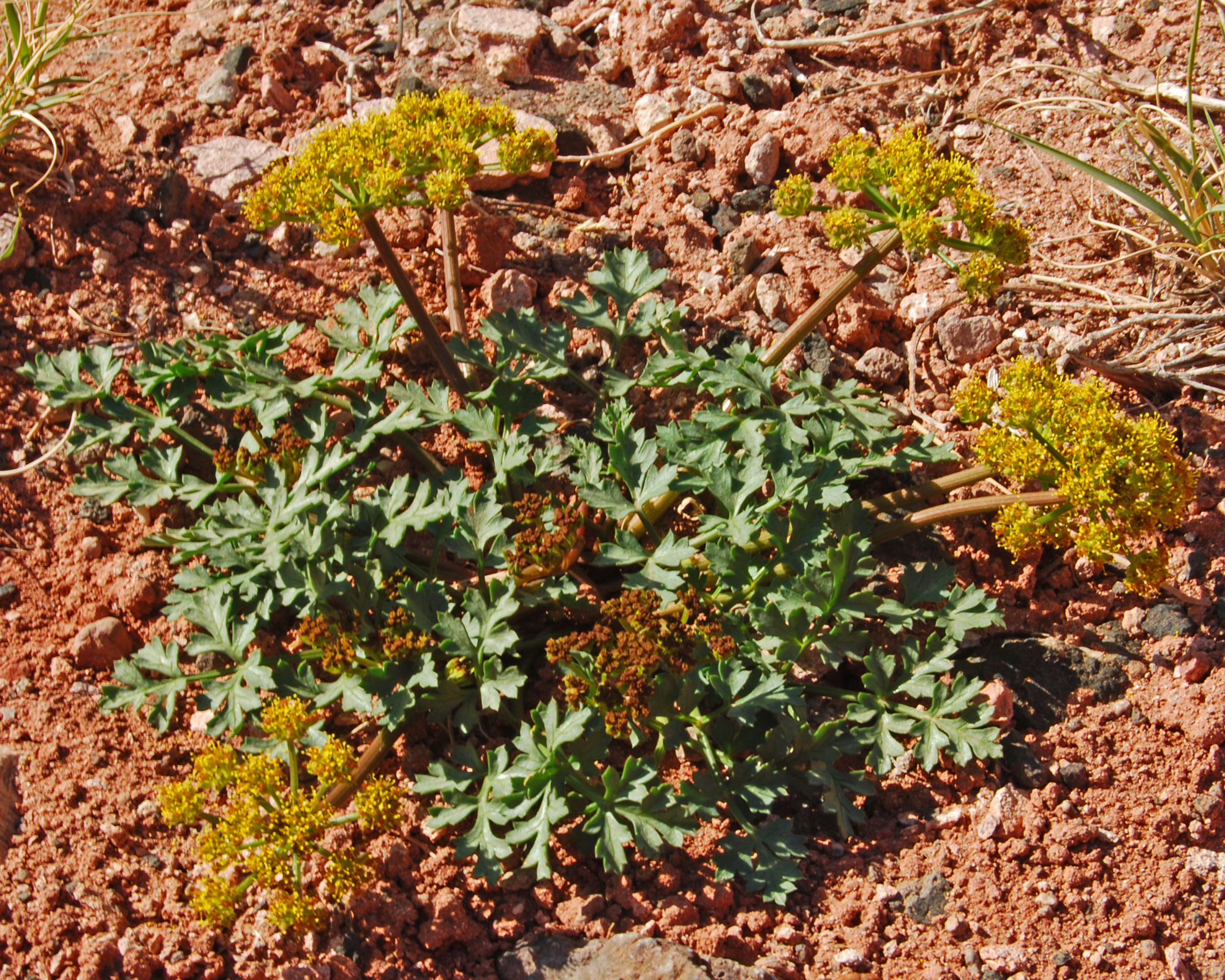
Tribus Selineae: Habitus, Laubblätter und Blütenstände von Cymopterus acaulis var. fendleri

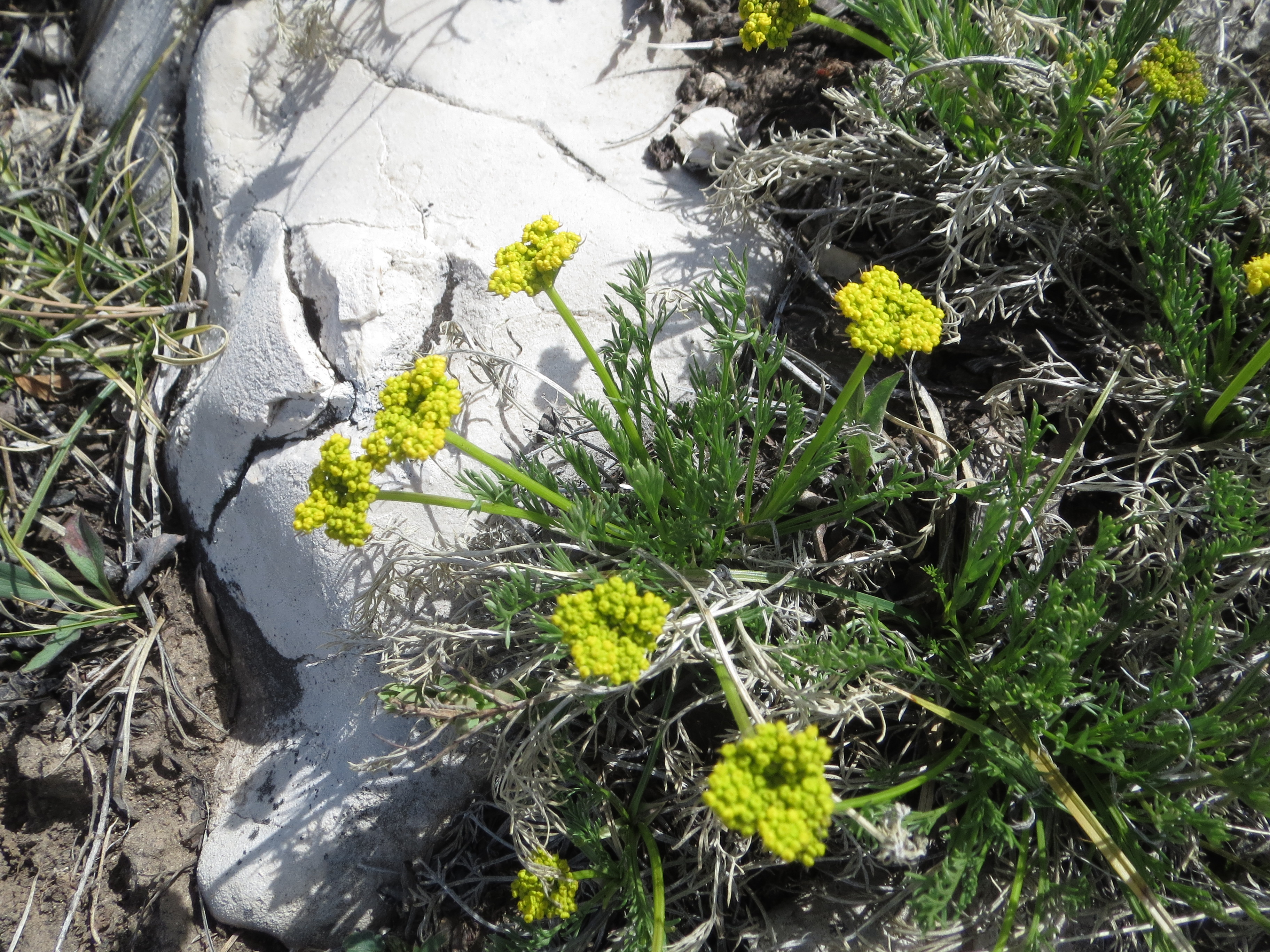
Tribus Selineae: Habitus, Laubblätter und Blütenstände von Musineon tenuifolium

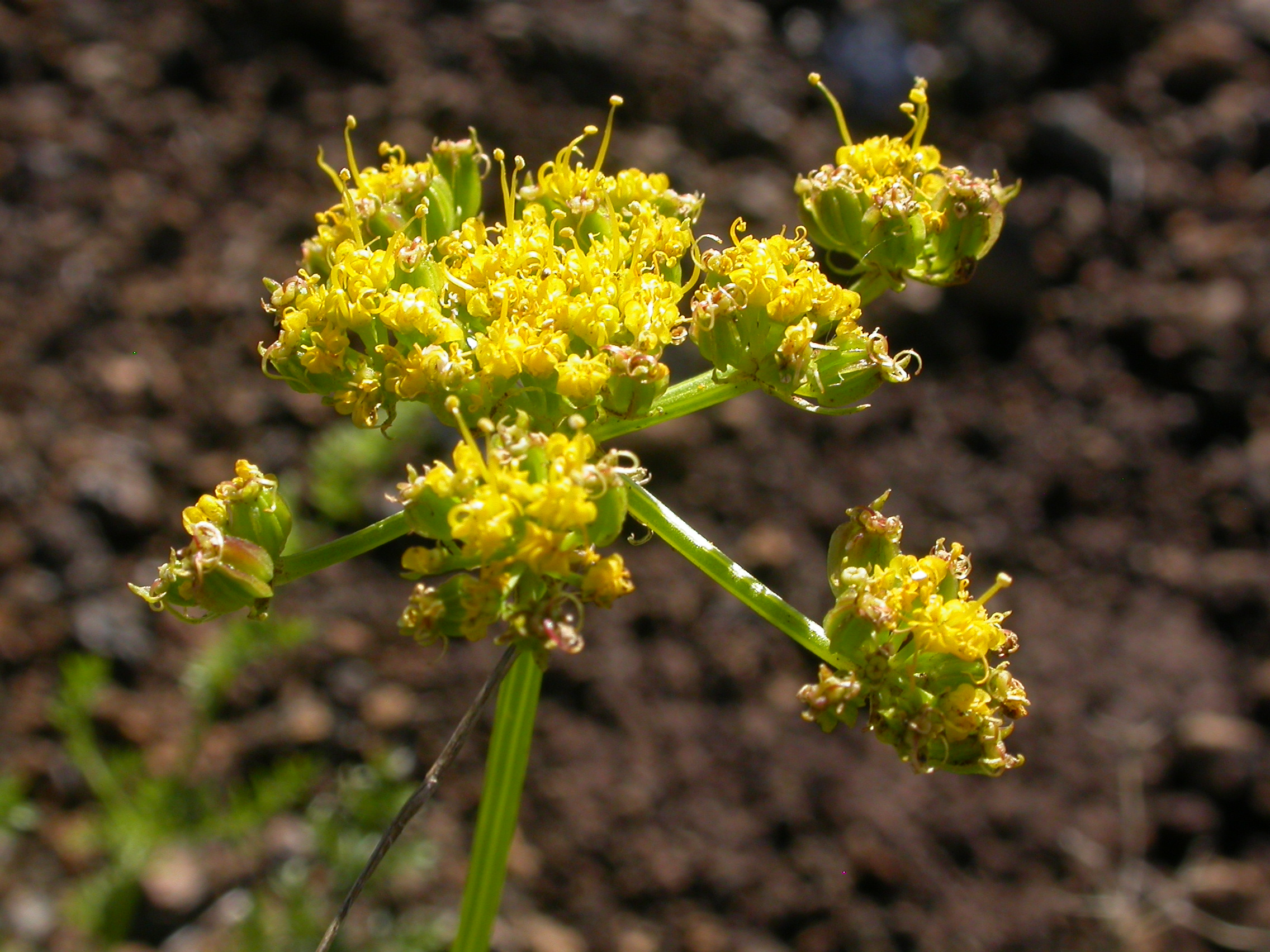
Tribus Selineae: Blütenstand von Pteryxia terebinthina

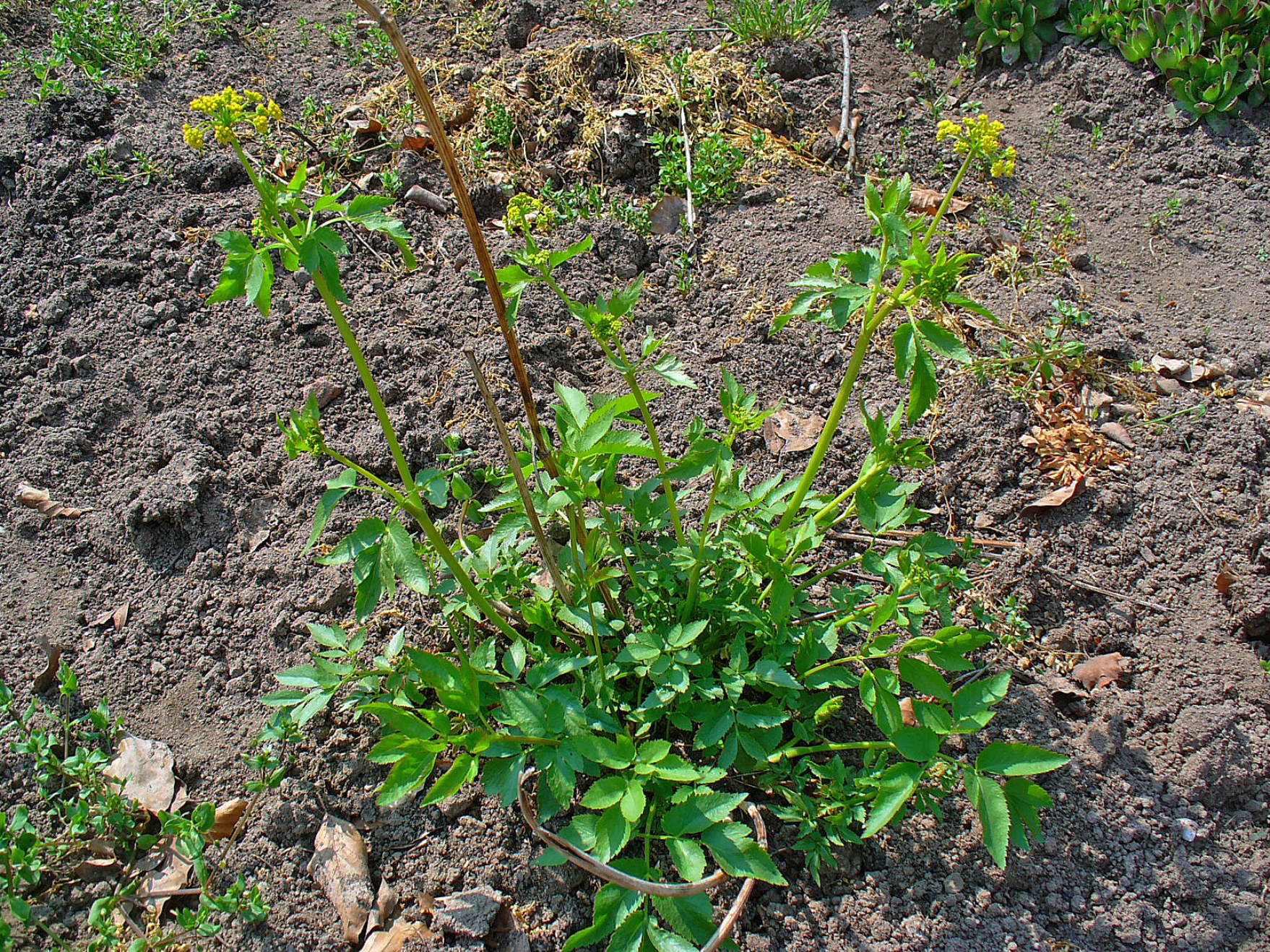
Tribus Selineae: Habitus, Laubblätter und Blütenstände von Zizia aurea

  - Halosciastrum Koidz.: Sie enthält nur eine Art:
    - Halosciastrum melanotilingia Pimenov & V.N.Tikhom. (Syn.: Cymopterus crassus Hiroë, Ligusticum purpureopetalum Kom., Ostericum crassum Kitag., Pimpinella crassa Nakai): Sie ist vom nordöstlichen China über Korea bis in Russlands Fernen Osten verbreitet.

  - Harrysmithia H.Wolff: Von den nur zwei Arten kommt die eine nur im nördlichen Yunnan und die im nördlichen Sichuan sowie im südöstlichen Teil des autonomen Gebietes Tibet vor.[10]
  - Kitagawia Pimenov: Die etwa neun Arten sind in Asien verbreitet.
  - Ligusticum L. (Syn.: Cynapium Nutt. ex Torr. & A.Gray, Arafoe Pimenov & Lavrova, Coristospermum Bertol., Gaya Gaudin, Macrosciadium V.N.Tikhom. & Lavrova, Neogaya Meisn.): Die je nach Autor nur noch ein bis zwei[11] oder 48 bis 60 Arten sind auf der Nordhalbkugel verbreitet. Diese Gattung wurde durch Valiejo-Roman et al. 2006 in mehrere kleinere Gattungen aufgegliedert.[12] Zu den Arten der Gattung Ligusticum s str. gehören:[11]
    - Schottischer Liebstöckel (Ligusticum scothicum L.)[11]
    - Glänzender Liebstöckel (Ligusticum lucidum Mill.)
    - Ligusticum holopetalum (Maxim.) M.Hiroe & Constance

  - Meeboldia H.Wolff: Die etwa drei Arten sind in Sino-Himalaja-Region verbreitet. In China gibt es zwei Arten, eine davon nur in Yunnan sowie im südöstlichen Tibet.[10]
  - Oreocomopsis Pimenov & Kljuykov: Von den nur drei Arten kommt eine nur in Höhenlagen von 5100 bis 5300 Metern nur im südlichen Tibet vor und die beiden anderen gedeihen im Himalaja.[10]
  - Pachypleurum Ledeb.: Die etwa sechs Arten sind in Eurasien verbreitet. In China gibt es alle sechs Arten, fünf davon nur dort.
  - Pternopetalum Franch. (Syn.: Cryptotaeniopsis Dunn.): Die etwa 25 Arten sind von der Himalaja-Region bis Ostasien verbreitet. In China gibt es 23 Arten, 19 davon nur dort.[10]
  - Pterygopleurum Kitag.: Sie enthält nur eine Art:
    - Pterygopleurum neurophyllum (Maxim.) Kitag.: Sie kommt in Japan sowie Korea vor.

  - Rupiphila Pimenov & Lavrova: Sie enthält nur eine Art:
    - Rupiphila tachiroei (Franch. & Sav.) Pimenov & Lavrova: Sie kommt in Ostasien vor.

  - Sinocarum H.Wolff ex R.H.Shan & F.T.Pu: Die etwa 20 Arten gedeihen in größeren Höhenlagen der Sino-Himalaja-Region von Nepal bis ins südwestliche China. In China gibt es etwa acht Arten, vier davon nur dort.[10]

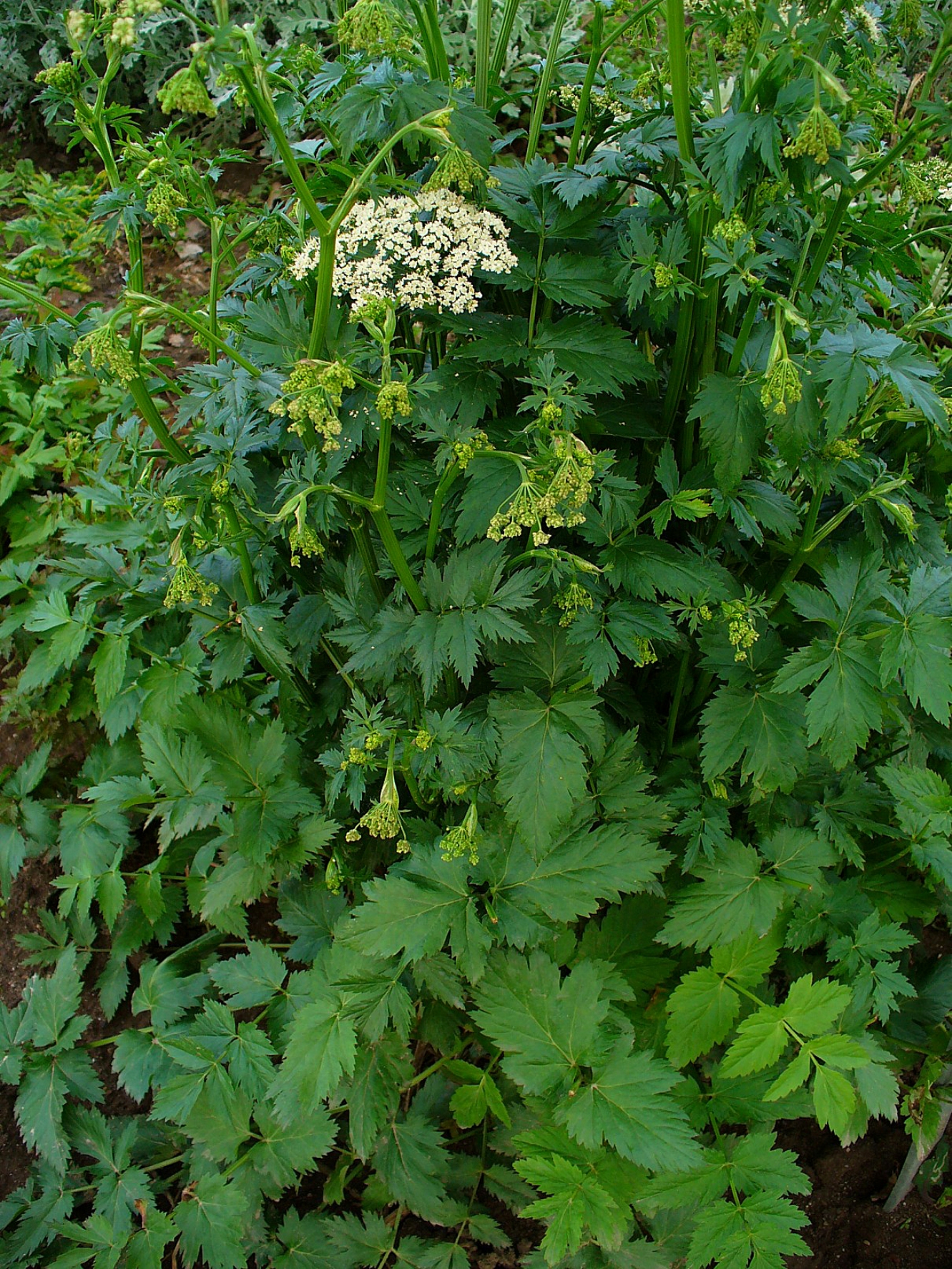
Tribus Pimpinelleae: Große Bibernelle (Pimpinella major)

  - Spuriopimpinella (H.Boissieu) Kitag.: Die etwa fünf Arten sind in Ostasien verbreitet.
  - Tilingia Regel & Tiling: Die etwa fünf Arten sind im nördlichen Asien sowie in Ostasien und in Alaska verbreitet.

- Tribus Annesorhizeae Magee, C.I.Calviño, M.Liu, S.R.Downie, P.M.Tilney & B.-E. van Wyk (Syn.: Annesorhiza-Klade): Sie enthält etwa sechs Gattungen in Europa und Afrika:[13][14]
  - Annesorhiza Cham. & Schltdl.: Die 11 (Magee 2011) bis 20 (seit der Revision von 2011 wurden einige Arten neu beschrieben) Arten sind in Südafrika verbreitet, nur eine Art kommt auch in Eswatini vor. Die meisten Arten kommen nur in der Provinz Westkap vor, vier Arten gibt es im Nordkap und drei Arten im Ostkap. Zwei Arten kommen in Limpopo sowie Mpumalanga vor und eine davon auch in KwaZulu-Natal.[14][15]
  - Astydamia DC.: Es gibt nur eine Art:
    - Nymphendolde (Astydamia latifolia (L. f.) Baill.): Das Verbreitungsgebiet ist auf Marokko, die Ilhas Selvagens und die Kanarischen Inseln beschränkt.[8]

  - Chamarea Eckl. & Zeyh. (Syn.: Schlechterosciadium H.Wolff): Die etwa fünf Arten sind im südlichen Afrika verbreitet.[16]
  - Ezosciadium B.L.Burtt: Es gibt nur eine Art:
    - Ezosciadium capense (Eckl. & Zeyh.) B.L.Burtt: Diese gefährdete Art ist eine einjährige Pflanze und ein Endemit des Ostkap.[17]

  - Itasina Raf. (Syn.: Thunbergiella H.Wolff): Es gibt nur eine Art:
    - Itasina filifolia (Thunb.) Raf.: Diese gefährdete Art ist ein Endemit in der südafrikanischen Provinz Westkap.[18]

  - Molopospermum W.D.J.Koch: Sie enthält nur eine Art:
    - Peloponnesische Schirmdolde, Striemendolde, Striemensame (Molopospermum peloponnesiacum (L.) W.D.J.Koch): Sie ist von West- über Mittel- bis Südeuropa verbreitet.

- Tribus Apieae Takht. ex V.M.Vinogr.:[2] Sie enthält seit 2015 etwa 15 Gattungen:[19]
  - Knorpelmöhren (Ammi L., Syn.: Gingidium Hill, Gohoria Neck., Visnaga Mill.):[19] Die  vier bis sechs Arten sind im Mittelmeerraum und auf den Azoren verbreitet;[8] beispielsweise:
    - Große Knorpelmöhre (Ammi majus L.)
    - Bischofskraut (Ammi visnaga (L.) Lam.)

  - Anethum L.:[19] Es gibt nur eine Art:[10]
    - Dill (Anethum graveolens L.): Das ursprüngliche Verbreitungsgebiet der weltweit angebauten Gewürzpflanze war Vorderasien.

  - Sellerie (Apium L., Syn.: Panulia (Baill.) Koso-Pol.):[19] Die etwa 20 Arten sind in den gemäßigten Gebieten weltweit verbreitet.
  - Billburttia Magee & B.-E.van Wyk:[19] Sie wurde 2009 aufgestellt und enthält nur zwei Arten, die nur auf Madagaskar vorkommen.[20]
  - Canaria Jim.Mejías & P.Vargas: Sie wurde 2015 aufgestellt und enthält nur eine Art:[19]
    - Canaria tortuosa (Webb & Berthel.) Jim.Mejías & P.Vargas (Syn.: Cachrys tortuosa Webb & Berthel., Cnidium tortuosum Benth. & Hook. f., Ferula tortuosa Webb & Berthel., Foeniculum tortuosum (Webb & Berthel.) Benth. ex Christ, Seseli webbii Coss.): Sie kommt nur auf den Kanarischen Inseln vor.[19]

  - Deverra DC.[19] (Syn.: Pituranthos Viv.): Die etwa zehn Arten sind in Trockengebieten Afrikas und Asiens verbreitet.
  - Foeniculum Mill.:[19] Es gibt nur eine Art:
    - Fenchel (Foeniculum vulgare L.): Das ursprüngliche Verbreitungsgebiet der weltweit angebauten Kulturpflanze war der Mittelmeerraum.

  - Modesciadium P.Vargas & Jim.Mejías: Sie wurde 2015 aufgestellt und enthält nur eine Art:[19]
    - Modesciadium involucratum (Maire) P.Vargas & Jim.Mejías (Syn.: Brachyapium involucratum (Maire) Maire, Stoibrax involucratum (Maire) B.L.Burtt, Trachyspermum involucratum Maire, Tragiopsis involucrata (Maire) H.Wolff): Dieser Endemit kommt nur im zentral-südwestlichen Marokko von Zaïane bis zur nördlichen Sahara vor.[19]

  - Naufraga Constance & Cannon:[19] Es gibt nur eine Art:
    - Naufraga balearica Constance & Cannon: Sie kommt nur auf Mallorca und Korsika vor.[8]

  - Petroselinum Hill: Die nur zwei Arten, darunter die bekannte Kulturpflanze Petersilie (Petroselinum crispum (Mill.) Nyman & A.W.Hill) sind ursprünglich in Europa und vermutlich in Westasien beheimatet.
  - Pseudoridolfia J.-P.Reduron, J.Mathee & S.R.Downie:[19] Sie wurde 2009 aufgestellt und enthält nur eine Art:
    - Pseudoridolfia fennanei J.-P.Reduron, J.Mathez & S.R.Downie: Sie kommt nur in Marokko vor.[21]

  - Ridolfia Moris:[19] Sie enthält nur eine Art:
    - Ridolfia segetum (Guss.) Moris: Sie ist im Mittelmeerraum verbreitet.

  - Schoenoselinum Jim.Mejías & P.Vargas: Sie wurde 2015 aufgestellt und enthält nur eine Art:[19]
    - Schoenoselinum foeniculoides (Maire & Wilczek) Jim.Mejías & P.Vargas (Syn.: Anethum foeniculoides Maire & Wilczek): Dieser Endemit kommt nur im südwestlichen Marokko von Chtouka bis zur nördlichen Sahara vor.[19]

  - Sclerosciadium W.D.J.Koch ex DC.:[19] Sie enthält nur eine Art:
    - Sclerosciadium nodiflorum (Schousb.) Ball: Sie kommt nur in Marokko vor.

  - Stoibrax Raf.[19] (Syn: Brachyapium (Baill.) Maire, Tragiopsis Pomel): Die etwa fünf Arten kommen in Spanien, Nordafrika und im südlichen Afrika vor.

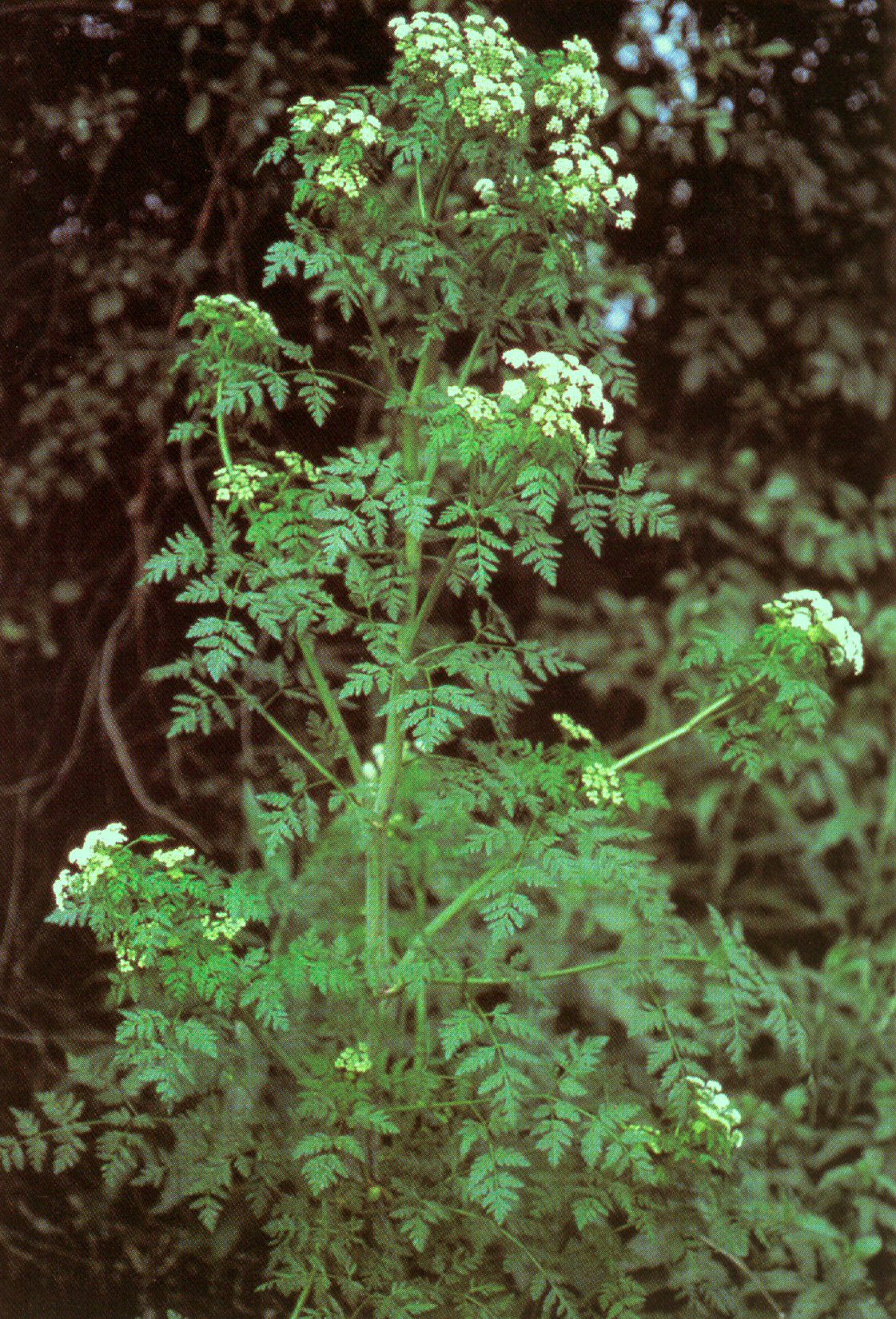
Conium-Klade: Gefleckter Schierling (Conium maculatum)

- Arcuatopterus-Klade[2]: Sie enthält nur eine Gattung:
  - Arcuatopterus M.L.Sheh & R.H.Shan: Die drei bis fünf Arten sind vom östlichen Himalaja bis ins südwestliche China verbreitet. In China gibt es drei Arten, zwei davon nur dort.[10]

- Tribus Arracacieae = Arracacia-Klade[2]: Die etwa zehn Gattungen kommen in der Neotropis vor:
  - Arracacia Bancr.: Die etwa 30 Arten sind in der Neotropis verbreitet, darunter:
    - Arakacha (Arracacia xanthorrhiza Bancr.): Sie kommt in Peru und Kolumbien vor.

  - Coaxana J.M.Coult. & Rose: Die nur zwei Arten kommen in Mexiko vor.
  - Coulterophytum B.L.Rob.: Die etwa fünf Arten kommen in Mexiko vor.
  - Dahliaphyllum Constance & Breedlove: Es gibt nur eine Art:
    - Dahliaphyllum almedae Constance & Breedlove: Sie ist in Mexiko beheimatet.

  - Donnellsmithia J.M.Coult. & Rose: Die etwa 19 Arten sind von Mexiko bis Zentralamerika verbreitet.
  - Enantiophylla J.M.Coult. & Rose: Es gibt nur eine Art:
    - Enantiophylla heydeana J.M.Coult. & Rose: Sie ist von Mexiko bis Zentralamerika verbreitet.

  - Mathiasella Constance & C.Hitchc.: Es gibt nur eine Art:
    - Mathiasella bupleuroides Constance & C.L.Hitchc.: Sie ist in Mexiko beheimatet.

  - Myrrhidendron J.M.Coult. & Rose: Die etwa fünf Arten kommen von Zentralamerika bis Kolumbien vor.
  - Prionosciadium S.Watson: Die etwa 25 Arten sind in der Neotropis verbreitet.
  - Rhodosciadium S.Watson: Die etwa zwölf Arten kommen in Mexiko vor.

- Tribus Bupleureae Spreng. (vielleicht eine eigene Unterfamilie Bupleuroideae S.L.Pan.): Sie enthält nur eine Gattung:[2]
  - Hasenohren (Bupleurum L.): Die 180 bis 190 Arten sind in den gemäßigten Gebieten der Nordhalbkugel verbreitet.

- Cachrys-Klade = Tribus Cachrydinae Meisn.: Sie enthält etwa acht Gattungen mit 100 bis 105 Arten hauptsächlich in den warmgemäßigten Gebieten Eurasiens und Nordafrikas, mit der größten Artenvielfalt vom östlichen Mittelmeerraum bis Südwestasien:[2][22][23]
  - Alococarpum Riedl & Kuber: Sie enthält nur eine Art:
    - Alococarpum erianthum (DC.) Riedl & Kuber: Sie kommt nur im Iran vor.

  - Azilia Hedge & Lamond: Sie enthält nur eine Art:
    - Azilia eryngioides (Pau) Hedge & Lamond: Sie kommt nur im Iran vor.

  - Bilacunaria Pimenov & V.N.Tikhom.: Die etwa vier Arten sind im Kaukasusraum verbreitet.
  - Cachrys L.: Die etwa elf Arten sind im Mittelmeerraum verbreitet. Arten kommen in Tunesien, Algerien, Marokko, Spanien, Portugal, Italien, Albanien, Bulgarien, Rumänien, Griechenland, in der Türkei, im Iran, Libyen, im Nordkaukasus, im südlichen Teil des europäischen Russland, in Transkaukasien sowie auf der Krim vor.[23]
  - Diplotaenia Boiss.: Sie etwa vier Arten sind in der Türkei und im Iran verbreitet.
  - Eriocycla Lindl. (früher in Seseli L., Syn.: Cremastosciadium Rech. f., Petrosciadium Edgew.): Die sechs bis acht Arten sind vom nördlichen Iran über die westliche Himalaja-Region bis ins nördliche sowie westliche China verbreitet. In China gibt es etwa drei Arten, zwei davon nur dort.[10]
  - Ferulago W.D.J.Koch: Die etwa 47 Arten sind vom Mittelmeerraum bis Zentralasien verbreitet, beispielsweise mit:
    - Ferulago nodosa (L.) Boiss.
    - Ferulago thyrsiflora (Sm.) W.D.J.Koch

  - Prangos Lindl.: Die etwa 17 Arten sind vom Mittelmeerraum bis Zentralasien verbreitet.

- Tribus Careae Baill.:[2] Die zehn bis elf Gattungen mit 37 bis 38 Arten gedeihen in den gemäßigten Gebieten Eurasiens, mit der größten Artenvielfalt von Südwest- bis Zentralasien:[22][24]
  - Aegokeras Raf.: Es gibt nur eine Art:
    - Aegokeras caespitosa (Sibth. & Sm.) Raf.: Sie kommt in Kleinasien vor.

  - Giersch (Aegopodium L.; Syn.: Chamaele Miq., Pseudopimpinella F.Ghahrem. & al.): Die etwa sieben Arten sind in Eurasien verbreitet.[24]
  - Kümmel (Carum L.): In der polyphyletischen Gattung Carum s. l. waren 2007 noch 20 bis 30[25] Arten in Eurasien und Nordafrika enthalten. Seit 2012 enthält die monophyletische Gattung Carum s. str. nur noch vier[24] oder fünf Arten (Carum carvi L., Carum meifolium Boiss., Carum caucasicum (M.Bieb.) Boiss., Carum grossheimii Schischk. sowie Carum porphyrocoleon Woronow), die im Kaukasusraum und angrenzenden Staaten des Nahen Ostens verbreitet sind. Die anderen Arten werden/wurden in neue oder andere Gattungen eingegliedert, teilweise gehören sie zu anderen Tribus.[24]
  - Chamaesciadium C.A.Mey.: Sie enthält nur eine Art:
    - Chlaenosciadium gardneri C.Norman: Sie ist von Nordafrika bis Südwestasien verbreitet.

  - Sichelmöhren (Falcaria Fabr.): Die vier bis fünf Arten sind im Mittelmeerraum und von Zentralasien bis zum südwestlichen Sibirien verbreitet, beispielsweise:
    - Gemeine Sichelmöhre (Falcaria vulgaris Bernh.): Sie ist von Mitteleuropa bis zur Türkei und bis zum südwestlichen Sibirien verbreitet.

  - Fuernrohria K.Koch: Sie enthält nur eine Art:
    - Fuernrohria setifolia K.Koch: Sie kommt im Kaukasusraum und in Armenien vor.

  - Gongylosciadium Rech. f.: Sie enthält nur eine Art:
    - Gongylosciadium falcarioides (Bornm. & H.Wolff) Rech. f.: Sie ist in Südwestasien verbreitet.

  - Grammosciadium DC.: Die etwa acht Arten sind im östlichen Mittelmeerraum verbreitet.
  - Hladnikia Rchb.: Sie enthält nur eine Art:
    - Hladnikia pastinacifolia Rchb.: Sie kommt nur in Slowenien sowie Kroatien vor.[8]

  - Rhabdosciadium Boiss.: Die etwa zwei Arten sind in der Türkei und im Iran verbreitet.[8]

- Tribus Chamaesieae J.Zhou & F.D.Pu (Syn.: Chamaesium-Klade): Sie enthält nur eine Gattung:[2]
  - Chamaesium H.Wolff: Die acht bis zehn Arten gedeihen hauptsächlich in größeren Höhenlagen des östlichen Himalajas bis ins südwestliche China. In China gibt es etwa sieben Arten, vier davon nur dort.[10]

- Tribus Choritaenieae Magee, C.I.Calviño, M.Liu, S.R.Downie, P.M.Tilney & B.-E. van Wyk:[13] Sie enthält nur eine Gattung:
  - Choritaenia Benth.: Es gibt nur eine Art:
    - Choritaenia capensis Burtt Davy: Sie kommt im südlichen Afrika vor.

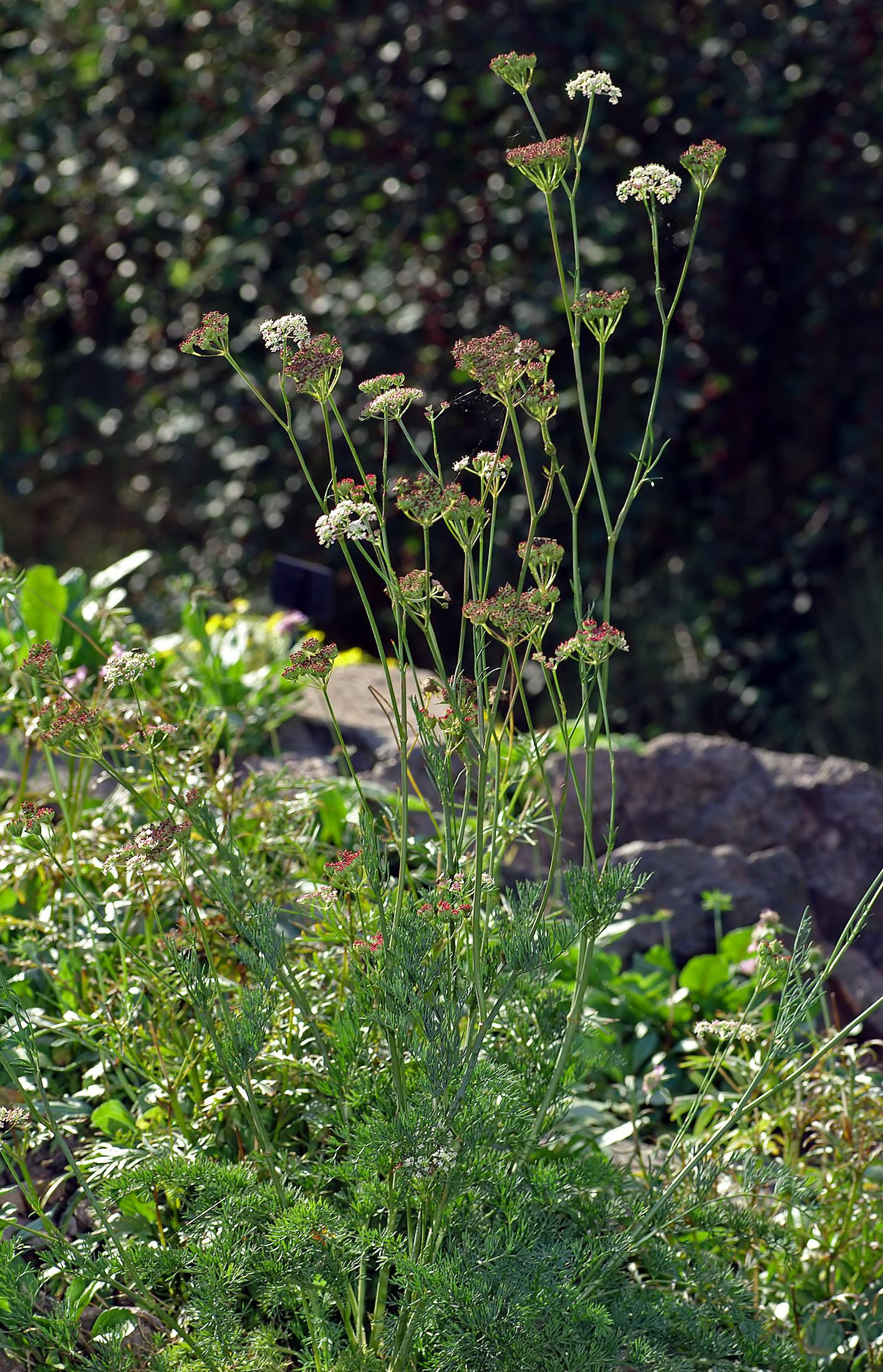
Conioselinum chinense-Klade: Habitus, Laubblätter und doppeldoldige Blütenstände der Alpen-Mutterwurz (Mutellina adonidifolia)

- Conioselinum chinense-Klade:[2]: Sie enthält seit Prieto & Cires 2013 fünf Gattungen mit nur etwa sieben Arten, die hauptsächlich im Mittelmeerraum vorkommen:[26]
  - Dethawia Endl.: Sie enthält nur eine Art:
    - Dethawia splendens (Lapeyr.) Kerguélen: Sie kommt nur in den Pyrenäen und in der Cordillera Cantabrica vor.[8]

  - Meum Mill.: Es gibt nur eine Art:
    - Bärwurz (Meum athamanticum (L.) H.Karst.): Sie ist von Marokko über Spanien sowie Frankreich, in Mittel- bis Ost- und Südosteuropa verbreitet.[8]

  - Mutterwurzen (Mutellina Wolf): Die Abtrennung der Gattung Mutellina von Ligusticum sowie Pachypleurum erfolgte mit molekulargenetisch gestützten Daten durch Valiejo-Roman et al. 2006[12] durchgeführt. Die etwa drei Arten sind in Europa und im Kaukasusraum verbreitet, beispielsweise:
    - Alpen-Mutterwurz (Mutellina adonidifolia (J.Gay) Gutermann, Syn.: Ligusticum mutellina (L.) Crantz, Phellandrium mutellina L., Mutellina purpurea Reduron & al., Oenanthe purpurea Poir. nom. illeg., Phellandrium mutellina L., Meum adonidifolium J.Gay, Ligusticum mutellina subsp. adonidifolium (J.Gay) Beauverd)

  - Rivasmartinezia Fern.Prieto & Cires: 2013 wurde diese Gattung mit nur einer Art aufgestellt:
    - Rivasmartinezia vazquezii Fern.Prieto & Cires: Sie kommt nur im nordwestlichen Teil der Iberischen Halbinsel vor.[26]

  - Trochiscanthes W.D.J.Koch: Sie enthält nur eine Art:
    - Radblüte[27] (Trochiscanthes nodiflora (All.) W.D.J.Koch): Sie kommt von Frankreich über die Schweiz bis Italien vor.[8]

- Conium-Klade = Tribus Coninae Rouy: Sie enthält nur eine Gattung:[2][22]
  - Schierlinge (Conium L.): Die etwa vier Arten sind in Eurasien und Afrika verbreitet, beispielsweise mit:
    - Gefleckter Schierling (Conium maculatum L.)

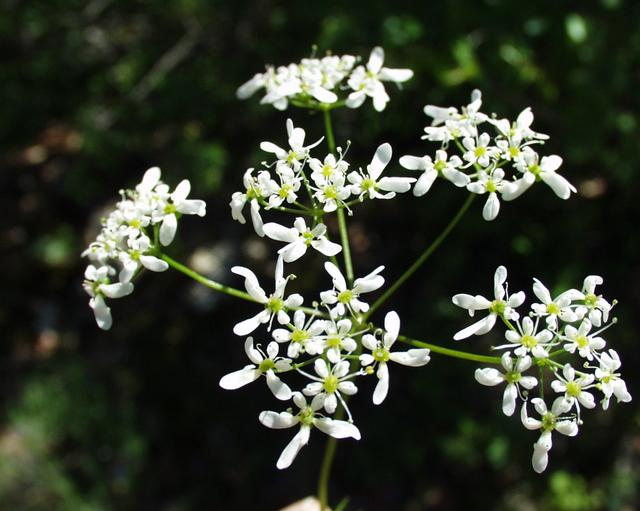
Tribus Coriandreae: Strahliger Hohlsame (Bifora radians), Ausschnitt des Blütenstandes

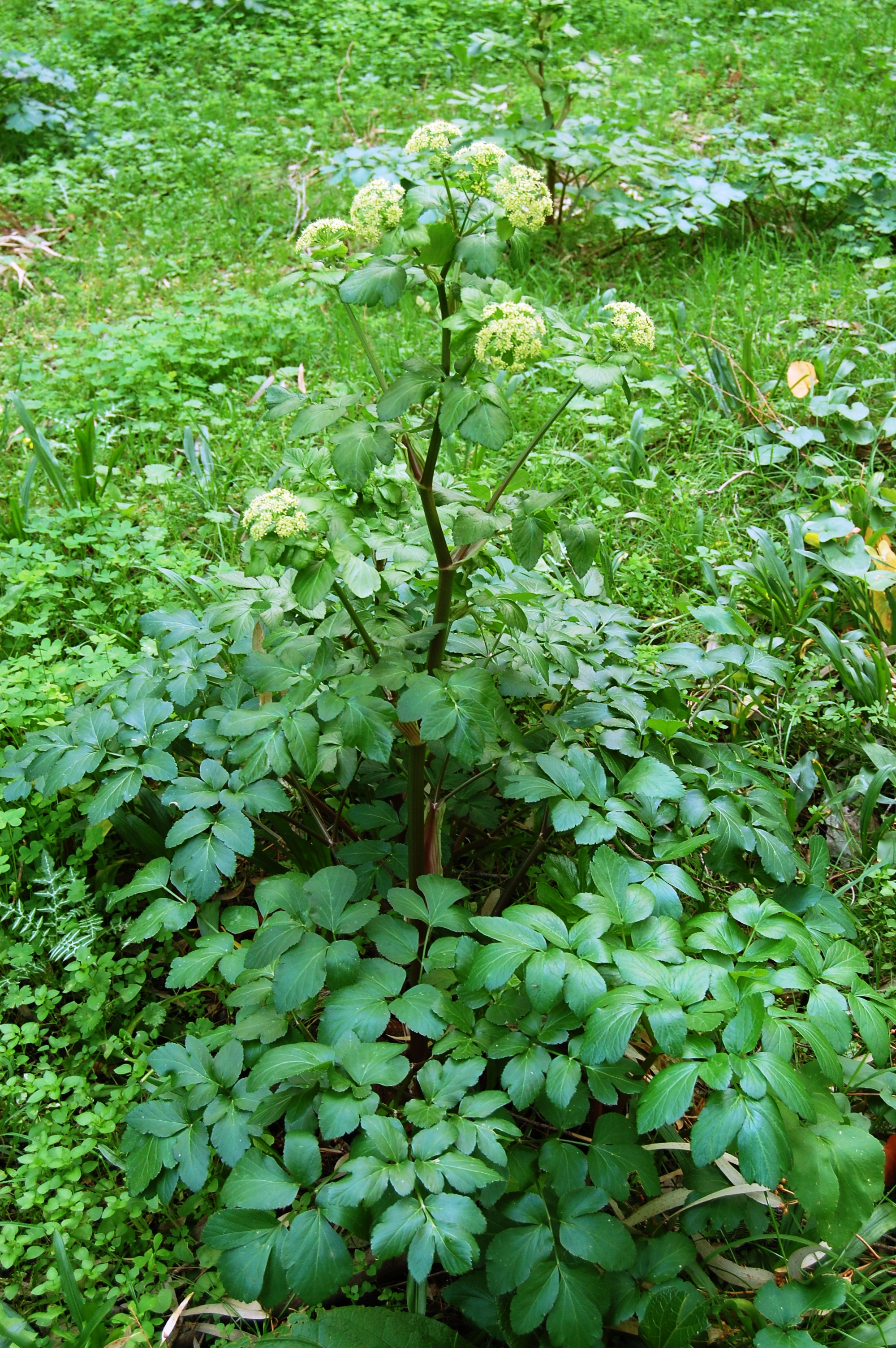
Tribus Smyrnieae: Pferdeeppich (Smyrnium olusatrum)

- Tribus Coriandreae W.D.J.Koch: Sie enthält nur zwei Gattungen mit bis zu sechs Arten.[2][22][28]
  - Hohlsamen (Bifora Hoffm.):[28] Von den nur drei Arten kommt eine in Nordamerika und zwei Arten in Europa sowie dem Mittelmeerraum bis Zentralasien vor, beispielsweise:
    - Strahliger Hohlsame (Bifora radians M.Bieb.)

  - Koriander (Coriandrum L., Syn.: Coriandropsis H.Wolff, Keramocarpus Fenzl):[28] Die nur zwei oder drei Arten sind im Mittelmeerraum und in Vorderasien verbreitet.

- Diplolophium-Klade: Sie enthält nur eine Gattung:[2]
  - Diplolophium Turcz.: Die etwa sieben Arten sind im tropischen Afrika verbreitet.

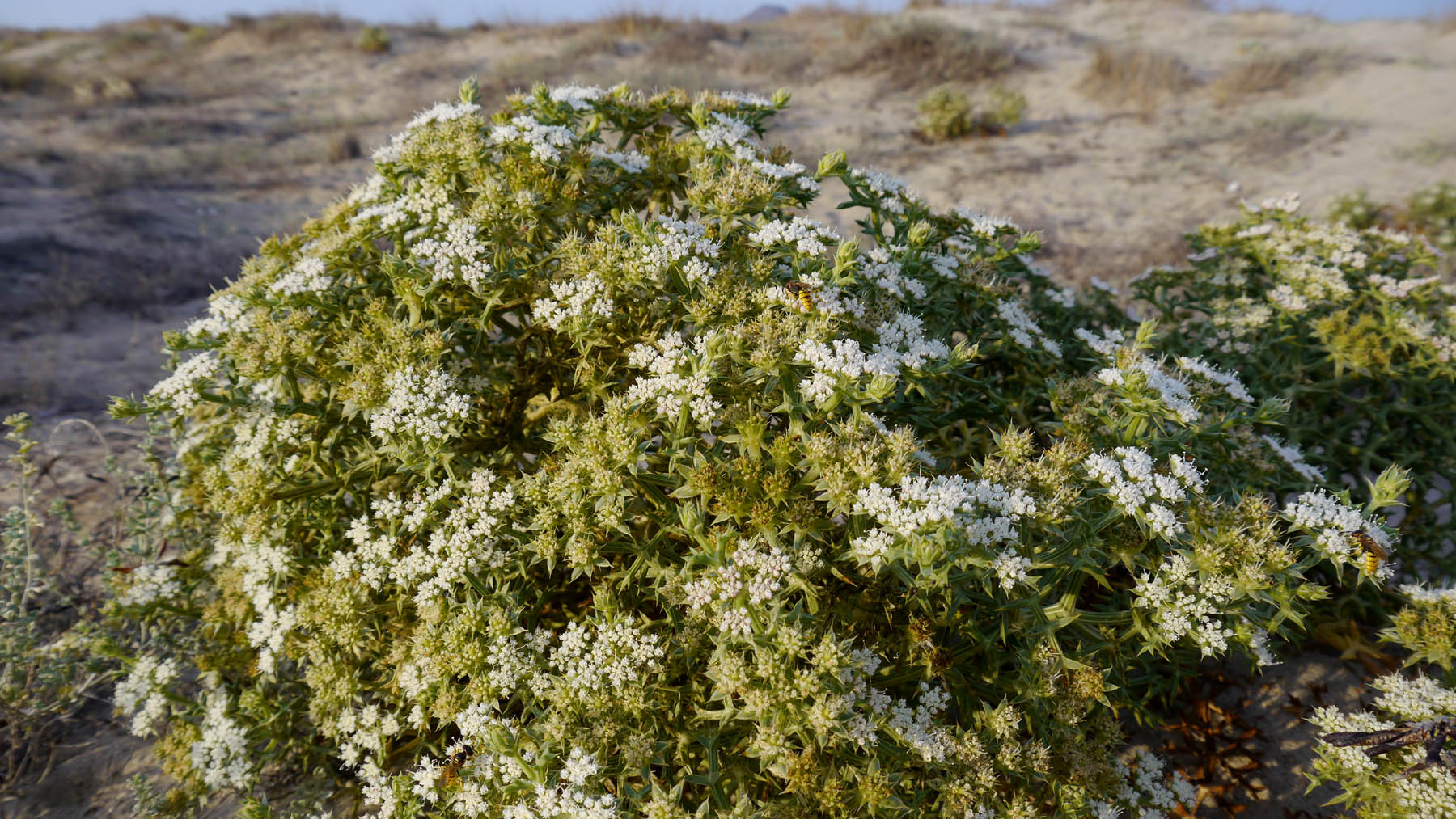
Tribus Echinophoreae: Habitus und Blütenstände von Echinophora spinosa

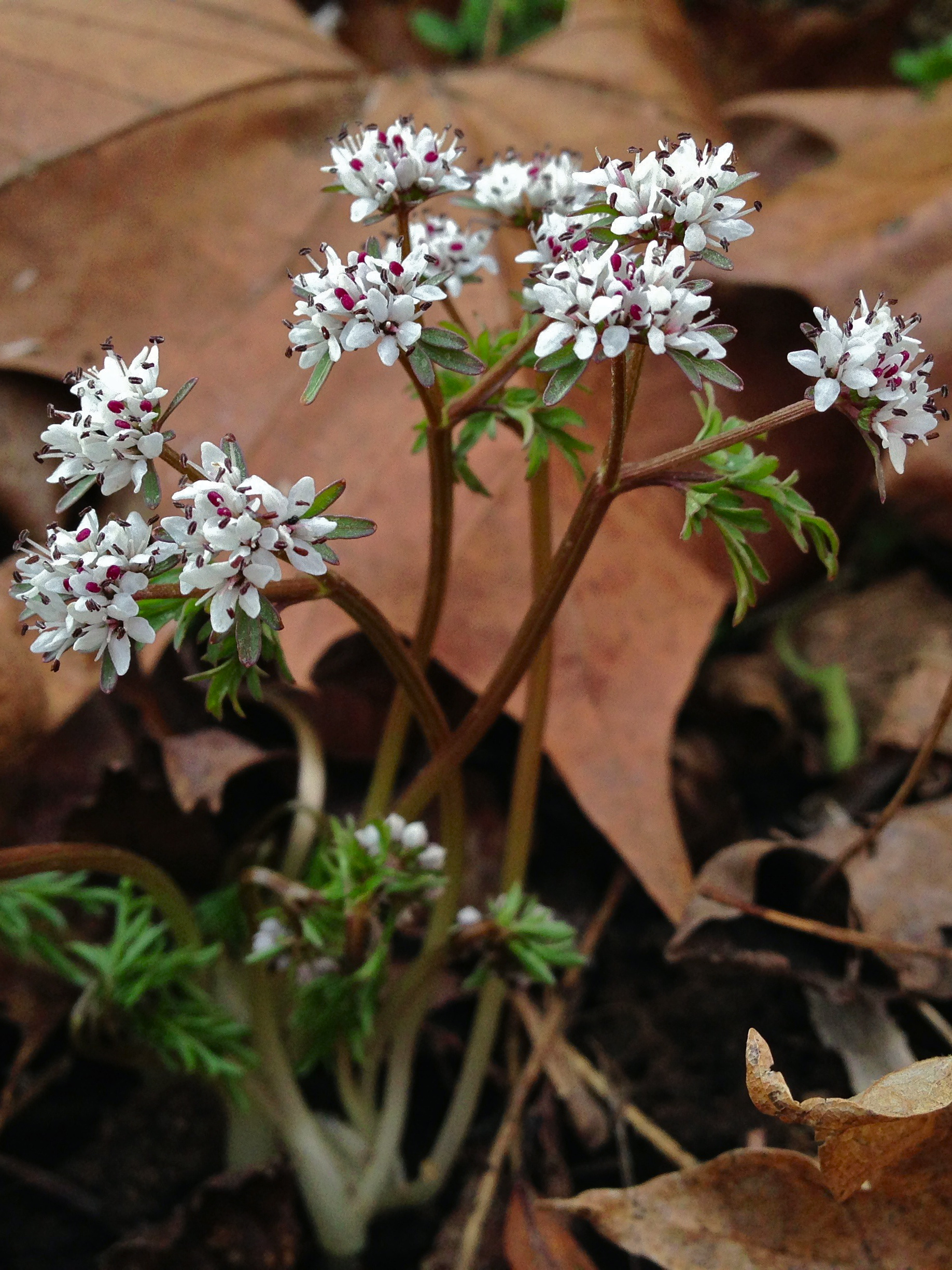
Tribus Eriginieae: Habitus und Blütenstand von Erigenia bulbosa

- Tribus Echinophoreae Benth.: Sie enthält sieben bis acht Gattungen in der Alten Welt.[2]
  - Anisosciadium DC.: Die etwa drei Arten kommen im Nahen Osten vor.
  - Dicyclophora Boiss.: Sie enthält nur eine Art:
    - Dicyclophora persica Boiss.: Die Heimat liegt im Iran.

  - Echinophora L.: Die etwa zehn Arten sind vom Mittelmeerraum über die Balkanhalbinsel und die Ukraine sowie über das westliche Asien bis in die Kaukasusregion verbreitet, beispielsweise:
    - Echinophora spinosa L.

  - Ergocarpon C.C.Towns.: Sie enthält nur eine Art:[29]
    - Ergocarpon cryptanthum (Rech. f.) C.C.Towns.: Sie kommt vom östlichen Irak bis in den westlichen Iran vor. In älteren Arbeiten wurde sie in die Tribus Echinophoreae gestellt.[30]

  - Mediasia Pimenov: Sie enthält nur eine Art:
    - Mediasia macrophylla (Regel & Schmalh.) Pimenov: Sie ist in Afghanistan, Kirgisistan, Tadschikistan sowie Usbekistan verbreitet.[9]

  - Nirarathamnos Balf. f.: Sie enthält nur eine Art:
    - Nirarathamnos asarifolius Balf. f.: Es ist ein Endemit auf Socotra.

  - Pycnocycla Lindl.: Die ein bis zwölf Arten sind zwischen Westafrika und dem Indischen Subkontinent verbreitet.
  - Rughidia M.F.Watson & E.L.Barclay nom. inval.: Diese Gattung ist ohne lateinische Diagnose (vor 2012 erforderlich) ungültig veröffentlicht.[2] Die nur zwei Arten kommen nur auf Socotra vor.

- Tribus Eriginieae Rydb.: Sie enthält nur eine Gattung:[2]
  - Erigenia Nutt.: Sie enthält nur eine Art:
    - Erigenia bulbosa (Michx.) Nutt. (Syn.: Sison bulbosum Michx.): Sie kommt nur im südlichen Teil der kanadischen Provinz Ontario vor und ist in den östlichen bis zentralen US-Bundesstaaten Indiana, Michigan, westliches New York, Ohio, Pennsylvania, West Virginia, Illinois, Kansas, Missouri, südöstliches Wisconsin, Alabama, Arkansas, District of Columbia, nordwestliches Georgia, Kentucky, Maryland, nördliches Mississippi sowie Tennessee verbreitet.[9]

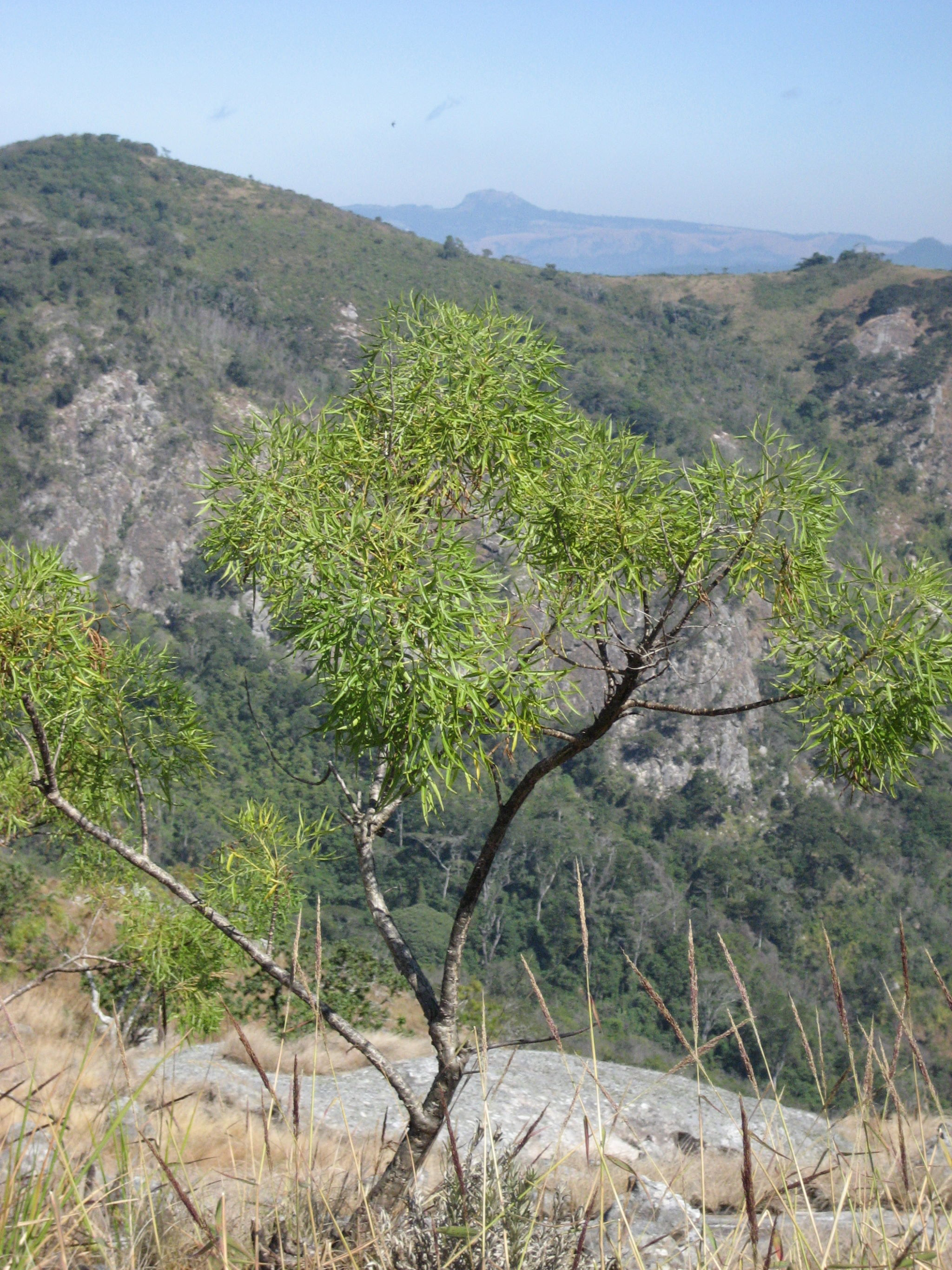
Tribus Heteromorpheae: Habitus von Heteromorpha arborescens var. montana

- Tribus Heteromorpheae M.F.Watson & S.R.Downie:[2]: Die elf bis zwölf Gattungen mit höchstens 36 Arten sind im tropischen und südlichen Afrika sowie in Madagaskar verbreitet. Es sind verholzende Pflanzen:[13][31]
  - Andriana B.-E.van Wyk (Sie wurde aus Heteromorpha ausgegliedert): Die zwei oder drei Arten kommen nur in Madagaskar vor.
  - Anginon Raf. (Syn.: Rhyticarpus Sond.): Die etwa 13 Arten kommen hauptsächlich in Südafrika vor.
  - Anisopoda Baker: Sie enthält nur eine Art:
    - Anisopoda bupleuroides Baker: Sie kommt in Madagaskar vor.

  - Cannaboides B.-E.van Wyk (Sie wurde aus Heteromorpha ausgegliedert): Die etwa zwei Arten kommen nur in Madagaskar vor.
  - Dracosciadium Hilliard & B.L.Burtt: Die nur zwei Arten kommen in Südafrika vor.
  - Glia Sond.: Die nur drei Arten kommen nur in der südafrikanischen Provinz Westkap vor.[32]
  - Heteromorpha Cham. & Schltdl. (Tenoria Spreng.): Die etwa sechs Arten gedeihen als Sträucher oder Bäume im tropischen bis südlichen Afrika.
  - Normantha P.J.D.Winter & B.-E.van Wyk: Sie wurde 2017 aufgestellt und enthält nur eine Art:[31]
    - Normantha filiformis P.J.D.Winter: Sie wurde 2017 erstbeschrieben. Sie kommt in Angola sowie auf beiden Seiten der Grenze des südwestlichen Tansania und Sambia vor.[31]

  - Physotrichia Hiern (Syn.: Spuriodaucus C.Norman): Die etwa zehn Arten sind im tropischen Afrika verbreitet.[31]
  - Polemannia Eckl. & Zeyh.: Die drei bis vier Arten kommen in Südafrika vor.
  - Pseudocannaboides B.-E. van Wyk (Sie wurde aus Heteromorpha ausgegliedert): Sie enthält nur eine Art:
    - Pseudocannaboides andringitrensis (Humbert) B.-E.van Wyk: Sie kommt nur in Madagaskar vor.

  - Pseudocarum C.Norman: Die etwa zwei Arten kommen im tropischen Ostafrika vor
  - Tana B.-E.van Wyk (Sie wurde aus Heteromorpha ausgegliedert): Sie enthält nur eine Art:
    - Tana bojeriana (Baker) B.-E. van Wyk: Sie kommt nur in Madagaskar vor.

- Tribus Komarovieae J.Zhou & S.R.Downie = Komarovia Klade: Sie enthält etwa sieben Gattungen mit etwa neun Arten in Asien:[2]
  - Calyptrosciadium Rech. f. & Kuber: Die nur zwei Arten kommen im Iran sowie Afghanistan vor.
  - Changium H.Wolff: Sie enthält nur eine Art:
    - Changium smyrnioides H.Wolff: Sie gedeiht in Höhenlagen von 100 bis 300 Metern in den chinesischen Provinzen Anhui, östliches Hubei, Jiangsu, nordöstliches Jiangxi sowie Zhejiang.[10]

  - Chuanminshen M.L.Sheh & R.H.Shan: Sie enthält nur eine Art:
    - Chuanminshen violaceum M.L.Sheh & R.H.Shan: Sie gedeiht in Höhenlagen von 100 bis 800 Metern in den chinesischen Provinzen Hubei sowie Sichuan.[10]

  - Cyclorhiza M.L.Sheh & R.H.Shan: Die nur zwei Arten kommen in Höhenlagen oberhalb 1800 Meter in den chinesischen Provinzen Sichuan, Yunnan sowie in Tibet vor.[10]
  - Komarovia Korovin: Sie enthält nur eine Art:
    - Komarovia anisosperma Korovin: Sie kommt in Usbekistan vor.

  - Parasilaus Leute: Sie enthält nur eine Art:
    - Parasilaus asiaticus Pimenov: Sie ist in Zentralasien verbreitet.

  - Sphaerosciadium Pimenov & Kljuykov: Sie enthält nur eine Art:
    - Sphaerosciadium denaense Pimenov & Kljuykov: Sie ist in Zentralasien verbreitet.

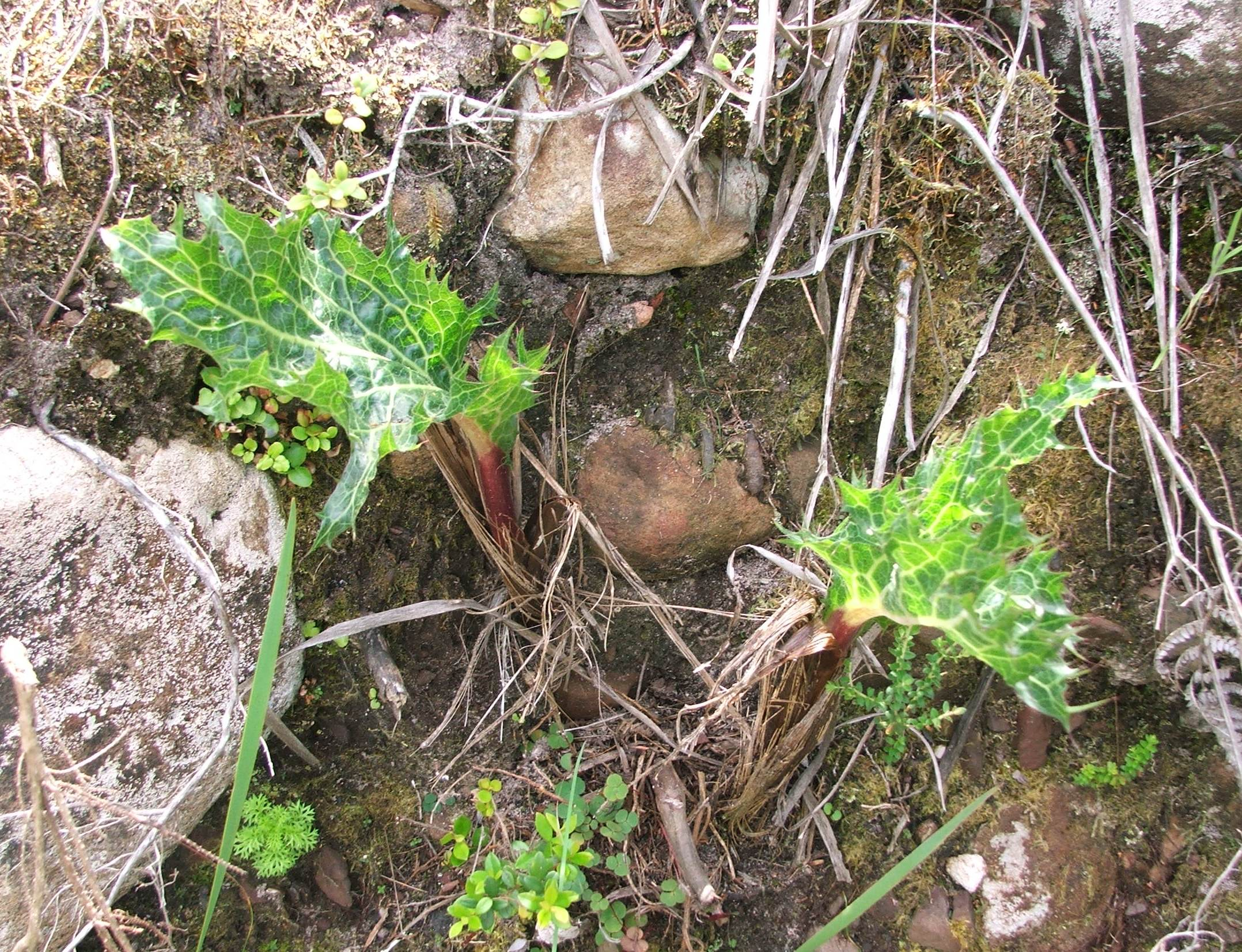
Tribus Lichtensteinieae: Lichtensteinia lacera

- Tribus Lichtensteinieae Magee, C.I.Calviño, M.Liu, S.R.Downie, P.M.Tilney & B.-E. van Wyk (Syn.: Lichtensteinia-Klade):[13] Sie enthält nur eine Gattung:[2]
  - Lichtensteinia Cham. & Schltdl.: Die sechs Arten kommen nur in den südafrikanischen Provinzen Ost-, Westkap, KwaZulu-Natal, Mpumalanga vor, die meisten davon nur im Westkap.[33]

- Tribus Marlothielleae Magee, C.I.Calviño, M.Liu, S.R.Downie, P.M.Tilney & B.-E. van Wyk:[13] Sie enthält nur eine monotypische Gattung:
  - Marlothiella H.Wolff: Sie enthält nur eine Art:
    - Marlothiella gummifera H.Wolff: Sie kommt in Namibia vor. Es ist eine verholzende Pflanze.[13]

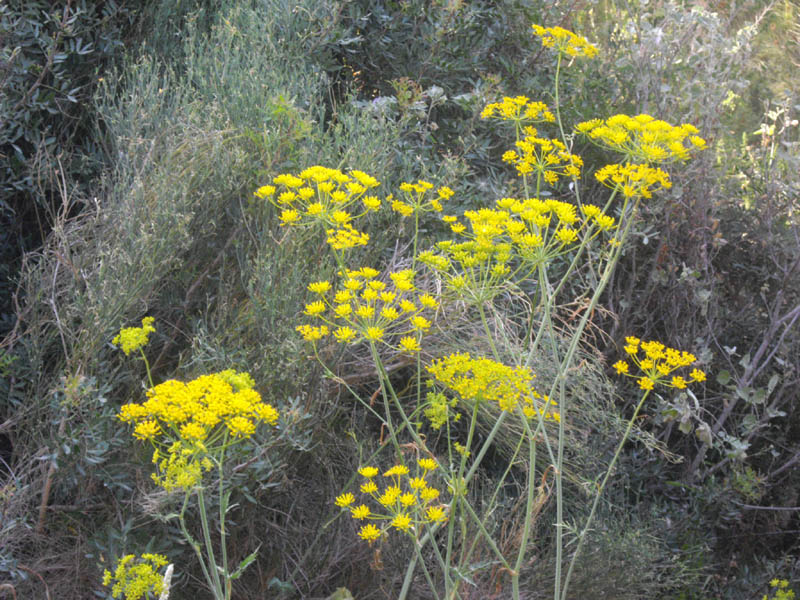
Tribus Oenantheae: Kundmannia sicula

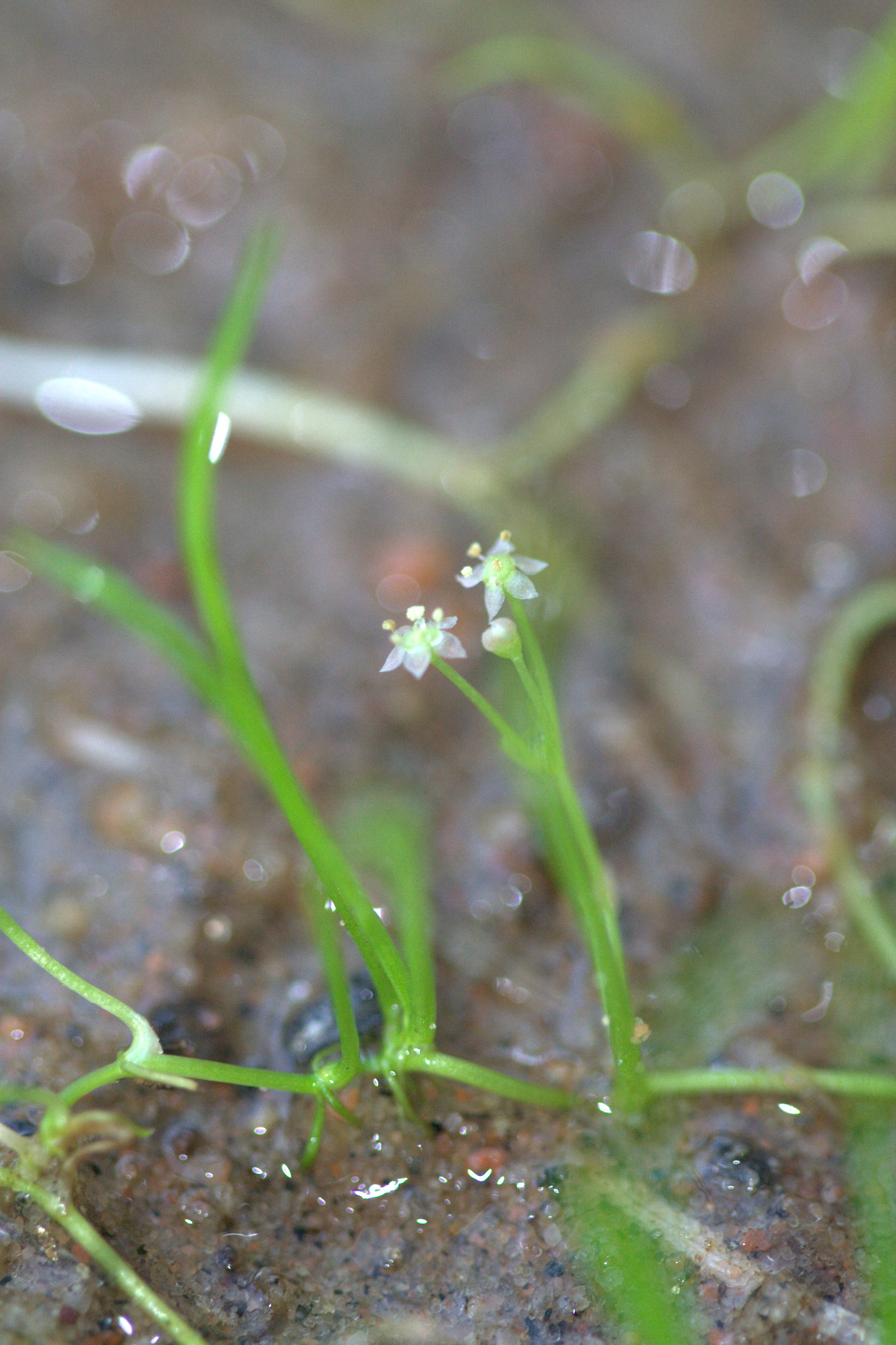
Tribus Oenantheae: Habitus, Laubblätter und Blütenstand der Sumpfpflanze Lilaeopsis brasiliensis

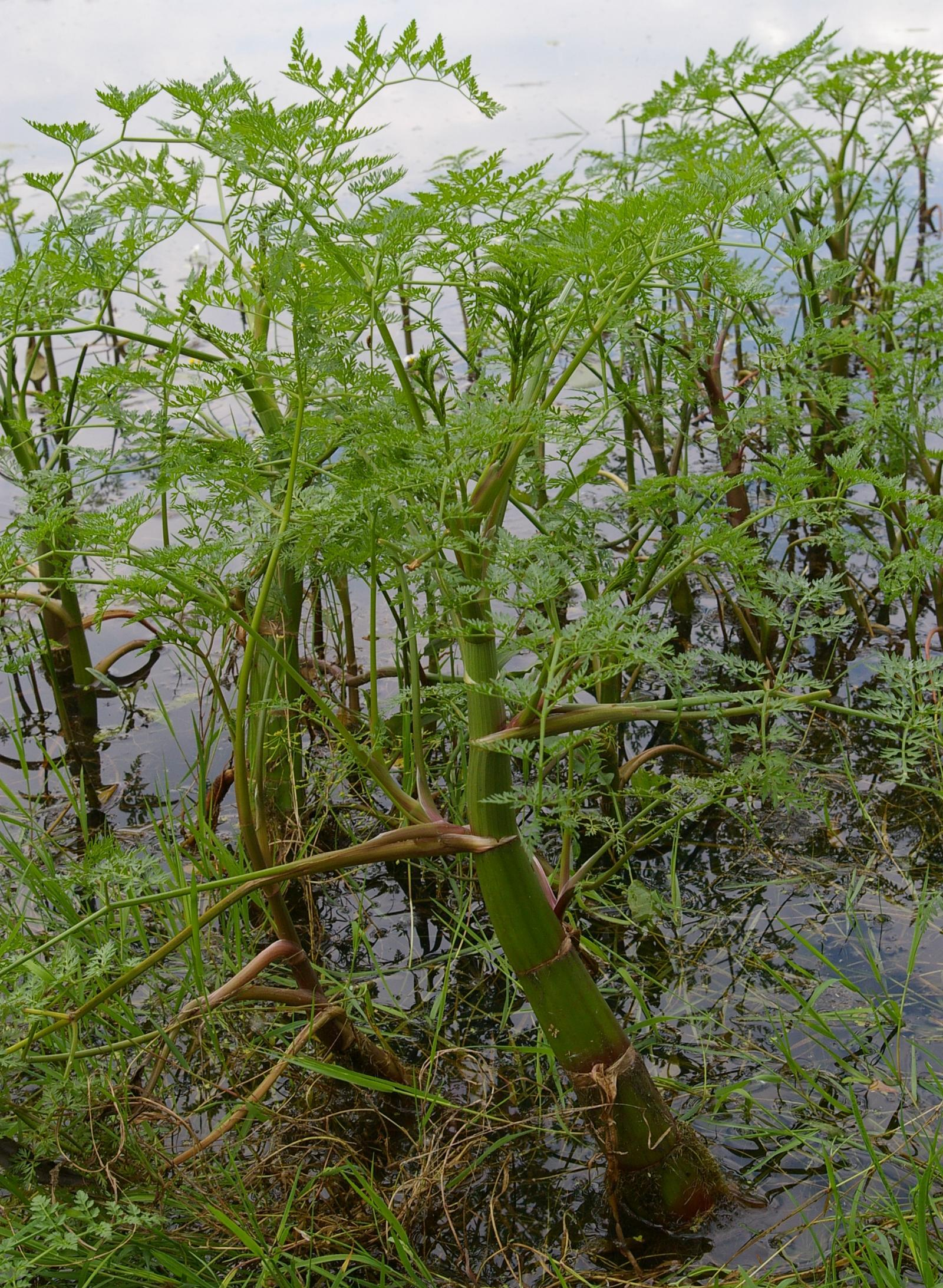
Tribus Oenantheae: Habitus und Laubblätter des Großen Wasserfenchels (Oenanthe aquatica)

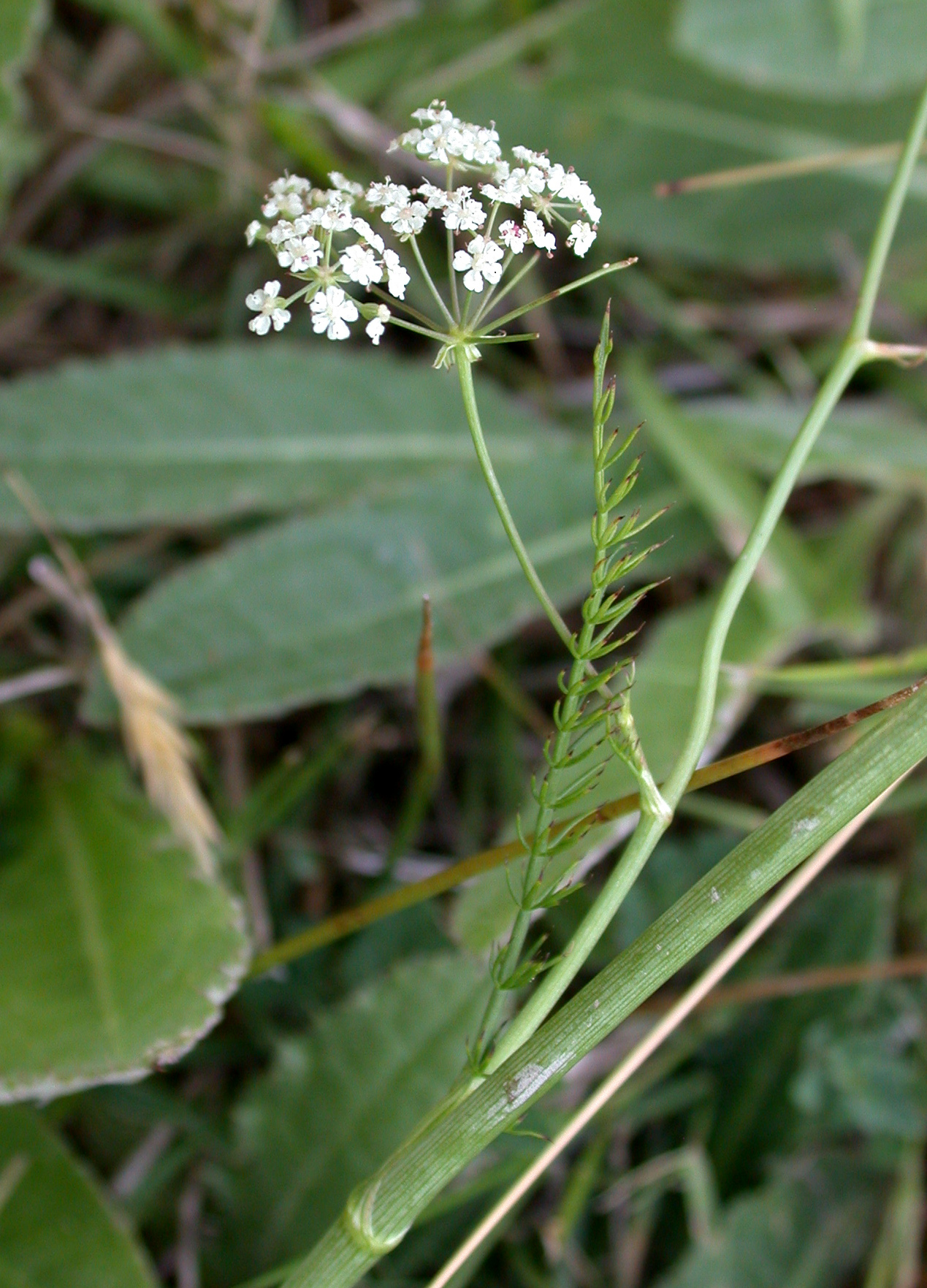
Tribus Oenantheae:Quirlblättriger Kümmel (Trocdaris verticillatum)

- Tribus Oenantheae Dumort.: Sie enthält etwa 18 Gattungen mit fast weltweiter Verbreitung:[2][34]
  - Atrema DC.: Sie enthält nur eine Art:
    - Atrema americanum DC.: Sie kommt US-Bundesstaaten Arkansas, Oklahoma sowie Texas vor.

  - Berula W.D.J.Koch (Syn.: Afrocarum Rauschert, Baumiella H.Wolff, Siella Pimenov): Diese bisher monotypische Gattung enthält seit 2009 etwa sechs Arten; zwei davon sind Endemiten auf St. Helena und zwei kommen nur in Afrika vor,[35][2] beispielsweise:
    - Schmalblättriger Merk oder Berle (Berula erecta (Huds.) Coville, Syn.: Berula angustifolia Mert. & W.D.J.Koch, Berula pusilla Fernald, Berula thunbergii (DC.) H.Wolff, Sium angustifolium L., Sium erectum Huds., Sium thunbergii DC.): Sie ist in den gemäßigten Gebieten der Nordhalbkugel in Eurasien, in Afrika und von Nordamerika über Mexiko bis Guatemala verbreitet.

  - Wasserschierlinge (Cicuta L.): Die etwa vier Arten sind in den gemäßigten Gebieten der Nordhalbkugel bis Mexiko verbreitet.
  - Cryptotaenia DC. (Syn.: Lereschia Boiss.): Die etwa vier Arten sind in den gemäßigten Gebieten der Nordhalbkugel verbreitet.[35]
  - Cynosciadium DC.: Sie enthält nur eine Art:
    - Cynosciadium digitatum DC.: Sie kommt in Nordamerika vor.

  - Daucosma Engelm. & A.Gray ex A.Gray: Sie enthält nur eine Art:
    - Daucosma laciniatum Engelm. & A.Gray ex A.Gray: Sie kommt nur in den südlichen US-Bundesstaaten New Mexico sowie Texas vor.

  - Harperella Rose (früher in Ptilimnium Raf., Syn: Harperia Rose): Sie enthält nur eine Art:
    - Harperella nodosa (Rose) Rose, Syn.: Harperella fluviatilis Rose, Harperella vivipara Rose, Harperia nodosa Rose, Ptilimnium fluviatile (Rose) Mathias, Ptilimnium nodosum (Rose) Mathias, Ptilimnium viviparum (Rose) Mathias: Sie ist in den östlichen USA verbreitet.[9]

  - Helosciadium W.D.J.Koch: Diese Gattung wurde 2010 reaktiviert und enthält seit 2020 sechs Arten. Sie sind im Mittelmeerraum in Europa und Nordafrika verbreitet.[36][37][38]
  - Kundmannia Scop.: Die etwa fünf Arten sind von Südeuropa bis in den Mittelmeerraum in Spanien, Frankreich, Italien, in der Türkei, in Syrien und Nordafrika verbreitet.[39] Darunter:
    - Kundmannia sicula (L.) DC.

  - Lilaeopsis Greene: Es liegt ein disjunktes Areal in der Neuen Welt und der Alten Welt vor. Von den etwa 15 Arten sind etwa zehn in Nord- sowie Südamerika verbreitet und die anderen Arten kommen in Australien, Neuseeland und Madagaskar sowie Mauritius vor. Alle Arten sind Wasser- oder Sumpfpflanzen und gedeihen hauptsächlich in gemäßigten Gebieten.[40] Eine Art kommt als Neophyt in Portugal und Spanien vor.[8]
  - Limnosciadium Mathias & Constance: Die zwei Arten sind in den USA verbreitet.
  - Neogoezia Hemsl.: Die etwa fünf Arten kommen in Mexiko vor.
  - Wasserfenchel (Oenanthe L.): Die etwa 40 Arten sind in den gemäßigten Gebieten der Nordhalbkugel und in den Gebirgen des tropischen Afrika sowie Australasien verbreitet. Darunter:
    - Großer Wasserfenchel (Oenanthe aquatica (L.) Poir.)
    - Schierlings-Wasserfenchel (Oenanthe conioides Lange)
    - Safranrebendolde (Oenanthe crocata L.)
    - Röhriger Wasserfenchel (Oenanthe fistulosa L.)
    - Flutender Wasserfenchel (Oenanthe fluviatilis (Bab.) Coleman)
    - Wiesen-Wasserfenchel (Oenanthe lachenalii C.C.Gmel.)
    - Haarstrangblättriger Wasserfenchel (Oenanthe peucedanifolia Pollich)

  - Oxypolis Raf.: Die etwa sieben Arten sind in Nordamerika verbreitet.
  - Perideridia Rchb.: Die etwa 13 Arten sind in Nordamerika verbreitet.
  - Ptilimnium Raf.: Die etwa fünf Arten sind in den östlichen USA verbreitet.
  - Merk (Sium L.): Die etwa acht (früher bis zu 15) Arten sind in Eurasien und Nordamerika verbreitet.[35]
  - Tiedemannia DC. (früher in Oxypolis Raf.): Die nur zwei Arten sind in den zentralen bis östlichen USA und auf Bahamas sowie Kuba verbreitet.
  - Trepocarpus Nutt. ex DC.: Sie enthält nur eine Art:
    - Trepocarpus aethusae Nutt. ex DC.: Sie ist in den USA verbreitet.

  - Trocdaris Raf.:[22] Sie enthält nur eine Art:
    - Quirlblättriger Kümmel (Trocdaris verticillatum (L.) Raf.; Syn.: Sison verticillatum L., Seseli verticillatum (L.) Crantz, Sium verticillatum (L.) Lam., Carum verticillatum (L.) W.D.J.Koch, Bunium verticillatum (L.) Gren. & Godr., Pimpinella verticillata (L.) Jess., Apium verticillatum (L.) Caruel, Selinum verticillatum (L.) E.H.L.Krause): Sie ist von Marokko über die Iberische Halbinsel bis Frankreich, Belgien sowie die Niederlande und im westlichen Teil Englands sowie in Schottland und in Irland verbreitet, das Vorkommen im westlichsten Teil Deutschlands ist vielleicht erloschen.[24]

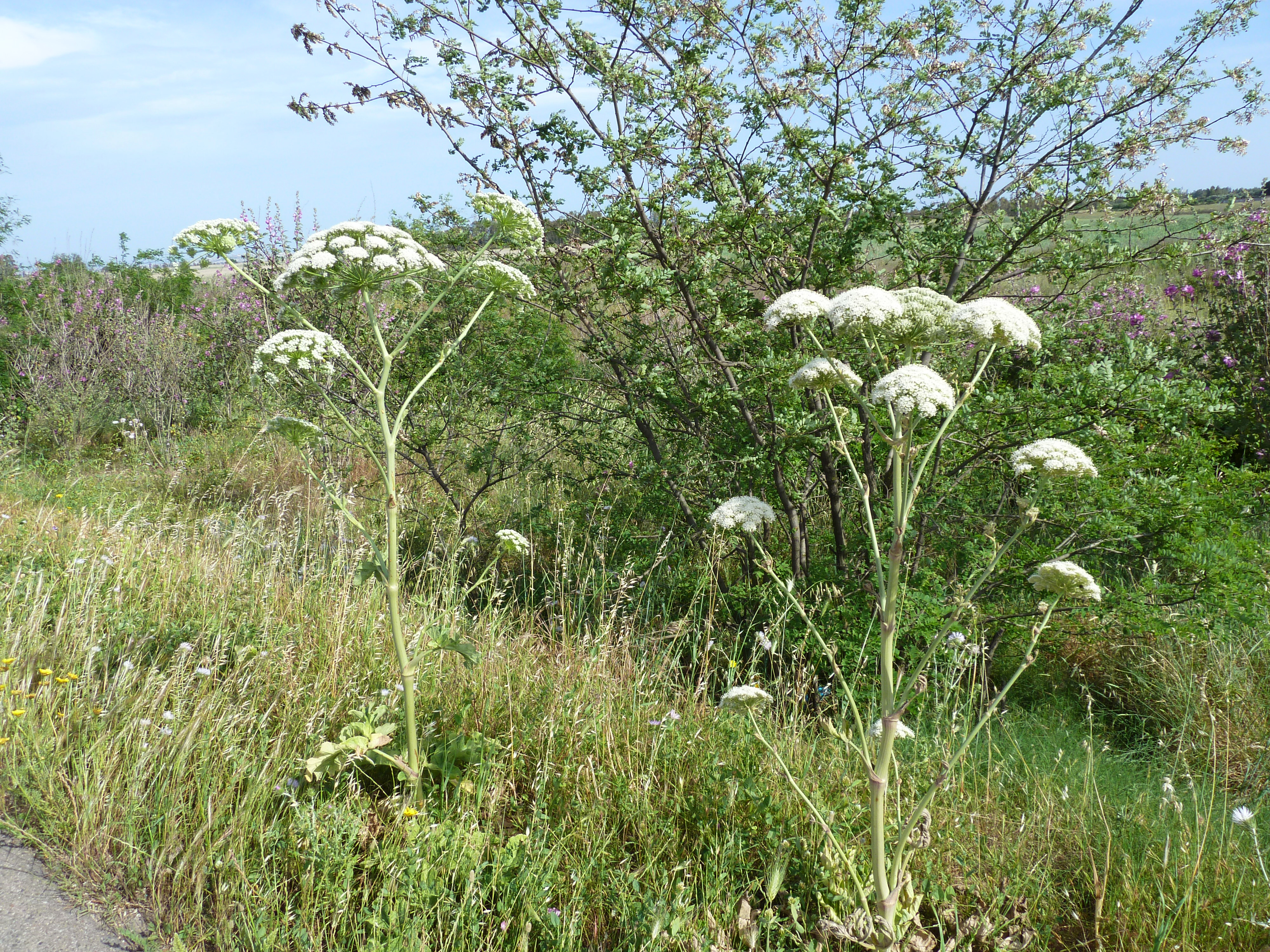
Opopanax-Klade: Habitus und Blütenstände von Magydaris pastinacea

- Opopanax-Klade: Sie enthält etwa acht Gattungen mit nur etwa elf Arten:[2][22]
  - Crenosciadium Boiss. & Heldr. ex Boiss.: Sie enthält nur eine Art:
    - Crenosciadium siifolium Boiss. & Heldr.: Sie kommt in der Türkei vor.

  - Krubera Hoffm. (früher manchmal zu Capnophyllum gestellt): Die eine oder höchstens drei Arten sind in Europa und Afrika verbreitet.[41]
    - Krubera peregrina (L.) Lowe: Sie ist im Mittelmeerraum verbreitet.

  - Magydaris W.D.J.Koch ex DC.: Die etwa zwei Arten sind im Mittelmeerraum verbreitet.
  - Gummiwurz[42] (Opopanax W.D.J.Koch): Die etwa vier Arten sind vom Mittelmeerraum bis zum Iran verbreitet, beispielsweise:
    - Steifhaarige Gummiwurz (Opopanax hispidus Griseb.)

  - Petroedmondia Tamamsch.: Sie enthält nur eine Art:
    - Petroedmondia syriaca (Boiss.) Tamamsch.: Sie ist in Südwestasien verbreitet.

  - Smyrniopsis Boiss.: Sie enthält nur eine Art:
    - Smyrniopsis aucheri Boiss.: Sie ist vom östlichen Mittelmeergebiet bis zum Iran verbreitet.

  - Stefanoffia H.Wolff: Die etwa drei Arten sind von Bulgarien über Griechenland bis Südwestasien verbreitet.
  - Visnaga Mill.: Die etwa zwei Arten sind im Mittelmeerraum verbreitet:
    - Bischofskraut (Visnaga daucoides Gaertn.; Syn.: Ammi visnaga (L.) Lam.)[43]

- Tribus Phlyctidocarpeae Magee, C.I.Calviño, M.Liu, S.R.Downie, P.M.Tilney & B.-E. van Wyk:[13] Sie enthält nur eine Gattung:
  - Phlyctidocarpa Cannon & W.L.Theob.: Sie enthält nur eine Art:
    - Phlyctidocarpa flava Cannon & W.L.Theob.: Sie ist im südwestlichen Afrika (Namibia) verbreitet.

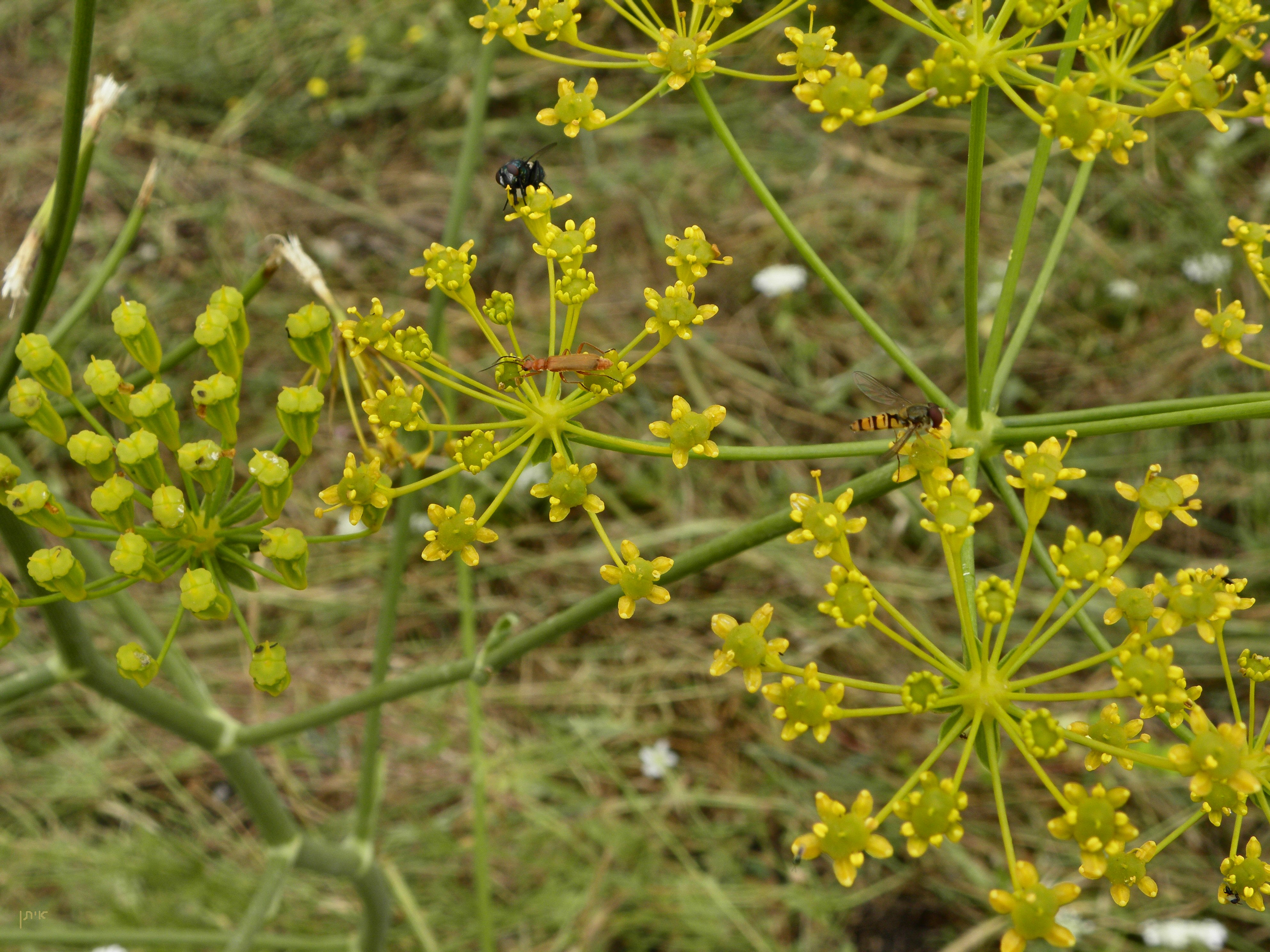
Physospermopsis-Klade: Ausschnitte eines Blütenstandes von Heptaptera crenata

- Physospermopsis-Klade (Ostasien-Klade): Sie enthält etwa acht Gattungen:[2]
  - Hansenia Turcz.: Die eine bis sechs Arten sind in Asien verbreitet.
  - Haplosphaera Hand.-Mazz.: Von den nur zwei Arten kommt eine nur im südwestlichen Sichuan sowie nordwestlichen Yunnan vor und die andere von nordöstlichen Indien über Bhutan bis ins südöstliche Xizang sowie südöstliche Qinghai vor.[10]
  - Heptaptera Margot & Reut.: Die etwa sechs Arten sind von Süd- über Südosteuropa bis Südwestasien verbreitet.
  - Hymenolaena DC.: Die etwa drei Arten sind von Südwestasien über Zentralasien bis in den westlichen  Himalaja verbreitet.
  - Keraymonia Farille: Die etwa drei Arten sind von Nepal über Bhutan bis in den südlichen Teil des autonomen Gebietes Xizang verbreitet.
  - Notopterygium H.Boissieu: Die etwa sechs Arten sind in China verbreitet.[10]
  - Physospermopsis H.Wolff: Die etwa neun Arten sind vom Himalaja bis ins westliche China verbreitet.[10]
  - Sinolimprichtia H.Wolff: Sie enthält nur eine Art:
    - Sinolimprichtia alpina H.Wolff: Die zwei Varietäten gedeihen in Höhenlagen von 3300 bis 5000 Metern in den chinesischen Provinzen Qinghai, südwestlichen Sichuan, nordwestlichen Yunnan sowie im südöstlichen Tibet.[10]

  - Tongoloa H.Wolff: Die etwa 15 Arten sind in Ost- sowie Zentralasien verbreitet.

- Tribus Pimpinelleae Spreng.:[44][2]
  - Aphanopleura Boiss.: Die etwa fünf Arten sind in Asien verbreitet.
  - Arafoe Pimenov & Lavrova: Es gibt nur eine Art:
    - Arafoe aromatica Pimenov & Lavrova: Sie kommt im Kaukasus vor.

  - Bubon L.: Sie enthält drei Arten.[8] Darunter:
    - Bubon macedonicum L. (Syn.: Athamanta macedonica (L.) Spreng., Athamanta macrosperma H.Wolff): Sie ist von Italien über die Balkanhalbinsel bis Griechenland verbreitet.[8]

  - Demavendia Pimenov: Sie enthält nur eine Art:
    - Demavendia pastinacifolia (Boiss. & Hausskn.) Pimenov: Sie kommt nur im Iran vor.

  - Frommia H.Wolff: Sie enthält nur eine Art:
    - Frommia ceratophylloides H.Wolff: Sie kommt nur in Malawi vor.[44]

  - Haussknechtia Boiss.: Sie enthält nur eine Art:
    - Haussknechtia elymaitica Boiss.: Sie kommt nur im Iran vor.

  - Nothosmyrnium Miq. (Syn.: Macrochlaena Hand.-Mazz.): Die nur zwei Arten mit jeweils zwei Varietäten sind in China natürlich verbreitet. Eine Varietät wird kultiviert und ist in Japan verwildert.[10]
  - Opsicarpium Mozaff.: Sie enthält nur eine Art:
    - Opsicarpium insignis Mozaff.: Sie kommt nur im Iran vor.

  - Bibernellen (Pimpinella L., Syn.: Anisum Hill, Pancicia Vis., Platyrhaphe Miq., Reutera Boiss., Similisinocarum Cauwet & Farille, Spiroceratium H.Wolff, Spuriopimpinella (H.Boissieu) Kitag., Tragium Spreng., Tragoselinum Mill.): Die etwa 150 Arten sind in der Alten Welt weitverbreitet, hiervon 16 Arten mit europäischen Vorkommen.[44]
  - Phellolophium Baker: Sie enthält nur eine Art:
    - Phellolophium madagascariense Baker: Sie kommt nur in Madagaskar vor.[44]

  - Psammogeton Edgew.: Die etwa vier Arten sind in Südwestasien verbreitet.
  - Zeravschania Korovin: Sie kommt in der irano-turanischen Region vor.

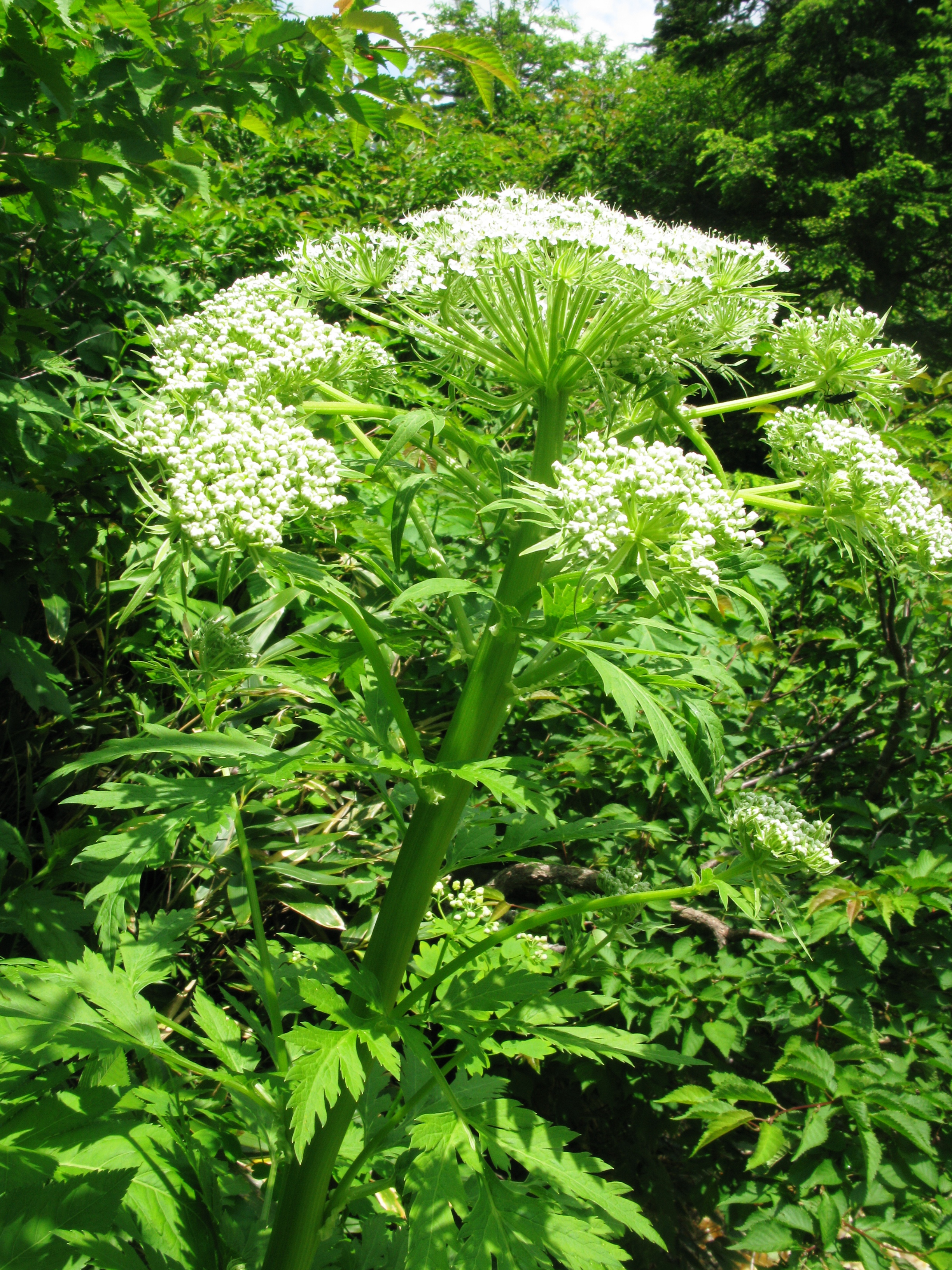
Tribus Pleurospermeae: Doppeldoldiger Blütenstand von Pleurospermum uralense

- Tribus Pleurospermeae M.F.Watson & S.R.Downie:: Sie enthält etwa neun Gattungen[2] in Eurasien:
  - Aulacospermum Ledeb.: Die etwa 23 Arten sind in Eurasien verbreitet.
  - Eleutherospermum K.Koch: Die etwa zwei Arten sind in Südwestasien verbreitet.
  - Eremodaucus Bunge: Sie enthält nur eine Art:
    - Eremodaucus lehmannii Bunge: Sie ist im Kaukasusraum und in Zentralasien vom südwestlichen Iran bis Afghanistan verbreitet.

  - Hymenidium Lindl.: Die etwa 36 Arten sind in Zentral- und Ostasien vom Himalaja bis zum östlichen China verbreitet.
  - Korshinskya Lipsky: Sie enthält nur eine Art:
    - Korshinskya olgae (Regel & Schmalh.) Lipsky: Sie ist von Südwest- bis Zentralasien verbreitet.

  - Physospermum Cuss.: Die etwa zwei Arten sind in Eurasien verbreitet.
  - Rippendolden (Pleurospermum) Hoffm.: Die etwa drei Arten sind in Eurasien verbreitet, darunter:
    - Österreichischer Rippensame (Pleurospermum austriacum (L.) Hoffm.)

  - Pseudotrachydium (Kljuykov, Pimenov & V.N.Tikhom.) Pimenov & Kljuykov: Sie enthält nur eine Art:
    - Pseudotrachydium dichotomum (Korovin) Pimenov & Kljuykov: Sie ist von Südwest- bis Zentralasien verbreitet.

  - Trachydium Lindl.: Sie enthält je nach Autor 1 bis 6 bis zu 15 Arten, die weitverbreitet von Zentralasien bis zum Himalajaraum und bis zum südwestlichen China sind.[10]

- Pleurospermopsis-Klade: Sie enthält nur eine monotypische Gattung:[2]
  - Pleurospermopsis C.Norman: Sie enthält nur eine Art:
    - Pleurospermopsis sikkimensis (C.B.Clarke) C.Norman (Syn.: Pleurospermum sikkimense C.B.Clarke): Sie ist vom östlichen Nepal über Sikkim und Bhutan bis zum südlichen autonomen Gebiet Xizang (nur in Yadong) verbreitet.[10]

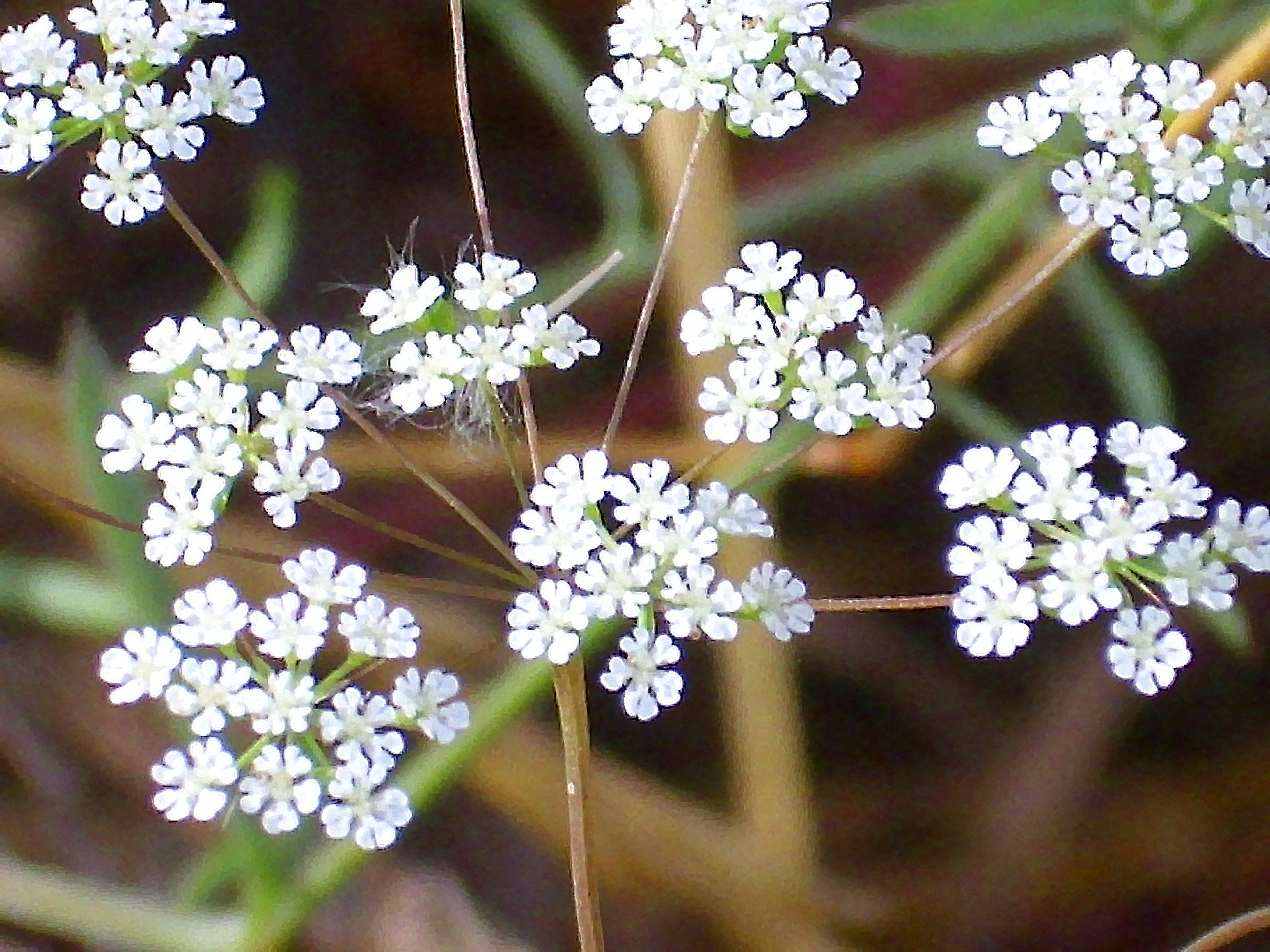
Tribus Pyramidoptereae: Doppeldoldiger Blütenstand von Ammoides pusilla

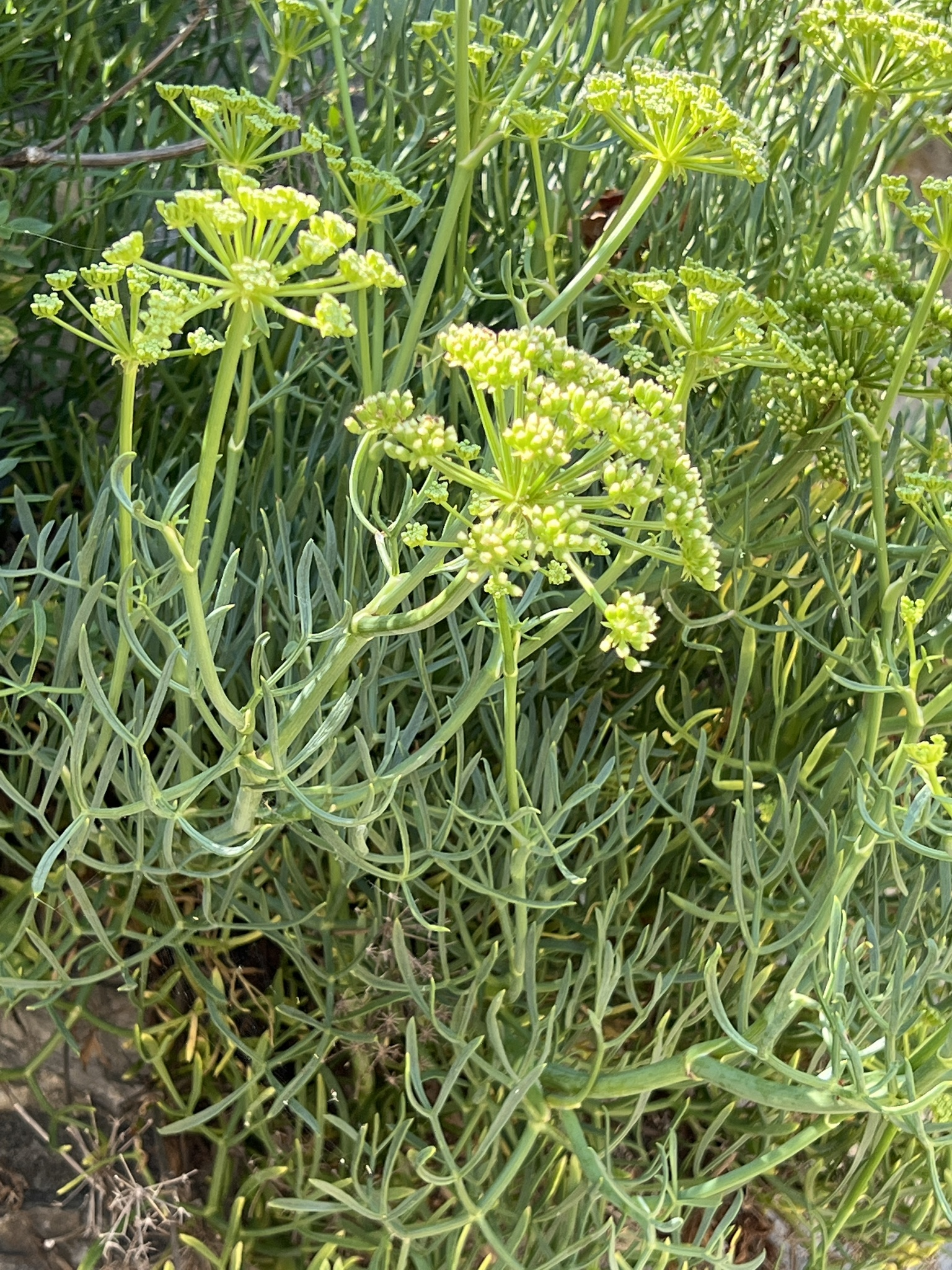
Tribus Pyramidoptereae: Meerfenchel (Crithmum maritimum)

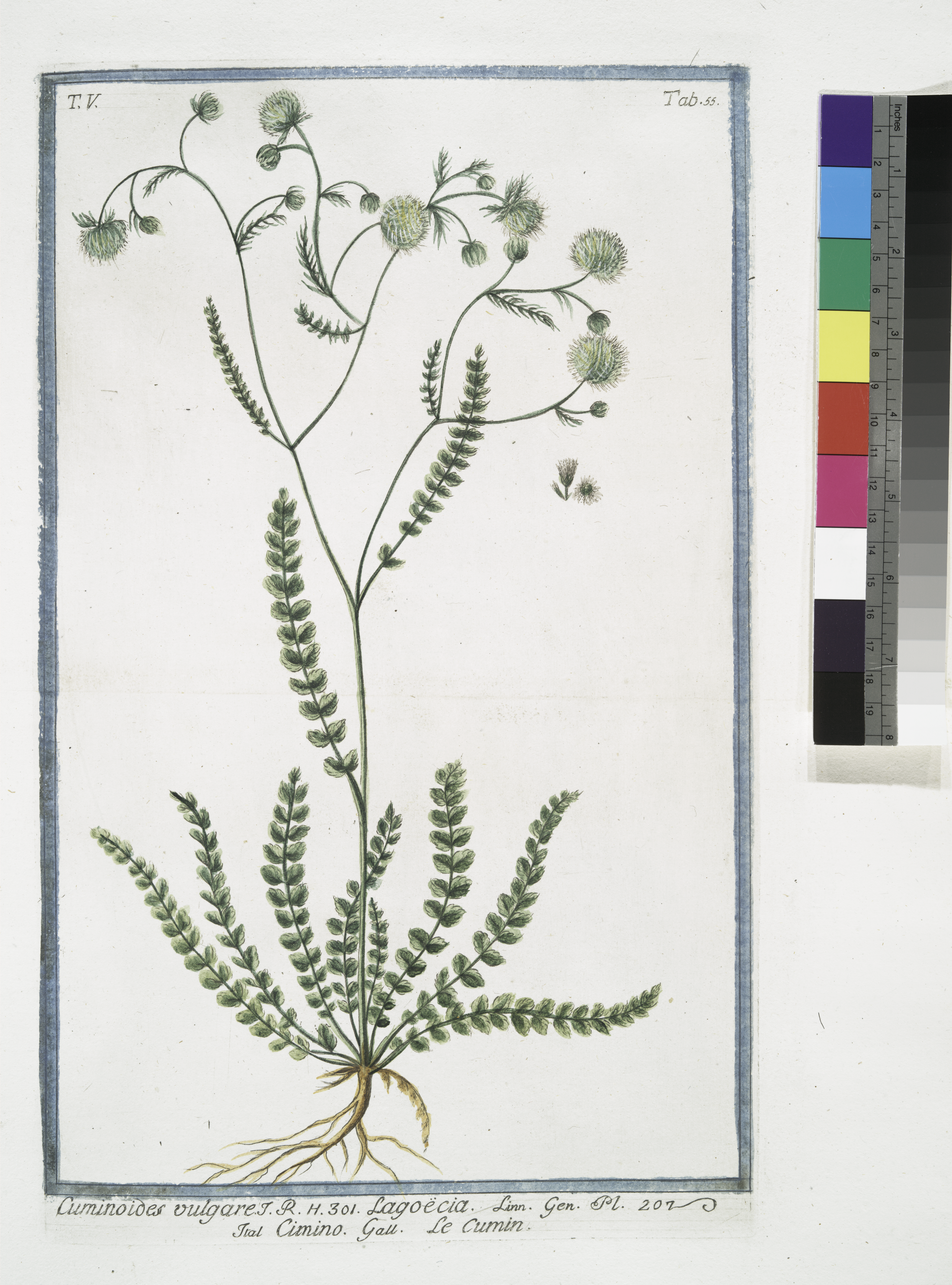
Hasenkümmel (Lagoecia cuminoides), Illustration

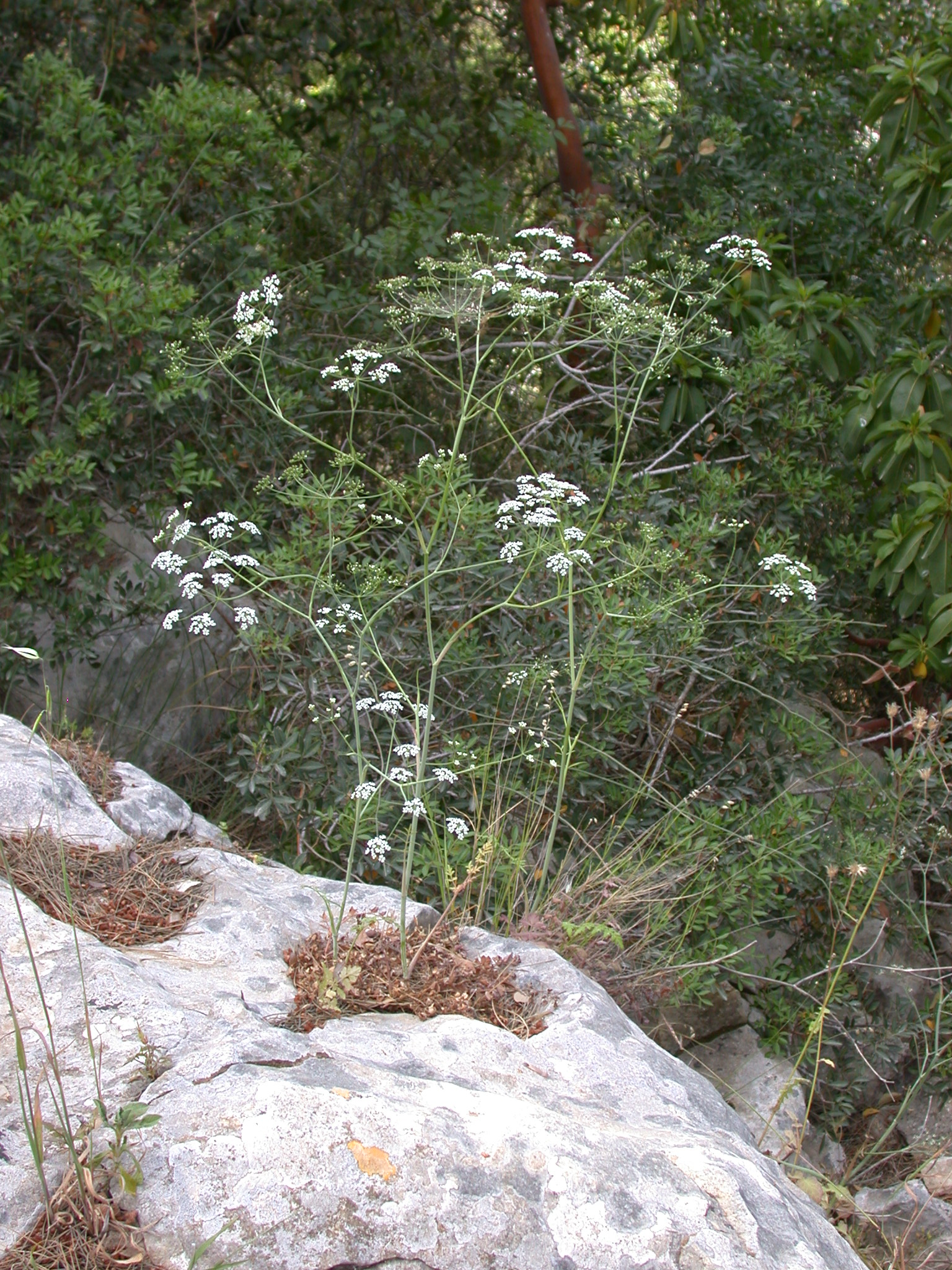
Tribus Pyramidoptereae: Habitus und doppeldoldiger Blütenstand von Scaligeria napiformis

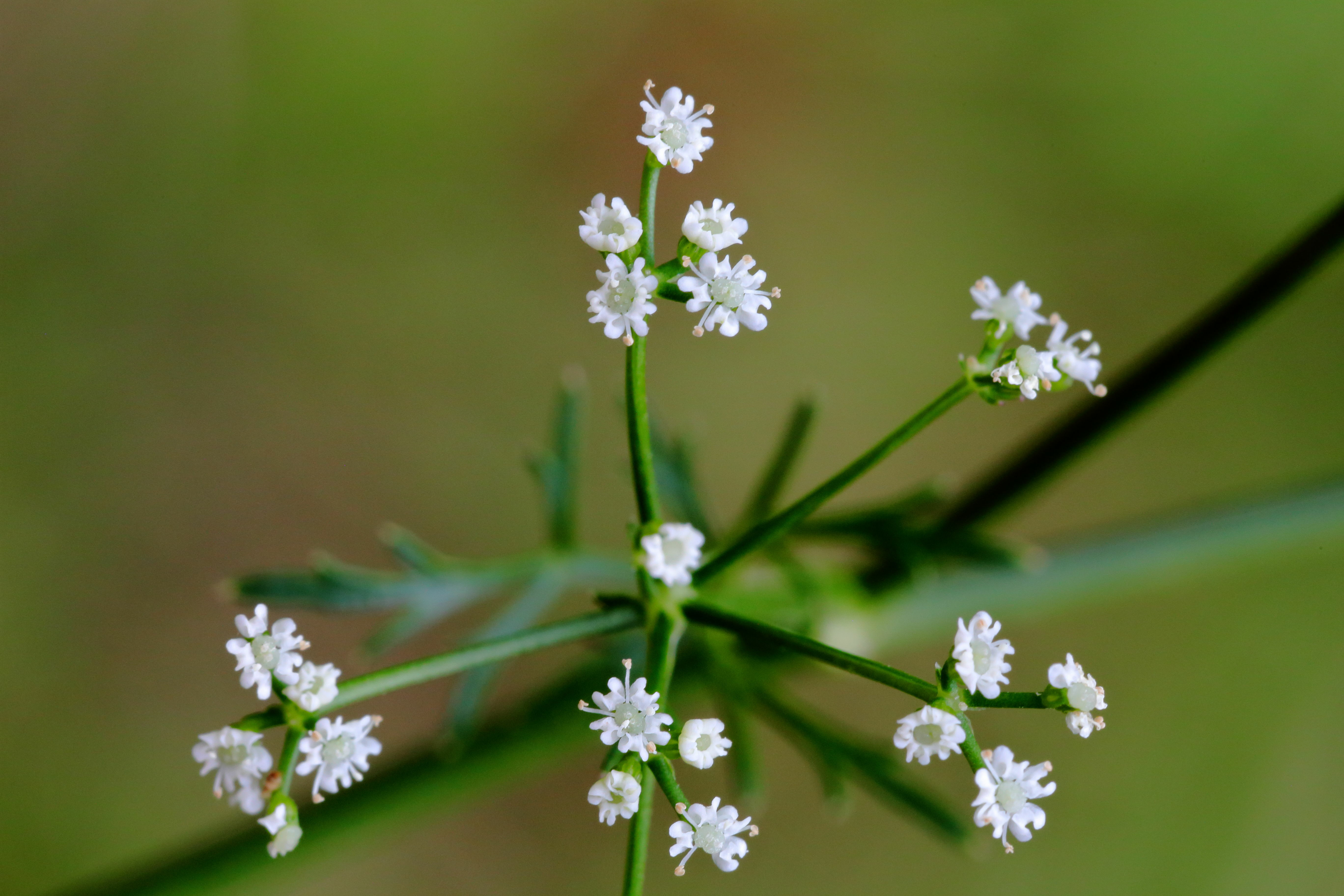
Tribus Pyramidoptereae: Echte Würzsilie (Sison amomum)

- Tribus Pyramidoptereae Boiss.:[2] Sie enthält seit 2021 etwa 31 Gattungen:
  - Ammoides Adans.: Die zwei bis vier Arten sind in Südwesteuropa und Nordafrika verbreitet.[8]
  - Astomaea Rchb. (Syn.: Astoma DC., Astomatopsis Korovin): Die etwa zwei Arten sind in Südwestasien verbreitet.[8]
  - Knollenkümmel (Bunium L., Syn.: Buniella Schischk., Diaphycarpus Calest., Wallrothia Spreng.): Die 45 bis 50 Arten sind in Eurasien und Nordafrika verbreitet.[8]
  - Crithmum L.: Es gibt nur eine Art:
    - Meerfenchel (Crithmum maritimum L.): Sie gedeiht in den Küstengebieten Europas, Nordafrikas und Westasiens.[8]

  - Cyclospermum Lag. (Syn.: Ciclospermum Lag. orth. var.):[2] Die etwa drei Arten sind in Mittel- und Südamerika verbreitet. Eine Art ist in Europa ein Neophyt.
  - Elaeosticta Fenzl: Die 22 bis 26 Arten sind von Osteuropa über Südwest- und Zentralasien bis ins südliche Asien verbreitet.
  - Froriepia K.Koch:[29] Die nur zwei Arten sind von der Türkei bis in den Iran verbreitet.
  - Galagania Lipsky: Die etwa sieben Arten sind von Südwest- und Zentralasien verbreitet.
  - Gongylotaxis Pimenov & Kljuykov: Sie enthält nur eine Art:
    - Gongylotaxis rechingeri Pimenov & Kljuykov: Sie kommt in Afghanistan vor.

  - Hellenocarum H.Wolff: Die etwa drei Arten sind von Süd- über Südosteuropa bis Südwestasien verbreitet.[8]
  - Hyalolaena Bunge (Syn.: Hymenolyma Korovin): Die etwa elf Arten sind von Südwest- und Zentralasien verbreitet.
  - Indoschulzia Pimenov & Kljuykov: Die etwa zwei Arten gedeihen im Himalaja.
  - Kosopoljanskia Korovin: Die zwei bis drei Arten sind in Zentralasien verbreitet.
  - Lagoecia L.: Sie enthält nur eine Art:
    - Hasenkümmel (Lagoecia cuminoides L.): Sie ist vom Mittelmeerraum bis Westasien verbreitet.[8]

  - Lipskya (Koso-Pol.) Nevski: Sie enthält nur eine Art:
    - Lipskya insignis Nevski: Sie ist in Zentralasien verbreitet.

  - Mogoltavia Korovin: Die etwa zwei Arten sind in Zentralasien verbreitet.
  - Muretia Boiss.: Die bis zu fünf Arten sind vom südlichen Russland über West- bis Zentralasien verbreitet.
  - Notiosciadium Speg.: Sie enthält nur eine Art:
    - Notiosciadium pampicola Speg.: Sie kommt in Argentinien vor.

  - Oedibasis Koso-Pol.: Die etwa vier Arten sind in Zentralasien verbreitet.
  - Oliveria Vent.: Sie enthält nur eine Art:[29]
    - Oliveria decumbens Vent.: Sie ist von Syrien bis zum Iran verbreitet.

  - Oreoschimperella Rauschert (Syn.: Schimperella H.Wolff)
  - Ormopterum Schischk.: Die etwa zwei Arten sind von Zentralasien bis Pakistan verbreitet.
  - Palimbia Besser: Die etwa drei Arten sind vom südlichen sowie östlichen Russland bis Zentralasien verbreitet.[45]
  - Postiella Kljuykov: Sie enthält nur eine Art:
    - Postiella capillifolia (Post ex Boiss.) Kljuykov: Sie kommt in der Türkei vor.

  - Pyramidoptera Boiss.: Sie enthält nur eine Art:
    - Pyramidoptera cabulica Boiss.: Sie kommt in Afghanistan vor.

  - Scaligeria DC. (Syn: Albovia Schischk.): Die etwa 14 Arten kommen vom Mittelmeerraum bis nach Zentralasien vor.
  - Schrenkia Fisch. & C.A.Mey.: Die etwa zwölf Arten sind in Zentralasien verbreitet.
  - Schtschurowskia Regel & Schmalh.: Die etwa zwei Arten sind in Zentralasien verbreitet.
  - Schulzia Spreng.: Die etwa vier Arten sind in Zentralasien bis ins nordwestliche Indien verbreitet.
  - Sison L.: Die zwei oder drei Arten sind im Mittelmeerraum in West- sowie Südeuropa und im Kaukasusraum verbreitet. Eine Art ist beispielsweise in Australien, Ozeanien sowie im Nahen Osten ein Neophyt.
  - Tamamschjanella Pimenov & Kljuykov: Die drei bis vier Arten sind von der Balkanhalbinsel bis zum Kaukasusraum und Südwestasien verbreitet.[24]

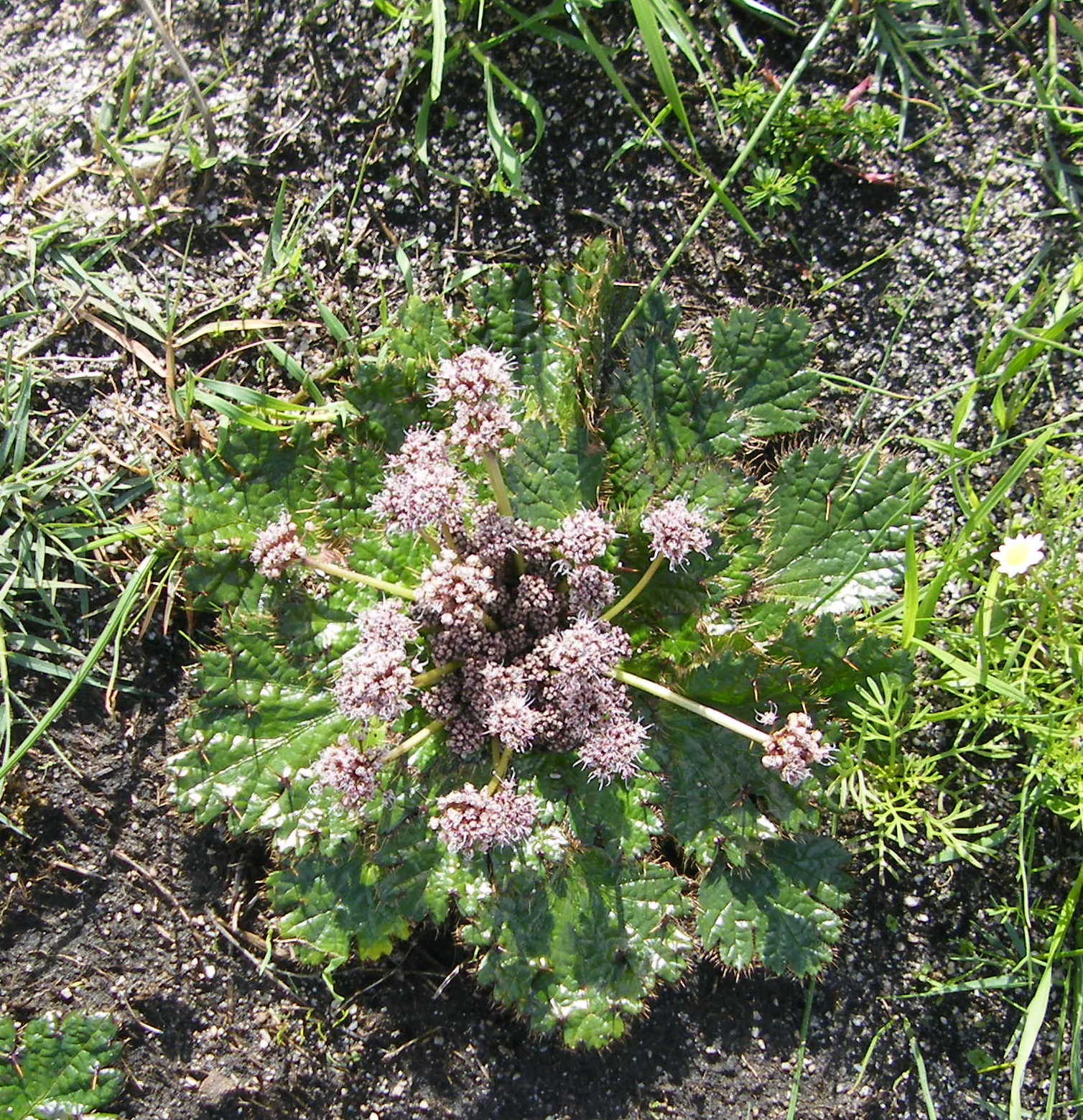
Tribus Saniculeae: Männliches Exemplar von Arctopus echinatus, Habitus, Laubblätter und Blütenstand

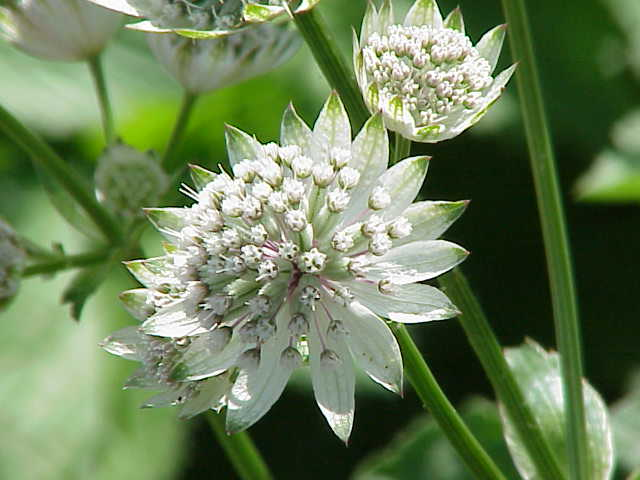
Tribus Saniculeae: Sterndolde (Astrantia major)

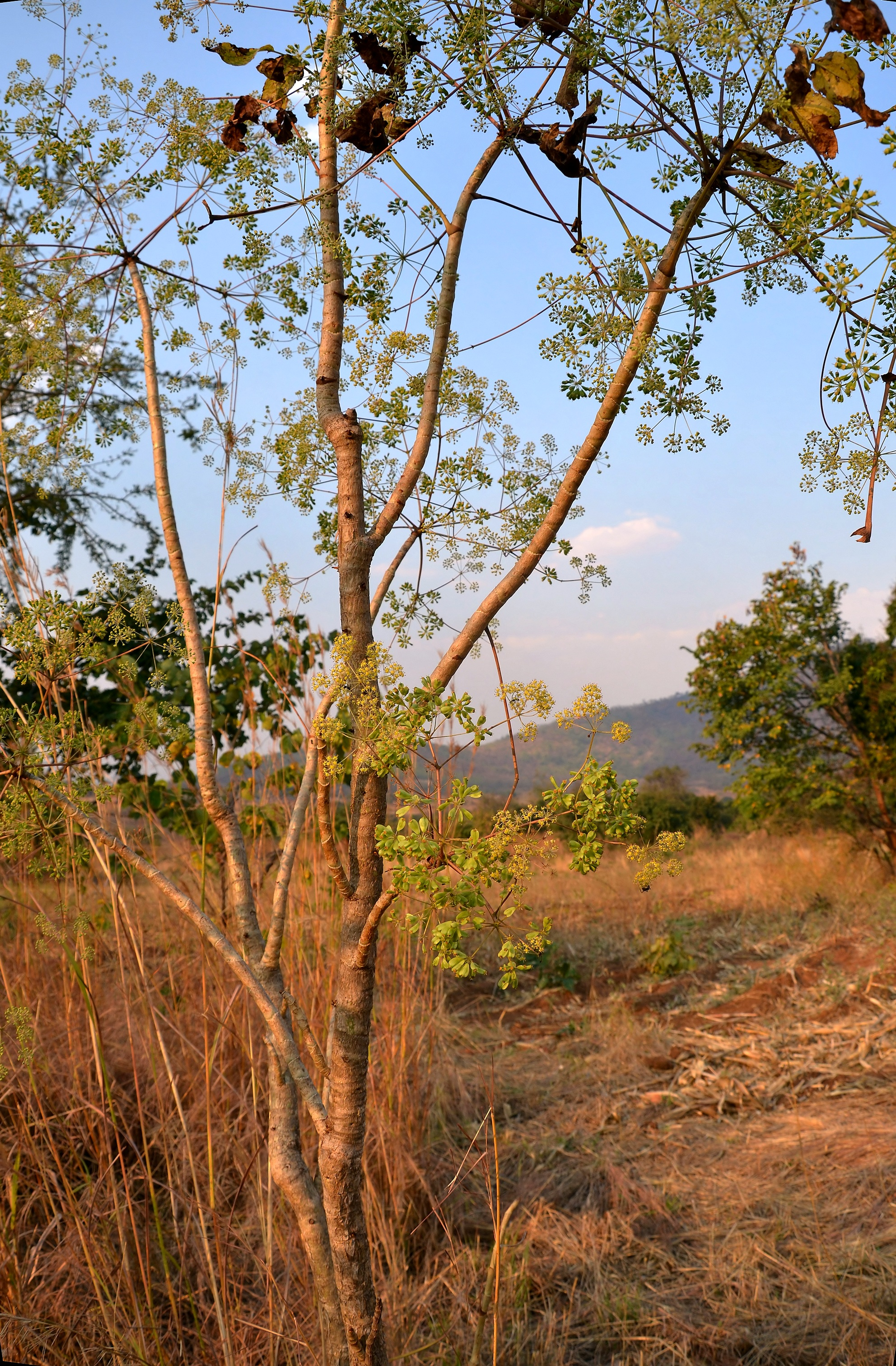
Tribus Steganotaenieae: Steganotaenia araliacea wächst als Baum

- Tribus Saniculeae Burnett: Sie wird bei vielen Autoren in eine Unterfamilie Saniculoideae Burnett gestellt. Sie enthält etwa acht Gattungen mit etwa 333 Arten:[2]
  - Actinolema Fenzl: Die etwa zwei Arten sind in Südwestafrika verbreitet.
  - Alepidea F.Delaroche: Die 23 bis 40 Arten sind in Afrika verbreitet. Die meisten Arten kommen im südlichen Afrika vor, ein Schwerpunkt der Artenvielfalt ist mit über 20 Arten Südafrika.
  - Arctopus L.: Die nur drei Arten kommen in den südafrikanischen Provinzen Nord-, Ost- sowie Westkap vor.[46]
  - Sterndolde (Astrantia L.): Die etwa zehn Arten sind vorwiegend von Europa bis zum Kaukasusraum verbreitet.
  - Mannstreu (Eryngium L.): Die etwa 230 bis zu 250 Arten sind in allen gemäßigten und warmen Gebieten verbreitet, vorwiegend in Zentralamerika und Südamerika.
  - Hacquetia Neck. ex DC. (Syn.: Dondia Spreng.): Sie enthält nur eine Art:
    - Schaftdolde (Hacquetia epipactis DC.): Sie kommt in Österreich, in Tschechien, Polen, in der Slowakei, Italien und im früheren Jugoslawien vor.

  - Petagnaea Caruel (Syn.: Petagnia Guss.): Sie enthält nur eine Art:
    - Petagnaea gussonei (Spreng.) Rauschert: Sie ist ein Endemit im nordöstlichen Teil Siziliens und gedeiht auf Höhenlagen von 240 bis 1500 Metern nur in den Nebrodi Bergen. Die isolierten Bestände dieser bei der IUCN „Endangered“ = „stark gefährdet“ bewertete Art nehmen durch Wasserentnahme aus dem Gebiet ab.[47]

  - Sanikel (Sanicula L.): Die 37 bis 40 Arten sind hauptsächlich in Nordamerika und Ostasien verbreitet; eine Art kommt in Mitteleuropa vor.

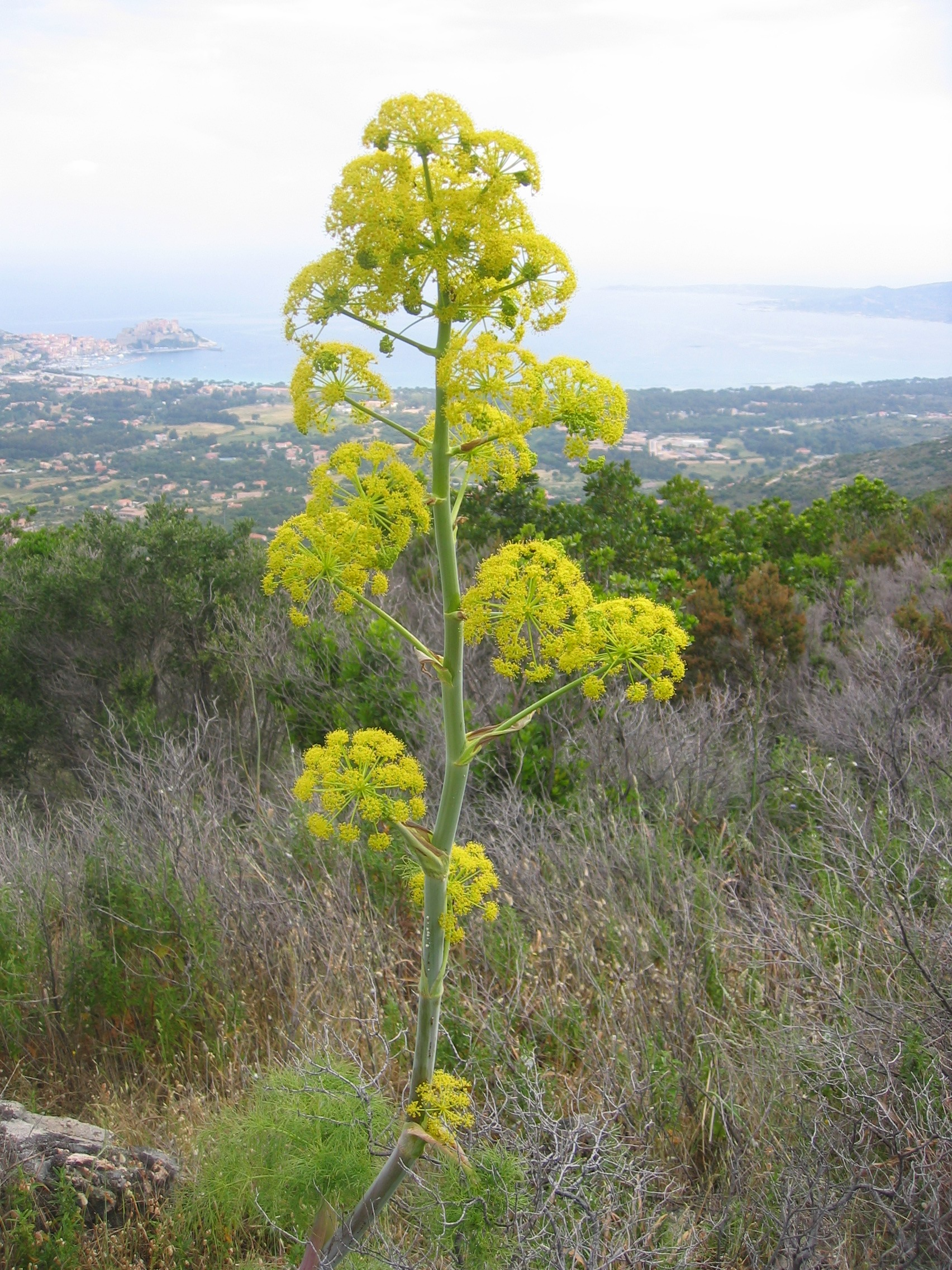
Tribus Scandiceae: Riesenfenchel oder Gemeines Steckenkraut (Ferula communis)

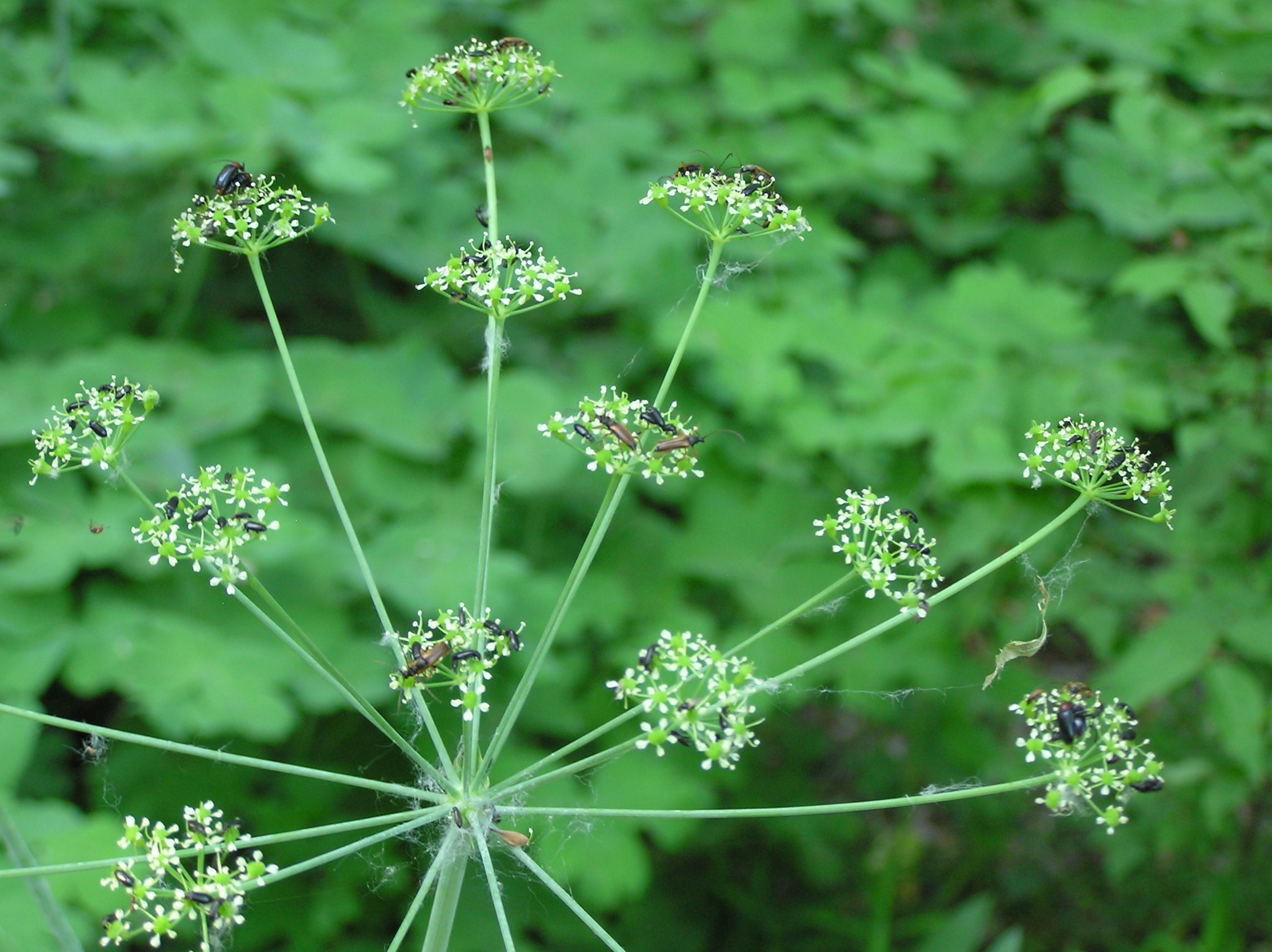
Tribus Scandiceae: Rosskümmel (Laser trilobum)

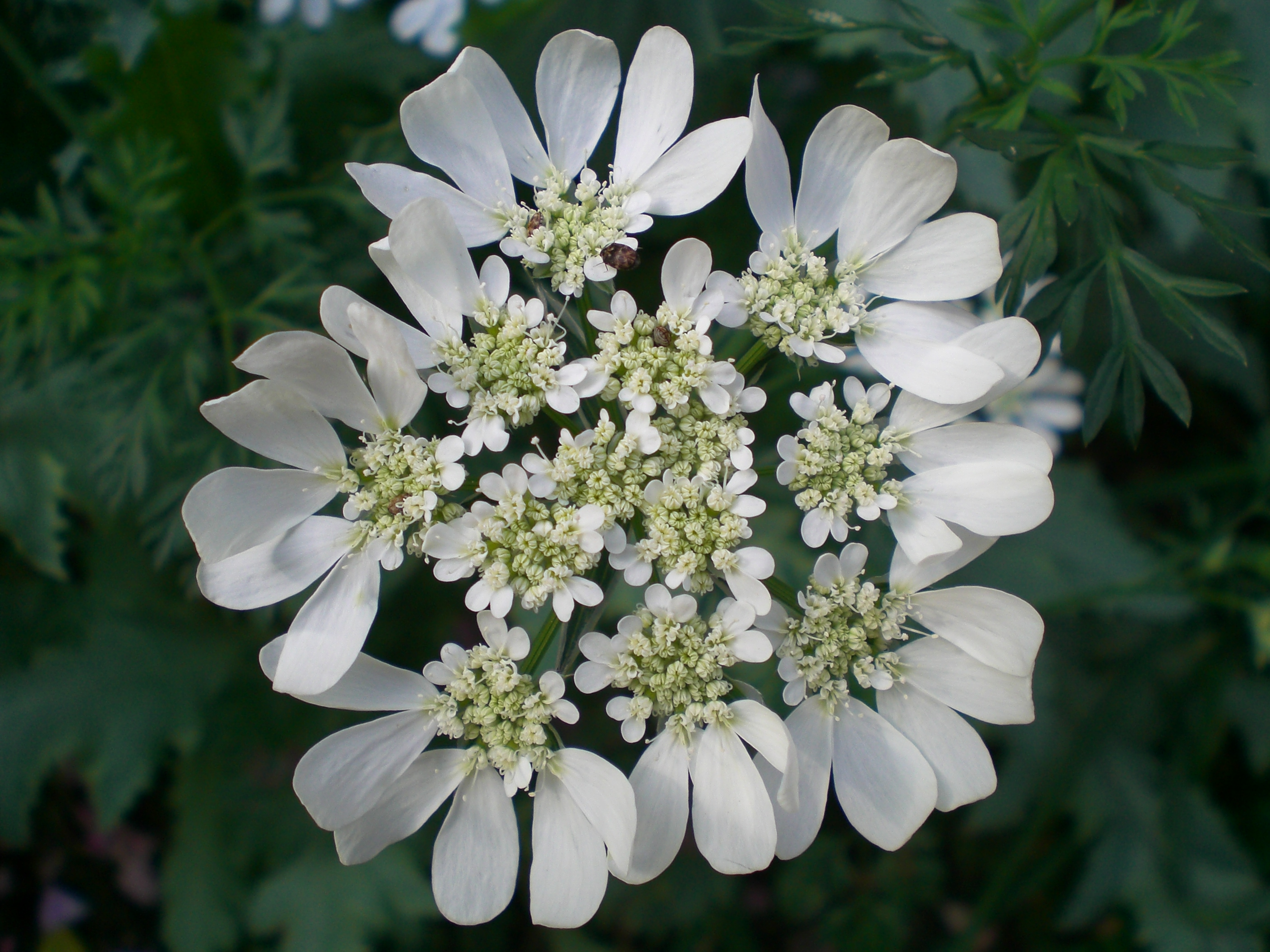
Tribus Scandiceae: Strahlen-Breitsame (Orlaya grandiflora)

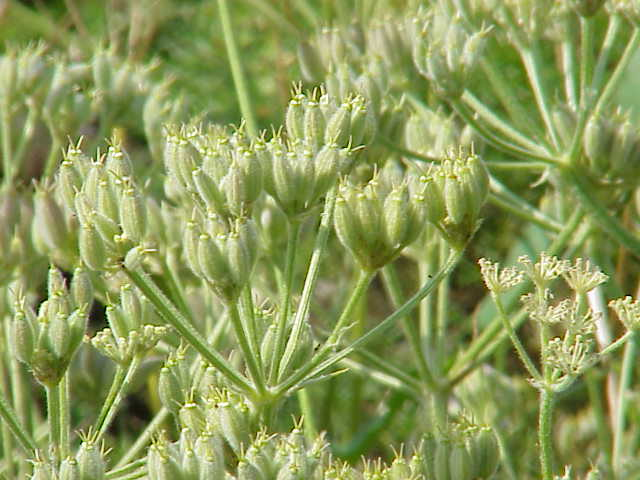
Tribus Scandiceae: Ausschnitt eines Fruchtstandes mit jungen Früchten der Alpen-Augenwurz (Athamanta cretensis)

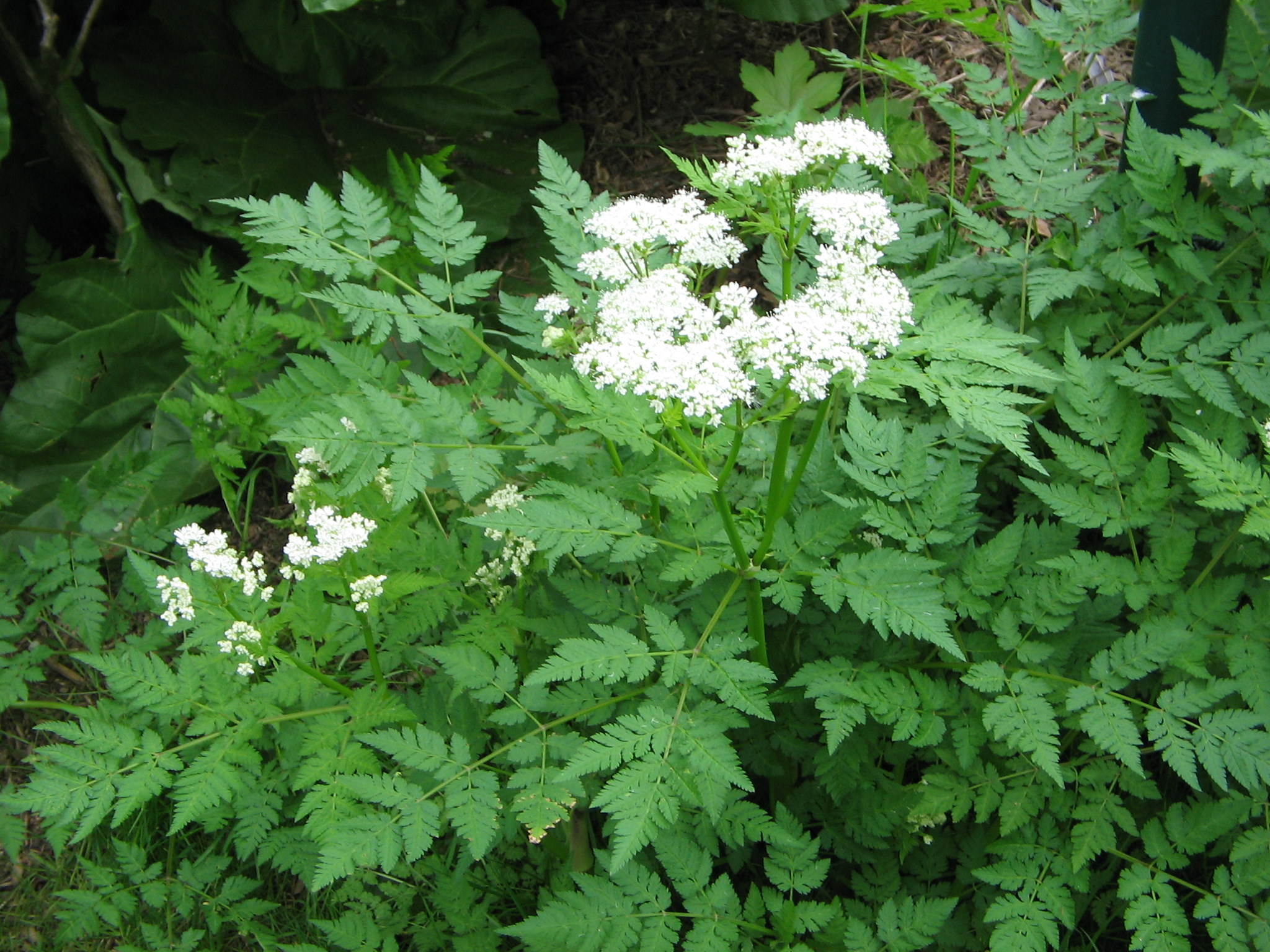
Tribus Scandiceae: Süßdolde (Myrrhis odorata)

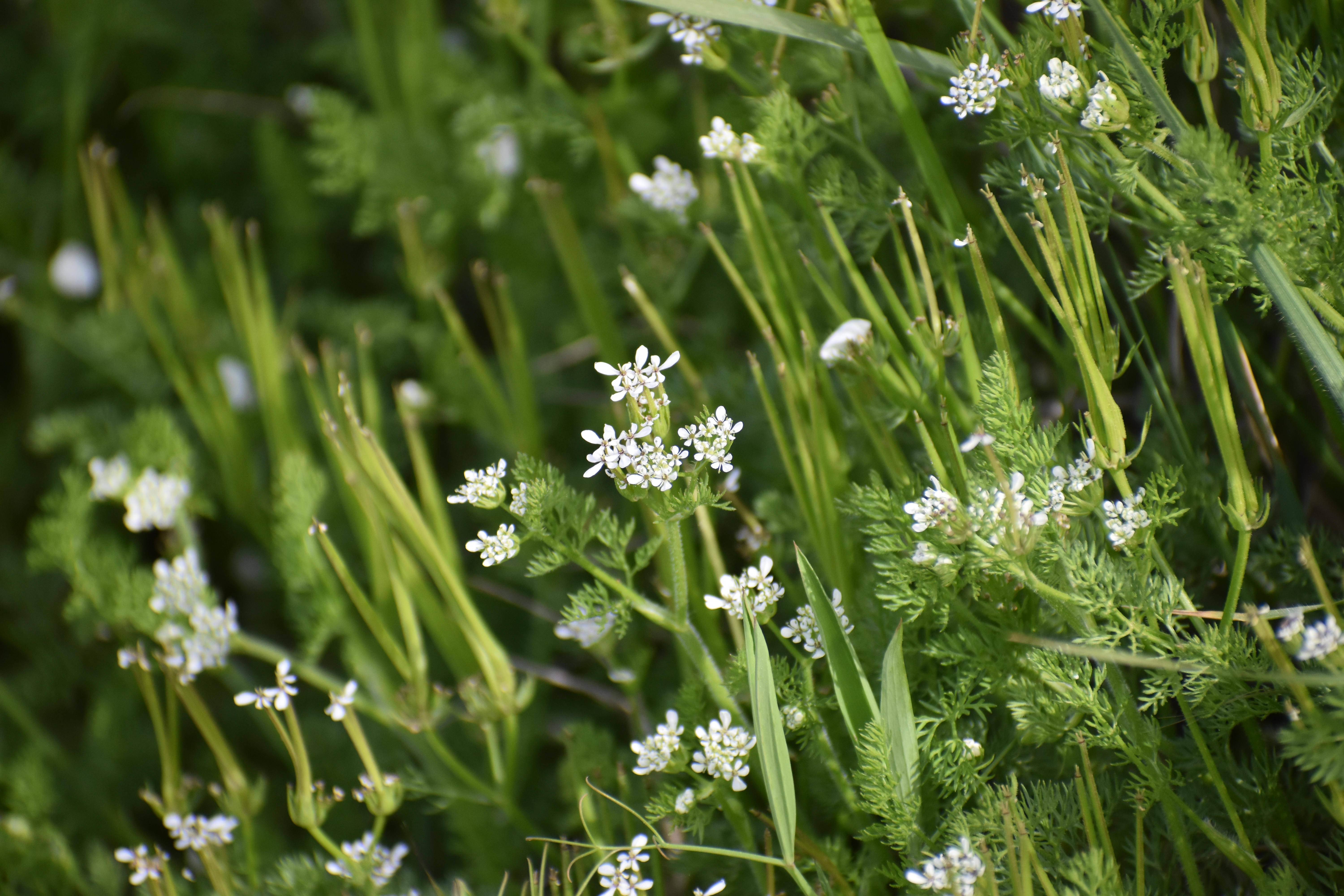
Tribus Scandiceae: Venuskamm (Scandix pecten-veneris)

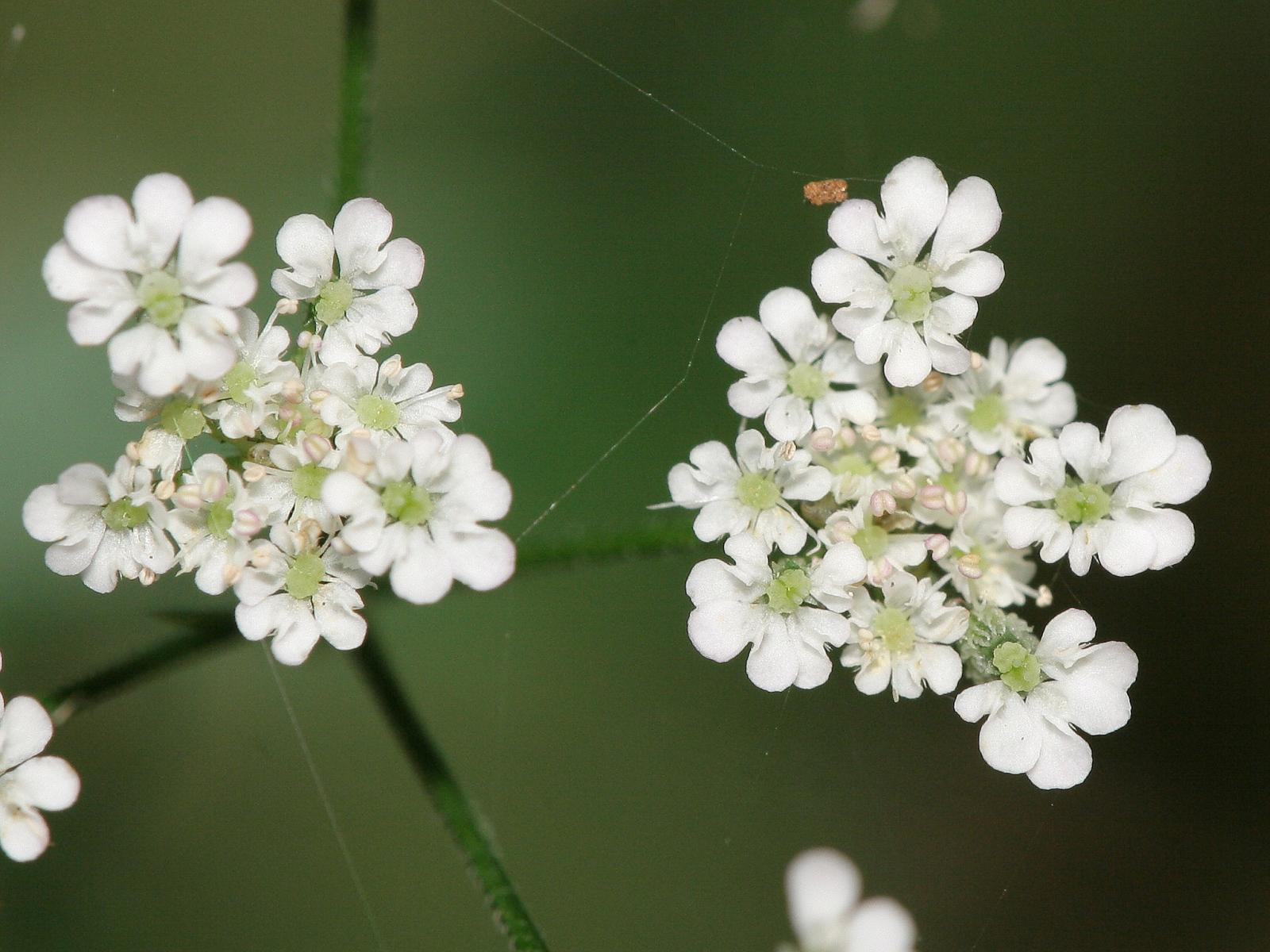
Tribus Scandiceae: Gewöhnlicher Klettenkerbel (Torilis japonica)

- Tribus Scandiceae Spreng.: Sie enthält mehrere Subtriben und Kladen:[2][48]
  - Untertribus Artediinae Baczyński, Wojew., S.R.Downie & Spalik: Sie war als Klade 2010 erkannt und als Tribus 2019 aufgestellt. Sie enthält nur eine monotypische Gattung:[2][48]
    - Artedia L.: Sie enthält nur eine Art:[48]
      - Artedia squamata L.: Diese einjährige Pflanze ist vom östlichen Mittelmeerraum bis zum Nahen Osten,[48] beispielsweise in Zypern sowie Südwestasien verbreitet.

  - Untertribus Daucinae Dumort.: Sie enthält etwa 15 Gattungen:[49][2][48]
    - Ammodaucus Coss. & Durieu: Sie enthält nur eine Art:
      - Ammodaucus leucotrichus Coss.: Sie kommt in Algerien und auf den Kanaren vor.

    - Cuminum L.: Die etwa vier Arten sind vom Mittelmeerraum bis zum Sudan und Zentralasien verbreitet, beispielsweise:
      - Kreuzkümmel (Cuminum cyminum L.)

    - Möhren (Daucus L., Syn.: Agrocharis Hochst., Ammiopsis Boiss., Anisactis Dulac, Chrysodaucus Thell., Heterosciadium Lange, Melanoselinum Hoffm., Monizia Lowe, Platyspermum Hoffm., Pomelia Durando ex Pomel): Nach molekulargenetischen Untersuchungen und morphologischen Vergleichen der Früchte wurde der Umfang der Gattung Daucus wesentlich erweitert. Nach Banasiak wurde  2016 Daucus s. l. in mehrere Sektionen gegliedert und enthält mindestens 40 Arten[49] fast weltweit, weitere Arten kamen 2019 hinzu.[48] Davor hat die Daucus s. str. etwa 28 Arten, die in Eurasien, Afrika, Australien, Neuseeland und in der Neuen Welt verbreitet sind.
    - Ekimia H.Duman & M.F.Watson: Sie enthält seit 2016 zwei Arten, die bisher bei der Gattung Laserpitium eingeordnet waren.[49] Auch nach der Erstbeschreibung einer Art 2018 gibt es 2018 immer noch nur zwei Arten, denn zwei Arten verbleiben doch in Laserpitium.[50]
    - Laser Borkh. ex G.Gaertn., B.Mey. & Scherb.: Sie enthält seit 2016 etwa sieben Arten,[49] beispielsweise:
      - Engelwurz-Laserkraut (Laser archangelica (Wulf.) Spalik & Wojew., Syn.: Laserpitium archangelica Wulf.): Diese Neukombination erfolgte 2016.[49] Es ist im östlichen Mitteleuropa und auf der nördlichen Balkanhalbinsel im Bergland verbreitet.[8]
      - Rosskümmel (Laser trilobum (L.) Borkh.): Sie in kommt Europa und Westasien vor.

    - Laserkräuter (Laserpitium L.): Die seit 2016 nur noch etwa 30 Arten (einige Arten wurden in andere Gattungen gestellt)[49] kommen von den Kanarischen Inseln durch Europa bis Südwestasien vor.
    - Strahldolde (Orlaya Hoffm.): Die etwa drei Arten kommen von Südosteuropa bis Zentralasien vor, beispielsweise mit der Art:
      - Strahlen-Breitsame (Orlaya grandiflora (L.) Hoffm.)

    - Pachyctenium Maire & Pamp.: Sie enthält nur eine Art:
      - Pachyctenium mirabile Maire & Pamp.: Sie kommt in Libyen und Äthiopien vor.

    - Polylophium Boiss.: Die etwa fünf Arten sind in Westasien verbreitet.
    - Pseudorlaya (Murb.) Murb.: Die etwa drei Arten kommen in Europa und im Mittelmeerraum bis Westasien vor.
    - Silphiodaucus (Koso-Pol.) Spalik, Wojew., Banasiak, Piwczyński & Reduron (Syn.: Daucus sect. Silphiodaucus Koso-Pol.): Sie hat seit 2016 den Rang einer Gattung und wurde aus der Gattung Daucus ausgegliedert. Sie enthält etwa zwei Arten.[49]
    - Thapsia L.: Die seit 2016 etwa acht Arten[49] sind im Mittelmeerraum verbreitet. Darunter:
      - Gargano-Purgierdolde (Thapsia garganica L.)
      - Behaarte Purgierdolde (Thapsia villosa L.)

    - Tornabenea Parl. ex Webb: Die früher etwa fünf Arten sind Endemiten auf den Kapverdischen Inseln.[9] Drei Arten wurden 2019 in die Gattung Daucus gestellt.[48]

  - Untertribus Ferulinae Engl.:[2]
    - Steckenkräuter (Ferula L.): Sie enthält etwa 170 Arten, die vom Mittelmeergebiet bis Zentralasien vorkommen. (Syn.: Dorema D.Don, Leutea Pimenov, Soranthus Ledeb., Schumannia Kuntze, Talassia Korovin)
    - Autumnalia Pimenov: Die nur zwei Arten sind im Nahen Osten verbreitet.
    - Fergania Pimenov: Sie enthält nur eine Art:
      - Fergania polyantha (Korovin) Pimenov: Sie ist in Zentralasien verbreitet.

    - Kafirnigania Kamelin & Kinzik.: Sie enthält nur eine Art:
      - Kafirnigania hissarica (Korovin) Kamelin & Kinzik.: Sie kommt in Tadschikistan vor.

  - Glaucosciadium-Klade: Sie enthält nur eine Gattung:[2]
    - Glaucosciadium B.L.Burtt & P.H.Davis (Syn.: Mozaffariania Pimenov & Maassoumi): Sie enthält zwei Arten in Südwestasien.

  - Untertribus Scandicinae Tausch: Sie enthält etwa zwölf Gattungen mit etwa 110 Arten:[51][2][48]
    - Kerbel (Anthriscus Pers.): Die etwa neun Arten kommen in Eurasien und Nordafrika vor; der Verbreitungsschwerpunkt liegt im nordöstlichen Mittelmeerraum und in der Kaukasusregion.
    - Augenwurzen (Athamanta L., Syn.: Portenschlagia Vis., Portenschlagiella Tutin, Tinguarra Parl.): Die fünf bis acht Arten sind in Europa, auf den Kanarischen Inseln und in Nordafrika verbreitet; Verbreitungsschwerpunkt ist Italien und die Balkanhalbinsel, beispielsweise:
      - Alpen-Augenwurz (Athamanta cretensis L.): Das Verbreitungsgebiet erstreckt sich von Spanien über die Alpen und den Jura bis zum nördlichen Balkan.

    - Chaerophyllopsis H.Boissieu: Sie enthält nur eine Art:
      - Chaerophyllopsis huai H.Boissieu: Sie gedeiht in Höhenlagen von 3600 bis 3800 Metern in Yunnan (nur in Binchuan) sowie in südöstlichen autonomen Gebiet Tibet (nur in Zayü).[10]

    - Kälberkröpfe (Chaerophyllum L., Syn.: Myrrhoides Heist. ex Fabr., Oreomyrrhis Endl., Caldasia Lag., Chrysophae Koso-Pol., Physocaulis (DC.) Tausch): Die etwa 40 Arten kommen vorwiegend in Eurasien und mit wenigen Arten in Nordamerika und Nordafrika vor.
    - Conopodium W.D.J.Koch (Syn.: Balansaea Boiss. & Reut., Butinia Boiss., Heterotaenia Boiss.): Die etwa fünf Arten sind in Europa und dem nördlichen Afrika verbreitet mit Schwerpunkt im westlichen Mittelmeerraum; beispielsweise:
      - Französische Erdkastanie (Conopodium majus (Gouan) Loret): Die Heimat ist neben dem westlichen Mittelmeerraum Italien, Frankreich, Belgien, Deutschland, Großbritannien, Dänemark und Norwegen.

    - Geocaryum Coss. (Syn.: Biasolettia W.D.J.Koch, Freyera Rchb., Huetia Boiss.): Die 13 bis 15 Arten sind im Mittelmeerraum (Südeuropa sowie auf der Balkanhalbinsel) und in Südwestasien verbreitet.
    - Kozlovia Lipsky (Syn.: Albertia Regel & Schmalh., Krasnovia Popov ex Schischk., Neoconopodium (Koso-Pol.) Pimenov & Kljuykov): Die etwa vier Arten sind in Zentralasien und in der Himalaya-Region verbreitet.
    - Myrrhis Mill.: Es gibt nur eine Art:
      - Süßdolde (Myrrhis odorata (L.) Scop.): Sie in kommt Mittel- und Südeuropa vor.

    - Osmorhiza Raf. (Syn.: Elleimataenia Koso-Pol., Glycosma Nutt., Uraspermum Nutt. nom. rej.[10], Washingtonia Raf., nom. inval.): Die etwa zehn Arten haben den Verbreitungsschwerpunkt in Nordamerika, lediglich eine Art kommt im östlichen Asien vor.[52]
    - Scandix L. (Syn.: Cyclotaxis Boiss., Scandicium Thell.): Die etwa 20[10] Arten sind in Eurasien und Afrika verbreitet mit Verbreitungsschwerpunkt im östlichen Mittelmeerraum; beispielsweise:
      - Venuskamm (Scandix pecten-veneris L.)

    - Sphallerocarpus Besser ex DC.: Sie enthält nur eine Art:
      - Sphallerocarpus gracilis (Besser ex Trevir.) Koso-Pol.: Sie ist im östlichen Asien mit Sibirien, in der Mongolei, China und Japan weitverbreitet.

    - Todaroa Parl.: Sie enthält nur eine Art:
      - Todaroa aurea Parl.: Sie kommt nur auf den Kanarischen Inseln vor.

  - Untertribus Torilidinae Dumort.: Sie enthält etwa neun Gattungen:[2]
    - Astrodaucus Drude: Die etwa drei Arten kommen vom östlichen Mittelmeergebiet bis zur Ukraine und zum Iran vor.
    - Haftdolden (Caucalis L.): Die etwa eine bis zu vier Arten sind in Eurasien verbreitet, beispielsweise mit der Art:
      - Möhren-Haftdolde (Caucalis platycarpos L.)

    - Glochidotheca Fenzl: Es gibt nur eine Art:
      - Glochidotheca foeniculacea Fenzl: Sie im kommt östlichen Mittelmeerraum vor.

    - Lisaea Boiss.: Die etwa vier Arten kommen im östlichen Mittelmeerraum bis Südwestasien vor.
    - Szovitsia Fisch. & C.A.Mey.: Es gibt nur eine Art:
      - Szovitsia callicarpa Fisch. & C.A.Mey.: Sie kommt im Kaukasusraum, in Armenien und im Iran vor.

    - Borstendolden oder Klettenkerbel (Torilis Adans., Syn.: Chaetosciadium Boiss.): Die etwa 20 Arten kommen von den Kanarischen Inseln über Vorderasien bis nach Ostasien vor.
    - Turgenia Hoffm.: Es gibt nur eine Art:
      - Klettendolde (Turgenia latifolia (L.) Hoffm.): Sie kommt vom Mittelmeergebiet bis Zentralasien vor.

    - Yabea Koso-Pol.: Sie enthält nur eine Art:
      - Yabea microcarpa (Hook. & Arn.) Koso-Pol.: Sie ist von Kanada über die USA bis Mexiko verbreitet.

- Tribus Selineae Spreng.:[2]
  - Haupt-Klade:
    - Aethusa L.: Sie enthält nur eine Art:
      - Hundspetersilie (Aethusa cynapium L.): Das Verbreitungsgebiet reicht von Europa bis Vorderasien.

    - Ammoselinum Torr. & A.Gray: Die etwa fünf Arten sind im südwestlichen Nordamerika verbreitet.
    - Engelwurzen (Angelica L. s. l., Syn.: Coelopleurum Ledeb., Czernaevia Turcz. ex Ledeb., Sphenosciadium A.Gray, Melanosciadium H.Boissieu, Angelocarpa Rupr., Angelophyllum Rupr., Archangelica Wolf, Callisace Fisch. ex Hoffm., Epikeros Raf., Gomphopetalum Turcz., Melanosciadium H.Boissieu, Physolophium Turcz., Porphyroscias Miq.): Die heute etwa 110 (früher bis zu 200) Arten sind hauptsächlich auf der Nordhalbkugel Eurasien sowie in Nordamerika (etwa 24 Arten) verbreitet, etwa 55 Arten gibt es in Ostasien und einige Arten kommen in Afrika vor.[10]
    - Apiastrum Nutt. ex Torr. & A.Gray: Sie enthält nur eine Art:
      - Apiastrum angustifolium Nutt.: Sie kommt nur in Kalifornien und mexikanischen Baja California vor.

    - Carlesia Dunn.: Sie enthält nur eine Art:
      - Carlesia sinensis Dunn: Sie kommt in Korea und in den chinesischen Provinzen südliches Liaoning sowie nordöstliches Shandong vor.[10]

    - Hirschwurzen (Cervaria Wolf, manchmal in Peucedanum, Syn.: Libanotis Hill nom. rejic., Peucedanon St.Lag.): Die drei bis vier Arten sind von Europa über die Kaukasusregion und Südwest- bis Zentralasien verbreitet, beispielsweise:
      - Hirschwurz-Haarstrang (Cervaria rivini Gaertn., Syn.: Peucedanum cervaria (L.) Lapeyr., Selinum cervaria L.)[2]

    - Chymsydia Albov: Die nur zwei Arten kommen in Transkaukasien vor.
    - Cnidiocarpa Pimenov: Die etwa sechs Arten sind von Kleinasien und den Kaukasusraum bis Zentralasien verbreitet.
    - Brenndolden (Cnidium Cusson, manchmal in Selinum): Die die je nach Autor vier bis zehn Arten sind in Eurasien verbreitet.[10]
    - Cortia DC.: Die etwa drei Arten kommen im Himalaja vor.
    - Cortiella C.Norman: Die etwa drei Arten sind vom nordöstlichen Indien über, Sikkim, Bhutan sowie Nepal bis autonomen Gebiet Xizang verbreitet. In Tibet gibt es alle drei Arten, eine davon nur dort.[10]
    - Dichoropetalum Fenzl (Syn.: Holandrea Reduron, Charpin & Pimenov, Johreniopsis Pimenov, Chabrea Raf., Schlosseria Vucotinovic): Die etwa 26 Arten sind in Eurasien und im nordwestlichen Afrika verbreitet.[8] Hierher gehört auch:
      - Kümmel-Haarstrang (Dichoropetalum carvifolia (Vill.) Pimenov & Kljuykov; Syn.: Peucedanum carvifolia Vill.)

    - Dimorphosciadium Pimenov: Die nur zwei Arten sind in Zentralasien verbreitet.
    - Dystaenia Kitag.: Die nur zwei Arten sind in Japan beheimatet.
    - Endressia J.Gay: Die etwa zwei Arten im nördlichen Spanien und in den Pyrenäen beheimatet.
    - Exoacantha Labill.: Es gibt nur eine oder zwei Arten in Syrien und im Iran.
    - Ferulopsis Kitag.: Die nur zwei Arten sind im nördlichen Asien und in Zentralasien verbreitet.
    - Glehnia F.Schmidt ex Miq. (Syn.: Phellopterus Benth.): Die nur eine Art kommt im östlichen Ostasien und im westlichen Nordamerika vor.
    - Johrenia DC.: Die etwa 20 Arten sind in Europa und Südwest- bis Zentralasien verbreitet.
    - Kadenia Lavrova & V.N.Tikhom.: Die ein oder zwei Arten sind in Eurasien verbreitet.
    - Kailashia Pimenov & Kljuykov: Die etwa zwei Arten kommen im autonomen Gebiet Xizang und im Indien nur im westlichen Himalaja vor.
    - Karatavia Pimenov & Lavrova: Sie enthält nur eine Art:
      - Karatavia kultiassovii (Korovin) Pimenov & Lavrova: Sie kommt im südlichen Kasachstan im Alatau vor.

    - Katapsuxis Raf.: Sie enthält nur eine Art:
      - Katapsuxis silaifolia (Jacq.) Raf.: Sie ist von West- über Süd- sowie Südwesteuropa bis Südwestasien verbreitet.

    - Kedarnatha P.K.Mukh. & Constance: Die etwa fünf Arten kommen vom Himalaja bis Myanmar verbreitet.
    - Kitagawia Pimenov: Die etwa neun Arten sind in Asien verbreitet.
    - Ledebouriella H.Wolff: Die etwa zwei Arten sind in Zentralasien verbreitet.
    - Libanotis Haller ex Zinn: Die etwa 17 Arten sind in Eurasien verbreitet.
    - Ligusticopsis Leute: Die etwa 18 Arten sind in Zentral- sowie Ostasien verbreitet.
    - Lomatocarpa Pimenov: Die etwa zwei Arten  sind in Zentralasien, Afghanistan sowie Pakistan verbreitet.
    - Lomatocarum Fisch. & C.A.Mey.: Sie enthält nur eine Art:
      - Lomatocarum alpinum (M.Bieb.) Fisch. & C.A.Mey. (Syn.: Carum alpinum (M.Bieb.) Benth., Carum saxicola (Albov) Pimenov): Sie wurde 2012 aus Carum ausgegliedert und ist im Kaukasusraum verbreitet.[24]

    - Macrosciadium V.N.Tikhom. & Lavrova: Diese Gattung wurde 1988 mit zwei Arten, die zuvor zu Ligusticum L. gehörten, aufgestellt. Sie sind von der Türkei bis zum Kaukasusraum verbreitet.
    - Magadania Pimenov & Lavrova: Die etwa zwei Arten sind im nordöstlichen Asien verbreitet.
    - Oligocladus Chodat & Wilczek: Sie enthält nur eine Art:
      - Oligocladus patagonicus Pérez-Mor. (Syn.: Aulosolena patagonica (Speg.) Koso-Pol., Oligocladus andinus Chodat & Wilczek, Sanicula patagonica Speg.): Sie gedeiht in der Pampa Südamerikas.

    - Oreocome Edgew.: Die etwa zehn Arten sind von Afghanistan über den Himalaja bis China und Vietnam verbreitet.
    - Oreoselinum Mill.: Sie enthält nur eine Art:
      - Berg-Haarstrang (Oreoselinum nigrum Delarbre, Syn.: Athamanta oreoselinum L., Peucedanum oreoselinum (L.) Moench): Sie ist in Europa verbreitet.

    - Ormosolenia Tausch: Sie enthält nur eine Art:
      - Ormosolenia alpina (Schult.) Pimenov (Syn.: Peucedanum alpinum (Schult.) B.L.Burtt & P.H.Davis, Ormosolenia cretica Tausch nom. illeg., Sison alpinus Sieber ex Schult.): Sie kommt auf Kreta und in Südwestasien vor.[53]

    - Paraligusticum V.N.Tikhom.: Sie enthält nur eine Art:
      - Paraligusticum discolor (Ledeb.) V.N.Tikhom.: Sie ist in Zentralasien verbreitet.

    - Haarstrang (Peucedanum L., inkl. Imperatoria Tourn. ex L.): Die 100 bis 200 Arten sind in Eurasien und Afrika verbreitet. Es gibt Autoren, bei denen nur noch acht bis zehn Arten in dieser Gattung enthalten sind.
    - Phlojodicarpus Turcz. ex Ledeb.: Die etwa vier Arten sind in Sibirien verbreitet.
    - Pilopleura Schischk.: Die etwa zwei Arten sind in Zentralasien verbreitet.
    - Pteroselinum (Rchb.) Rchb. (manchmal in Peucedanum L.): Die nur ein oder zwei Arten sind in Europa verbreitet.
    - Rumia Hoffm.: Je nach Autor mit wenigen oder nur einer Art:
      - Rumia crithmifolia (Willdenow) Koso-Pol.: Es ist ein Endemit auf der Krim.

    - Sajanella Soják (Syn.: Sajania Pimenov): Sie enthält nur eine Art:
      - Sajanella monstrosa (Willd. ex Spreng.) Sojak (Syn.: Athamanta monstrosa Will. ex Spreng., Sajania monstrosa (Willd. ex Spreng.) Pimenov): Sie ist im nördlichen Asien und in Zentralasien verbreitet.

    - Saposhnikovia Schischk.: Sie enthält nur eine Art:
      - Saposhnikovia divaricata (Turcz.) Schischk.: Sie ist im nördlichen Asien, in Zentral- und Ostasien verbreitet.

    - Siculosciadium C.Brullo, Brullo, S.R.Downie & Giusso: Sie wurde 2013 neu aufgestellt und enthält nur eine Art:
      - Siculosciadium nebrodense (Guss.) C.Brullo, Brullo, S.R.Downie & Giusso (Syn.: Peucedanum nebrodense (Guss.) Nyman): Es ist ein Endemit auf Sizilien.[54]

    - Silgen (Selinum L.): Die etwa fünf Arten sind in Eurasien verbreitet, beispielsweise mit:
      - Kümmelblättrige Silge (Selinum carvifolia (L.) L.)
      - Gewöhnliche Brenndolde (Selinum dubium (Schkuhr) Leute)
      - Silaublättrige Brenndolde (Selinum silaifolium (Jacq.) Beck)

    - Bergfenchel (Seseli L., Syn.: Elaeopleurum Korovin, Pseudammi H.Wolff): Die bis zu 65 (100 bis 120) Arten sind von Europa bis Zentralasien verbreitet.
    - Sillaphyton Pimenov: Sie wurde 2016 aufgestellt und enthält nur eine Art:[55]
      - Sillaphyton podagraria (H.Boissieu) Pimenov (Syn.: Peucedanum podagraria H.Boissieu, Peucedanum insolens Kitag.): Dieser seltene Endemit kommt nur im mittleren Teil der Koreanischen Halbinsel vor.[55]

    - Spermolepis Raf.: Die fünf bis sechs Arten sind in Nordamerika verbreitet, eine kommt in Argentinien und eine auf Hawaii vor.
    - Stenocoelium Ledeb.: Die etwa drei Arten sind im nördlichen Asien und in Zentralasien verbreitet.
    - Thecocarpus Boiss.: Sie enthält etwa zwei Arten, darunter:
      - Thecocarpus carvifolius (Boiss. & Balansa) Hedge & Lamond: Sie kommt in der Türkei vor.[8]

    - Thysselinum Adans.: Die nur zwei Arten sind von Europa bis ins nördliche Asien verbreitet. Sie werden meist zu Peucedanum gestellt.[8]
    - Tommasinia Bertol.: Sie enthält nur eine Art:
      - Quirl-Haarstrang oder Riesen-Haarstrang (Tommasinia verticillaris (L.) Bertol., Syn.: Peucedanum verticillare (L.) W.D.J.Koch ex DC.): Er ist in Europa hauptsächlich in den Alpen verbreitet.

    - Faserschirme (Trinia Hoffm., Syn.: Triniella Calest.): Die etwa sechs Arten kommen in Europa bis Zentralasien vor, beispielsweise:
      - Blaugrüner Faserschirm (Trinia glauca (L.) Dumort.)

    - Vicatia DC.: Die etwa drei Arten sind in Asien verbreitet.
    - Xanthogalum Lallem.: Die etwa drei Arten sind im Kaukasus und in Vorderasien verbreitet.
    - Xanthoselinum Schur: Sie enthält nur eine oder zwei Arten mit einem weiten Verbreitungsgebiet von Europa über den Kaukasusraum bis Zentralasien, darunter:
      - Elsässer Haarstrang (Xanthoselinum alsaticum (L.) Schur, Syn.: Peucedanum alsaticum L.)

  - Rein nordamerikanische Klade mit ausdauernden krautigen Pflanzenarten:[2]: Diese rein nordamerikanische Klade enthält etwa 20 Gattungen mit etwa 200 Arten hauptsächlich im westlichen Nordamerika. Mehr als die Hälfte der Arten gehören zu den beiden Gattungen Lomatium und Cymopterus. Die größte Artenvielfalt gibt es westlich des Mississippi River. Viele Arten gedeihen an offenen Standorten der Intermountain sowie Pacific West Bergketten. Viele Arten sind an Trockenheit angepasste Geophyten:[56]
    - Aletes J.M.Coult. & Rose: Die 15 bis 20 Arten sind in Nordamerika verbreitet.
    - Cymopterus Raf.: Die 32 bis 50 Arten sind im westlichen Nordamerika verbreitet.
    - Eurytaenia Torr. & A.Gray: Die nur zwei Arten sind in den südlichen zentralen USA verbreitet.
    - Harbouria J.M.Coult. & Rose: Es gibt nur eine Art:
      - Harbouria trachypleura J.M.Coult. & Rose: Sie kommt in den südwestlichen USA vor.

    - Lomatium Raf.: Die 63 bis 74 Arten im westlichen Nordamerika verbreitet.
    - Musineon Raf.: Die drei bis vier Arten sind im westlichen Nordamerika verbreitet.
    - Neoparrya Mathias: Es gibt nur eine Art:
      - Neoparrya megarrhiza (A.Nelson) W.A.Weber: Sie kommt in den südwestlichen USA vor.

    - Oreonana Jeps.: Die zwei bis drei Arten gedeihen in den kalifornischen Bergen.
    - Oreoxis Raf.: Die drei bis vier Arten sind im westlichen Nordamerika verbreitet.
    - Orogenia S.Watson: Die etwa zwei Arten sind im westlichen Nordamerika verbreitet.
    - Podistera S.Watson: Die drei bis vier Arten sind im westlichen Nordamerika verbreitet.
    - Polytaenia DC. (Syn.: Pleiotaenia J.M.Coult. & Rose): Sie enthält seit 2012 mit der Erstbeschreibung einer neuen Art aus Texas drei Arten, die in Texas, Louisiana, Kentucky, Michigan, Iowa und südlichen Oklahoma vorkommen.[57]
    - Pseudocymopterus J.M.Coult. & Rose: Die zwei bis sieben Arten sind im südwestlichen Nordamerika verbreitet.
    - Pteryxia (Nutt. ex Torr. & A.Gray) J.M.Coult. & Rose: Die etwa fünf Arten sind im westlichen Nordamerika verbreitet.
    - Shoshonea Evert & Constance: Es gibt nur eine Art:
      - Shoshonea pulvinata Evert & Constance: Die Heimat ist Wyoming.

    - Taenidia (Torr. & A.Gray) Drude: Die etwa zwei Arten kommen im östlichen Nordamerika vor.
    - Tauschia Schltdl.: Die 22 bis Arten sind in Nord- oder Mittelamerika verbreitet.
    - Thaspium Nutt.: Die drei bis fünf Arten sind in Nordamerika verbreitet.
    - Vesper Hartmann & Nesom: Diese Gattung wurde 2012 aufgestellt. Die etwa sechs Arten wurden aus der Gattung Cymopterus Raf. ausgegliedert und sind in Nordamerika verbreitet.[58]
    - Zizia W.D.J.Koch: Die etwa vier Arten sind im östlichen Nordamerika verbreitet.

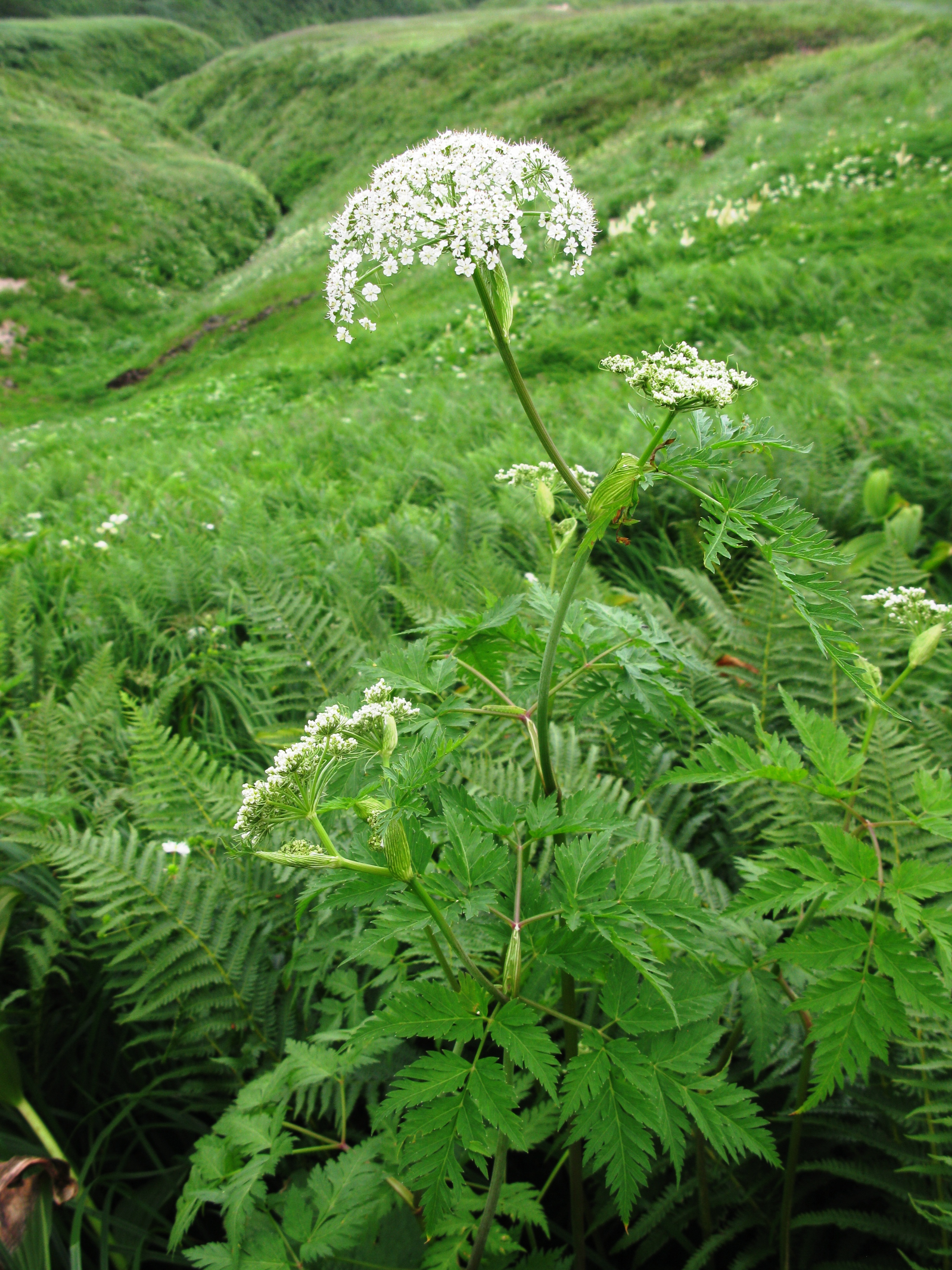
Sinodielsia-Klade: Habitus, Laubblätter und doppeldoldiger Blütenstand von Conioselinum filicinum

- Sinodielsia-Klade: Die 10 bis 15 Gattungen mit etwa 50 Arten gedeihen in den gemäßigten bis alpinen Gebieten der Nordhalbkugel, mit der größten Artenvielfalt in Zentralasien, im Himalajas und in China:[22]
  - Cenolophium W.D.J.Koch: Sie enthält nur eine Art:
    - Cenolophium denudatum (Hornem.) Tutin: Sie ist in Osteuropa und im gemäßigten Asien verbreitet.

  - Schierlingssilge (Conioselinum Hoffm.): Die etwa 18 Arten sind Osteuropa, im gemäßigten Asien und Nordamerika verbreitet.
  - Kuramosciadium Pimenov, Kljuykov & Tojibaev: Sie wurde 2011 aufgestellt und enthält nur eine Art:
    - Kuramosciadium corydalifolium Pimenov, Kljuykov & Tojibaev: Diese monokarpe mehrjährige krautige Pflanze blüht im Juni. Sie ist nur von zwei Fundorten in Höhenlagen von 2700 bis 2900 Metern im westlichen Tian Shan in Usbekistan bekannt. Sie wird in der usbekischen Roten Liste der gefährdeten Arten als „Endangered“ = „stark gefährdet“ bewertet.[59]

  - Levisticum Hill (Syn.: Hipposelinum Britton & Rose): Die ein bis etwa drei Arten sind in Afghanistan, dem südwestlichen Asien, Europa und Nordamerika verbreitet[10]; mit beispielsweise
    - Liebstöckel (Levisticum officinale W.D.J.Koch): Die ursprüngliche Heimat liegt im westlichen Asien.

  - Lithosciadium Turcz.: Die nur zwei Arten sind im nördlichen Asien und Zentralasien und westliche China verbreitet:[10]
    - Lithosciadium kamelinii (V.M.Vinogr.) Pimenov: Sie kommt in der Mongolei und nördlichen Xinjiang vor.[10]
    - Lithosciadium multicaule Turcz.

  - Paulita Soják: Die etwa drei Arten sind in Mittelasien verbreitet.
  - Pterocyclus Klotzsch (manchmal in Pleurospermum Hoffm.): Die etwa vier Arten sind vom Himalaja bis ins südwestliche China verbreitet.
  - Seselopsis Schischk.: Die etwa zwei Arten sind in Mittelasien verbreitet.
  - Silaum Mill. (Syn.: Silaus Bernh.): Sie hat früher bis zu zehn Arten enthalten und enthält fünf oder nur noch eine Art:
    - Gewöhnliche Wiesensilge (Silaum silaus (L.) Schinz & Thell.): Sie ist im gemäßigten Eurasien verbreitet.[8]

  - Sinodielsia Wolff: Die zwei bis drei Arten kommen im südöstlichen Tibet sowie in Yunnan vor.
  - Sphaenolobium Pimenov: Die etwa drei Arten sind in Mittelasien verbreitet.

- Tribus Smyrnieae Spreng.: Sie enthält nur zwei Gattungen[2] mit etwa acht Arten von Europa über den Mittelmeerraum bis Iran:
  - Lecokia DC.: Sie enthält nur eine Art:
    - Kretische Lecokie (Lecokia cretica DC.): Sie kommt von Kreta bis zum Iran vor.

  - Gelbdolde (Smyrnium L.): Die etwa sieben Arten sind in Europa und im Mittelmeerraum verbreitet, darunter:
    - Pferdeeppich (Smyrnium olusatrum L.).

- Tribus Steganotaenieae C.I.Calviño & S.R.Downie:[13] Sie wird bei vielen Autoren in eine Unterfamilie Saniculoideae Burnett gestellt. Sie enthält nur zwei Gattungen mit nur zwei bis drei Arten.[2] Es sind verholzende Pflanzen:
  - Polemanniopsis B.L.Burtt: Diese Gattung war bis 2010 monotypisch mit einer Art (Polemanniopsis marlothii (H.Wolff) B.L.Burtt), die nur in den südafrikanischen Provinzen Nordkap sowie Westkap vorkommt, bis eine neue Art (Polemanniopsis namibensis B-E.Van Wyk, A.Burke & C.Mannheimer) aus Namibia beschrieben wurde.[60]
  - Steganotaenia Hochst.: Die etwa zwei Baum-Arten sind im tropischen Afrika verbreitet.

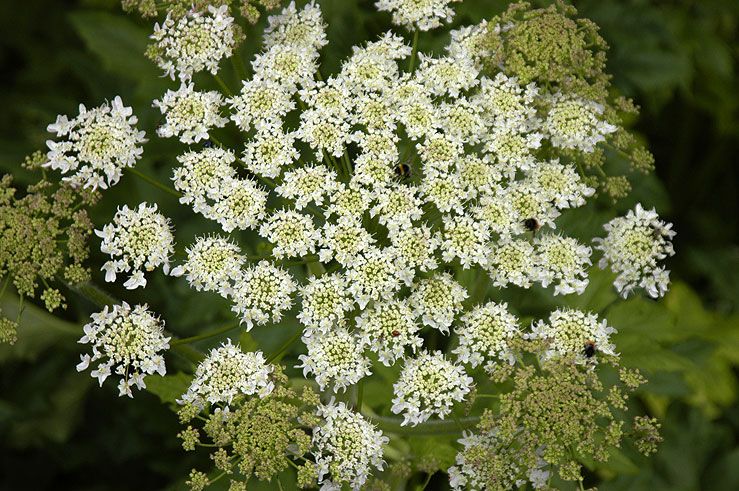
Tribus Tordylieae: Blütenstand von Heracleum persicum

- Tribus Tordylieae W.D.J.Koch: Sie enthält seit 2010 eine Untertribus und zwei Kladen:[2][61]
  - ohne Einordnung in Tribus/Klade:
    - Stenotaenia Boiss.:[29] Die fünf bis sechs Arten sind in Südwestasien verbreitet.

  - Untertribus Tordyliinae Engl. (Syn.: Tribus Heracleeae):[2]
    - Bärenklau (Heracleum L.): Die etwa 60 Arten sind in den gemäßigten Zonen der Nordhalbkugel und in den Tropen im Gebirge verbreitet.
    - Kandaharia Alava: Sie enthält nur eine Art:
      - Kandaharia rechingerorum Alava: Sie kommt nur in Afghanistan vor.

    - Lalldhwojia Farille: Die zwei oder drei Arten gedeihen im Himalaja von Nepal bis Bhutan.
    - Leiotulus Ehrenb. (manchmal in Pastinaca L. oder Malabaila Hoffm., Syn.: Lophotaenia Griseb.): Sie enthält etwa sechs Arten im Mittelmeerraum.
    - Malabaila Hoffm.: Die etwa vier Arten sind im östlichen Mittelmeergebiet bis Zentralasien verbreitet.
    - Mandenovia Alava: Sie enthält nur eine Art:
      - Mandenovia komarovii Alava: Sie ist im Kaukasusraum verbreitet.

    - Pastinaken (Pastinaca L.): Die etwa 14 Arten sind in den gemäßigten Zonen Eurasiens verbreitet.
    - Semenovia Regel & Herder: Die etwa 23 Arten sind in weiten Gebieten Asiens verbreitet.
    - Symphyoloma C.A.Mey.: Sie enthält nur eine Art:
      - Symphyoloma graveolens C.A.Mey.: Sie ist im Kaukasusraum verbreitet.

    - Tetrataenium (DC.) Manden.: Die bis zu 24 Arten sind hauptsächlich in Asien verbreitet.
    - Tordyliopsis DC.: Sie enthält nur eine Art:
      - Tordyliopsis brunonis DC.: Sie gedeiht im Himalaja.

    - Tordylium L. (Syn.: Ainsworthia Boiss., Synelcosciadium Boiss.): mit 19 Arten,[8] beispielsweise:
      - Apulischer Zirmet (Tordylium apulum L.)

    - Trigonosciadium Boiss.: Die etwa fünf Arten sind in Südwestasien verbreitet.
    - Vanasushava P.K.Mukh. & Constance: Sie enthält nur eine Art:
      - Vanasushava pedata (Wight) P.K.Mukh. & Constance: Sie kommt nur im südlichen Indien vor.

    - Zosima Hoffm. (Syn.: Pichleria Stapf & Wettst.): Die etwa zehn Arten sind in Westasien verbreitet.

  - Cymbocarpum-Klade: Sie enthält nur zwei Gattungen:
    - Cymbocarpum DC. ex C.A.Mey. (Syn.: Kalakia Alava): Die etwa fünf Arten sind in Südwestasien verbreitet.
    - Ducrosia Boiss.: Die etwa sechs Arten sind in Südwestasien und im nordöstlichen Afrika verbreitet.

  - Lefebvrea-Klade:[2] Die etwa zehn Gattungen kommen nur in Afrika vor, das Zentrum der Artenvielfalt ist die Capensis:
    - Afroligusticum C.Norman (Sie wurde aus Peucedanum ausgegliedert): Die etwa 13 Arten sind im tropischen Afrika verbreitet.[62]
    - Afrosciadium P.J.D.Winter (Sie wurde aus Peucedanum ausgegliedert): Die etwa 18 Arten sind in Afrika verbreitet.[62]
    - Capnophyllum Gaertn.: Die vier Arten gedeihen an der Küste und kommen alle in der südafrikanischen Provinz Westkap vor, eine davon auch im Nordkap.[63][41][64]
    - Cynorhiza Eckl. & Zeyh.: Die drei Arten sind in Afrika verbreitet.[62]
    - Dasispermum Raf. (Syn.: Sonderina H.Wolff): Von den seit 2010 sieben Arten kommen fünf nur in den südafrikanischen Provinzen Ost-, West- sowie Nordkap und zwei auch in KwaZulu-Natal vor.[65]
    - Lefebvrea A.Rich (Syn.: Erythroselinum Chiov.): Die etwa zehn Arten sind in Afrika verbreitet.[62]
    - Nanobubon Magee: Diese Gattung wurde 2008 mit nur zwei Arten aufgestellt und enthält drei Arten alle in der südafrikanischen Provinz Westkap vorkommen, eine davon auch in Ostkap.[62][66]
    - Notobubon B.-E. van Wyk: Die etwa zwölf Arten sind in Afrika verbreitet.[62]
    - Scaraboides Magee & B.-E. van Wyk: Sie enthält nur eine Art:
      - Scaraboides manningii Magee & B.-E. van Wyk: Es sind nur zwei isolierte Fundorte bekannt in der Sukkulenten-Karoo in den südafrikanischen Provinzen Nord- sowie Westkap.[67]

    - Stenosemis E.Mey. ex Harv. & Sond.: Die nur zwei Arten kommen nur in den südafrikanischen Provinzen südliches KwaZulu-Natal und Ostkap vor.[68]

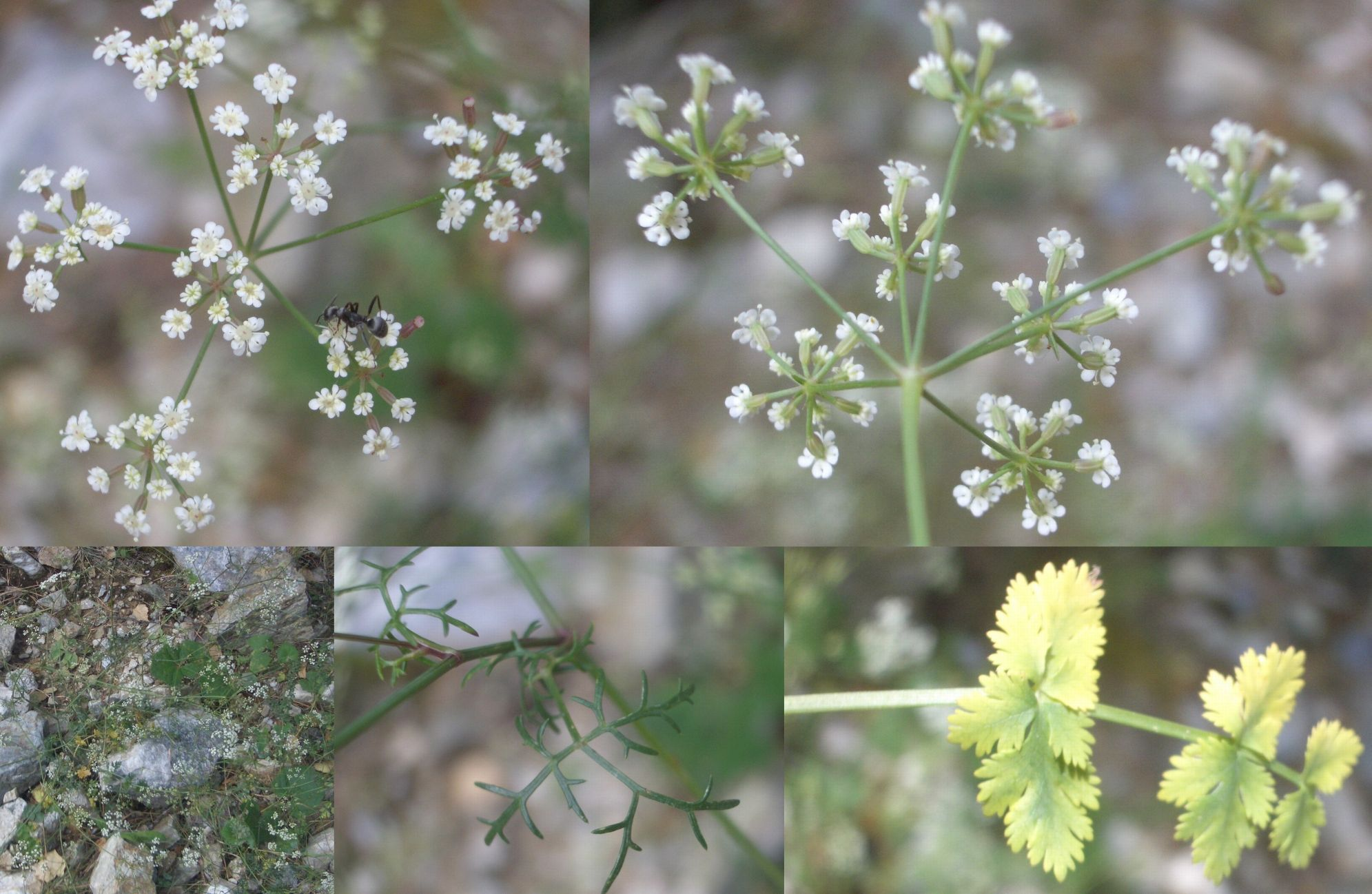
Steinbrech-Faltenohr (Ptychotis saxifraga)

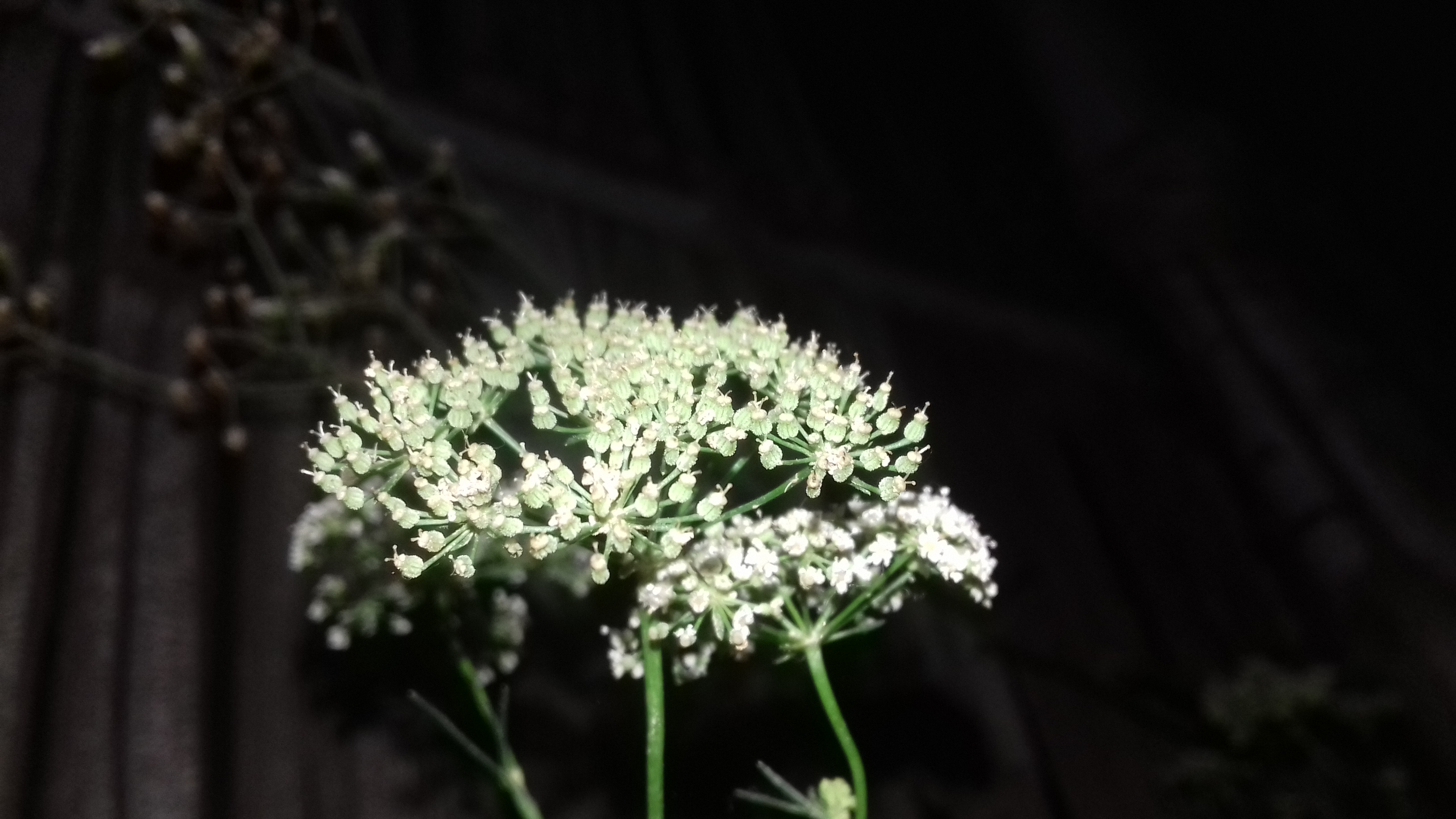
Blütenstand von Ajowan (Trachyspermum ammi)

- Nicht in einer Tribus eingeordnet sind (incertae sedis):[22]
  - Angoseseli Chiov.: Sie enthält nur eine Art:
    - Angoseseli mossamedensis (Welw. ex Hiern) C.Norman: Sie kommt in Angola vor.

  - Apodicarpum Makino: Sie enthält nur eine Art:
    - Apodicarpum ikenoi Makino: Sie kommt nur im östlichen Japan vor.

  - Asciadium Griseb.: Sie enthält nur eine Art:
    - Asciadium coronopifolium Griseb.: Sie kommt in Kuba vor.

  - Austropeucedanum Mathias & Constance: Sie enthält nur eine Art:
    - Austropeucedanum oreopansii (Griseb.) Mathias & Constance: Sie kommt im nordwestlichen Argentinien vor.

  - Bonannia Guss.: Sie enthält nur eine Art:
    - Bonannia graeca Guss.: Sie kommt im südlichen Italien sowie im südlichen Griechenland vor.

  - Caropsis Rauschert: Sie enthält nur eine Art:
    - Caropsis verticillato-inundata (Thore) Rauschert: Sie ist in Europa verbreitet.

  - Cephalopodum Korovin: Die etwa drei Arten sind in Zentralasien verbreitet.
  - Chabrea Raf.: Sie enthält nur eine Art:
    - Chabrea carvifolia (Crantz ex Jacq.) Raf.: Sie ist in Europa verbreitet.

  - Coristospermum Bertol.: Die etwa drei Arten sind in Europa verbreitet.
  - Cyathoselinum Benth.: Sie enthält nur eine Art:
    - Cyathoselinum tomentosum Benth. & Hook. f.: Sie ist in Südosteuropa verbreitet.

  - Distichoselinum García-Martín & Silvestre: Sie enthält nur eine Art:
    - Distichoselinum tenuifolium (Lag.) García-Martín & Silvestre: Sie kommt auf der Iberischen Halbinsel vor.

  - Elaeoselinum Koch. ex DC.: Die etwa vier Arten sind im Mittelmeerraum verbreitet.
  - Eriosynaphe DC.: Sie enthält nur eine Art:
    - Eriosynaphe longifolia DC.: Sie ist vom südöstlichen Russland bis Zentralasien verbreitet.

  - Erythroselinum Chiov.: Sie enthält nur eine Art:
    - Erythroselinum atropurpureum Chiov.: Sie kommt in Äthiopien vor.

  - Grafia Rchb.: Es gibt nur eine Art:
    - Grafia golaka (Hacq.) Rchb.: Sie kommt in dem südöstlichen Alpen, den Apenninen und im früheren Jugoslawien vor.[8]

  - Guillonea Coss.: Sie enthält nur eine Art:
    - Guillonea scabra Coss.: Sie kommt in südlichen und östlichen Spanien vor.

  - Haplosciadium Hochst.: Sie enthält nur eine Art:
    - Haplosciadium abyssinicum Hochst.: Sie ist von Äthiopien bis zu den Gebirgen Ostafrikas verbreitet.

  - Horstrissea Greuter, Gerstb. & Egli: Sie enthält nur eine Art:
    - Horstrissea dolinicola Greuter, Gerstb. & Egli: Sie ist ein auf Dolinen spezialisierter Lokalendemit auf Kreta.[69]

  - Kalakia Alava: Sie enthält nur eine Art:
    - Kalakia marginata (Boiss.) Alava: Sie kommt im Iran vor.

  - Karnataka P.K.Mukh. & Constance: Sie enthält nur eine Art:
    - Karnataka benthamii (C.B.Clarke) P.K.Mukh. & Constance: Sie kommt im südlichen Indien vor.

  - Ladyginia Lipsky: Die etwa drei Arten sind von Südwest- bis Zentralasien verbreitet.
  - Macroselinum Schur: Sie enthält nur eine Art:
    - Macroselinum latifolium Schur: Sie ist von Südeuropa bis in den Kaukasusraum verbreitet.

  - Mastigosciadium Rech. f. & Kuber: Sie enthält nur eine Art:
    - Mastigosciadium hysteranthum Rech. f. & Kuber: Sie kommt in Afghanistan vor.

  - Microsciadium Boiss.: Sie enthält nur eine Art:
    - Microsciadium minutum (d'Urv.) Briq.: Sie kommt in der Türkei vor.[8]

  - Opoidia Lindl.: Sie enthält nur eine Art:
    - Opoidia galbanifera Lindl.: Sie kommt im Iran vor.

  - Oreofraga M.F.Watson & E.L.Barclay nom. inval. (Es gibt keine lateinische Beschreibung in der Erstveröffentlichung, deshalb ist sie, da sie vor 2012 erschienen ist ungültig): Sie enthält nur eine Art:
    - Oreofraga morrisiana M.F.Watson & E.L.Barclay: Es ist ein Endemit auf Sokotra.

  - Ormosciadium Boiss.: Sie enthält nur eine Art:
    - Ormosciadium aucheri Boiss.: Sie kommt in der östlichen Türkei vor.

  - Pancicia Vis.: Sie enthält nur eine Art:
    - Pancicia serbica Vis.: Sie kommt auf der westlichen Balkanhalbinsel vor.

  - Paraselinum H.Wolff: Sie enthält nur eine Art:
    - Paraselinum weberbaueri H.Wolff: Sie kommt in Peru vor.

  - Pastinacopsis Golosk.: Sie enthält nur eine Art:
    - Pastinacopsis glacialis Golosk.: Sie ist in Zentralasien verbreitet.

  - Pedinopetalum Urb. & H.Wolff: Sie enthält nur eine Art:
    - Pedinopetalum domingense Urb. & H.Wolff: Sie kommt nur auf Hispaniola vor.

  - Pinacantha Gilli: Sie enthält nur eine Art:
    - Pinacantha porandica Gilli: Sie kommt in Afghanistan vor.

  - Pinda P.K.Mukh. & Constance: Sie enthält nur eine Art:
    - Pinda concanensis (Dalzell) P.K.Mukh. & Constance: Sie gedeiht in den Western Ghats und im südlichen Indien.

  - Polyzygus Dalzell: Sie enthält nur eine Art:
    - Polyzygus tuberosus Walp.: Sie kommt im südlichen Indien vor.

  - Portenschlagiella Tutin: Sie enthält nur eine Art:
    - Portenschlagiella ramosissima (Port.) Tutin: Sie kommt im südlichen Italien und auf der westlichen Balkanhalbinsel vor.

  - Pseudoselinum C.Norman: Sie enthält nur eine Art:
    - Pseudoselinum angolense C.Norman: Sie kommt in Angola vor.

  - Faltenohr (Ptychotis W.D.J.Koch): Sie enthält nur eine oder zwei Arten:
    - Ptychotis sardoa Pignatti & Metlesics: Dieser Endemit kommt nur auf Sardinien vor.[8]
    - Steinbrech-Faltenohr (Ptychotis saxifraga (L.) Loret & Barrandon): Sie ist in Zentral- und Südwesteuropa verbreitet.[8]

  - Registaniella Rech. f.: Es gibt nur eine Art:
    - Registaniella hapaxlegomena Rech. f.: Sie kommt in Afghanistan vor.

  - Rhopalosciadium Rech. f. (manchmal in Torilis): Sie enthält nur eine Art:
    - Rhopalosciadium stereocalyx Rech. f.: Sie kommt im Iran vor.

  - Rhysopterus J.M.Coult. & Rose: Die etwa drei Arten sind in Nordamerika verbreitet.
  - Rouya Coincy: Sie enthält nur eine Art:
    - Rouya polygama Coincy: Sie ist in Korsika, Sardinien sowie Nordafrika verbreitet.

  - Rutheopsis A.Hansen & G.Kunkel: Sie enthält nur eine Art:
    - Rutheopsis herbanica (Bolle) A.Hansen & G.Kunkel: Sie kommt auf den kanarischen Inseln Lanzarote sowie Fuerteventura vor.

  - Sciothamnus Endl.: Die etwa vier Arten sind im südlichen Afrika verbreitet.
  - Sclerochorton Boiss.: Sie enthält nur eine Art:
    - Sclerochorton haussknechtii Boiss.: Sie kommt im Iran vor.

  - Sclerotiaria Korovin: Sie enthält nur eine Art:
    - Sclerotiaria pentaceros (Korovin) Korovin: Sie ist in Zentralasien verbreitet.

  - Scrithacola Alava: Sie enthält nur eine Art:
    - Scrithacola kuramensis (Kitam.) Alava: Sie ist in Afghanistan, Pakistan verbreitet.

  - Selinopsis Coss. & Durieu (manchmal in Carum): Die etwa zwei Arten kommen nur im westlichen Nordafrika und vielleicht in Spanien vor.
  - Spuriodaucus C.Norman: Die etwa drei Arten sind im tropischen Afrika verbreitet.
  - Stewartiella Nasir: Die nur zwei Arten kommen in Pakistan vor.
  - Taeniopetalum Vis.: Die nur zwei Arten sind von Balkanhalbinsel bis in die Türkei verbreitet.
  - Tamamschjania Pimenov & Kljuykov: Die nur zwei Arten sind vom nördlichen Griechenland bis in die Türkei verbreitet.[12]
  - Thamnosciadium Hartvig: Sie enthält nur eine Art:
    - Thamnosciadium junceum (Sm.) Hartvig: Sie kommt in Griechenland vor.

  - Trachyspermum Link: Die seit 2019 etwa 15 Arten. Trachyspermum in diesem Umfang eine polyphyletische Gattung.[70] Die Arten gedeihen im tropischen und nordöstlichen Afrika über Südwestasien und in Zentralasien bis Indien und im westlichen China, beispielsweise:
    - Ajowan (Trachyspermum ammi (L.) Sprague ex Turrill)
    - Radhuni (Trachyspermum roxburghianum (DC.) H.Wolff)

  - Tricholaser Gilli: Die nur zwei Arten sind in Süd- und Südwestasien verbreitet.
  - Vvedenskya Korovin (manchmal in Conioselinum): Sie enthält nur eine Art:
    - Vvedenskya pinnatifolia Korovin: Sie ist in Zentralasien verbreitet.

  - Xatardia Meisn. & Zeyh.: Sie enthält nur eine Art:
    - Xatardia scabra (Lapeyr.) Meisn.: Dieser Endemit kommt nur in den östlichen Pyrenäen vor.[8]

## Weiterführende Literatur
- Chenyang Liao, Stephen R. Downie, Qinqin Li, Yan Yu, Xingjin He, Bo Zhou: New Insights into the Phylogeny of Angelica and its Allies (Apiaceae) with Emphasis on East Asian Species, Inferred from nrDNA, cpDNA, and Morphological Evidence. In: Systematic Botany. Band 38, Nr. 1, Februar 2013, S. 266–281, doi:10.1600/036364413X662060.
- Mei Liu, Gregory M. Plunkett, Ben-Erik Van Wyk, Patricia M. Tilney, Porter P. Lowry II: The phylogenetic significance of the carpophore in Apiaceae. In: Annals of Botany. Band 110, Nr. 8, 2012, S. 1531–1543, doi:10.1093/aob/mcs204, PMC 3503491 (freier Volltext).
- Łukasz Banasiak, Marcin Piwczyński, Tomasz Uliński, Stephen R. Downie, Mark F. Watson, Bandana Shakya, Krzysztof Spalik: Dispersal patterns in space and time: a case study of Apiaceae subfamily Apioideae. In: Journal of Biogeography. Band 40, Nr. 7, 2013, S. 1324–1335, doi:10.1111/jbi.12071, (PDF).
- Galina V. Degtjareva, Eugene V. Kljuykov, Tahir H. Samigullin, Carmen M. Valiejo-Roman, Michael G. Pimenov: ITS phylogeny of Middle Asian geophilic Umbelliferae-Apioideae genera with comments on their morphology and utility of psbA-trnH sequences. In: Plant Systematics and Evolution. Band 299, Nr. 5, Mai 2013, S. 985–1010, doi:10.1007/s00606-013-0779-9.
- Magdy M. Mourad, Abdelsalam Al-Nowaihi: Numeric taxonomy of some Apioideae species, based on general morphology and carpological features. In: Adansonia. Band 35, Nr. 2, Dezember 2013, S. 375–389. doi:10.5252/a2013n2a9.
- C. Weitzel, N Rønsted, Krzysztof Spalik, H. T. Simonsen: Resurrecting deadly carrots: towards a revision of Thapsia (Apiaceae) based on phylogenetic analysis of nrITS sequences and chemical profiles. In: Bot. J. Linn Soc., Volume 174, 2014, S. 620–636. doi:10.1111/boj.12144
- Mehrnoush Panahi, Łukasz Banasiak, Marcin Piwczyński, Radosław Puchałka, Alexei A. Oskolski, Krzysztof Spalik: Phylogenetic relationships among Dorema, Ferula and Leutea (Apiaceae: Scandiceae: Ferulinae) inferred from nrDNA ITS and cpDNA noncoding sequences. In: Taxon, Volume 64, Issue 4, 2015, S. 770–783. doi:10.12705/644.8
- M. Piwczyński, R Puchałka, Krzysztof Spalik: The infrageneric taxonomy of Chaerophyllum (Apiaceae) revisited: new evidence from nuclear ribosomal DNA ITS sequences and fruit anatomy. In: Bot. J. Linn Soc., Volume 178, 2015, S. 298–313. doi:10.1111/boj.12282
- Mehrnoush Panahi: Biogeographic reconstruction of the genus Ferula inferred from analyses of nrDNA and cpDNA sequences. In: Iran. J. Bot., Volume 25, Issue 2, Dezember 2019, S. 79–94. doi:10.22092/ijb.2019.126389.1241
- Jun Wen, Yan Yu, Deng-Feng Xie, Chang Peng, Qing Liu, Song-Dong Zhou, Xing-Jin He: A transcriptome-based study on the phylogeny and evolution for taxonomic controversial subfamily Apioideae (Apiaceae). In: Annals of Botany, Volume 125, Issue 6, Februar 2020, S. 937–953. doi:10.1093/aob/mcaa011 PDF online.
- Marcin Piwczyński, Paulina Trzeciak, Madalina Oana Popa, Maciej Pabijan, José María Corral, Krzysztof Spalik, Andrzej Grzywacz: Using RAD-seq for reconstructing phylogenies of highly diverged taxa: a test using the tribe Scandiceae (Apiaceae). In: Journal of Systematics and Evolution, Februar 2020. doi:10.1111/jse.12580
- James J. Clarkson, Alexandre R. Zuntini, Olivier Maurin, Stephen R. Downie, Gregory M. Plunkett, Antoine N. Nicolas, John F. Smith, Mary Ann E. Feist, Karime Gutierrez, Panagiota Malakasi, Paul Bailey, Grace E. Brewer, Niroshini Epitawalage, Sue Zmarzty, Félix Forest, William John Baker: A higher‐level nuclear phylogenomic study of the carrot family (Apiaceae). In: American Journal of Botany, Volume 108, Issue 7, 2021, S. 1252–1269 doi:10.1002/ajb2.1701
- Tahir Samigullin, Maria Logacheva, Elena Terentieva, Galina Degtjareva, Michael Pimenov, Carmen Valiejo-Roman: Plastid Phylogenomic Analysis of Tordylieae Tribe (Apiaceae, Apioideae). In: Plants, Volume 11, Issue 55, März 2022. S. 709. doi:10.3390/plants11050709
- Long Weng, Yunhui Jiang, Yong Wang, Xuemei Zhang, Ping Zhou, Mei Wu, Hongzhe Li, Hang Sun, Shaotian Chen: Chloroplast genome characteristics and phylogeny of the sinodielsia clade (apiaceae: apioideae). In: BMC Plant Biology, Volume 23, Issue 11, Mai 2023. doi:10.1186/s12870-023-04271-2
- Chang-Kun Liu, Jiao-Jiao Deng, Bo-Ni Song, Huan-Huan Qin, Song-Dong Zhou, Xing-Jin He: Plastid phylogenomics provide evidence to accept a new genus Pseudopeucedanum (Apiaceae) separated from Peucedanum s.l. In: Botanical Journal of the Linnean Society, Volume 22, November 2023. doi:10.1093/botlinnean/boad062
- Jing Zhou, Xinyue Wang, Shilin Zhou, Junmei Niu, Jiarui Yue, Zhenwen Liu, Stephen R. Downie: Circumscription of the East Asia clade (Apiaceae subfamily Apioideae) and the taxonomic placements of several problematic genera. In: Plant Diversity, Volume 1, November 2023. doi:10.1016/j.pld.2023.11.002

## Historische Literatur
- C. J.Webb: Breeding Systems and the Evolution of Dioecy in New Zealand apioid Umbelliferae. In: Evolution. Band 33, Nr. 2, 1979, ISSN 0014-3820, S. 662–672, JSTOR:2407789.